# Mjölby hembygdsgård
Mjölby hembygdsgård är en hembygdsgård i Mjölby, Mjölby kommun. 

## Byggnader

### Kiosken
Kiosken uppfördes på 1920-talet vid Mjölby station. Den flyttades 1993 till hembygdsgården.

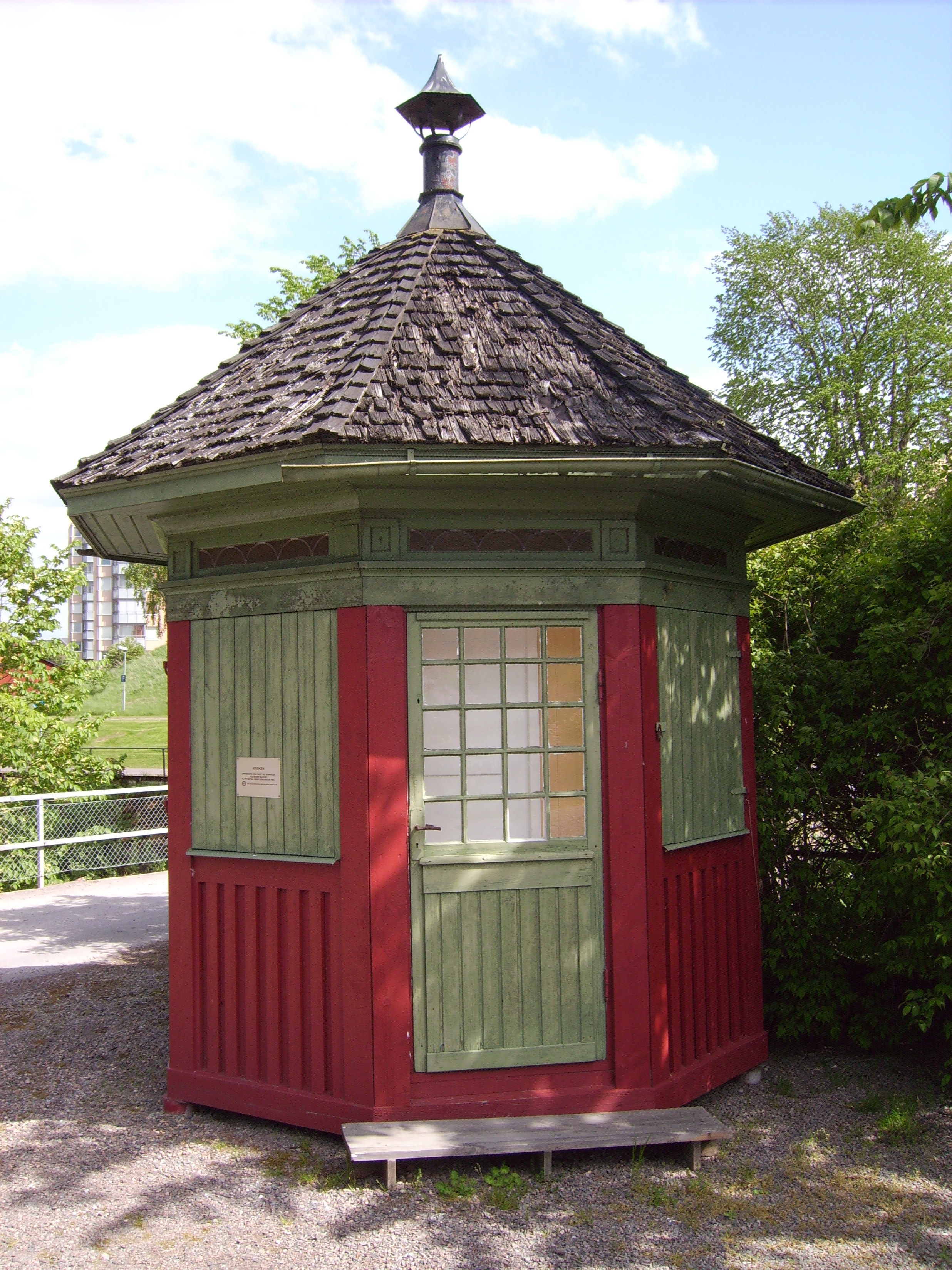
Kiosken
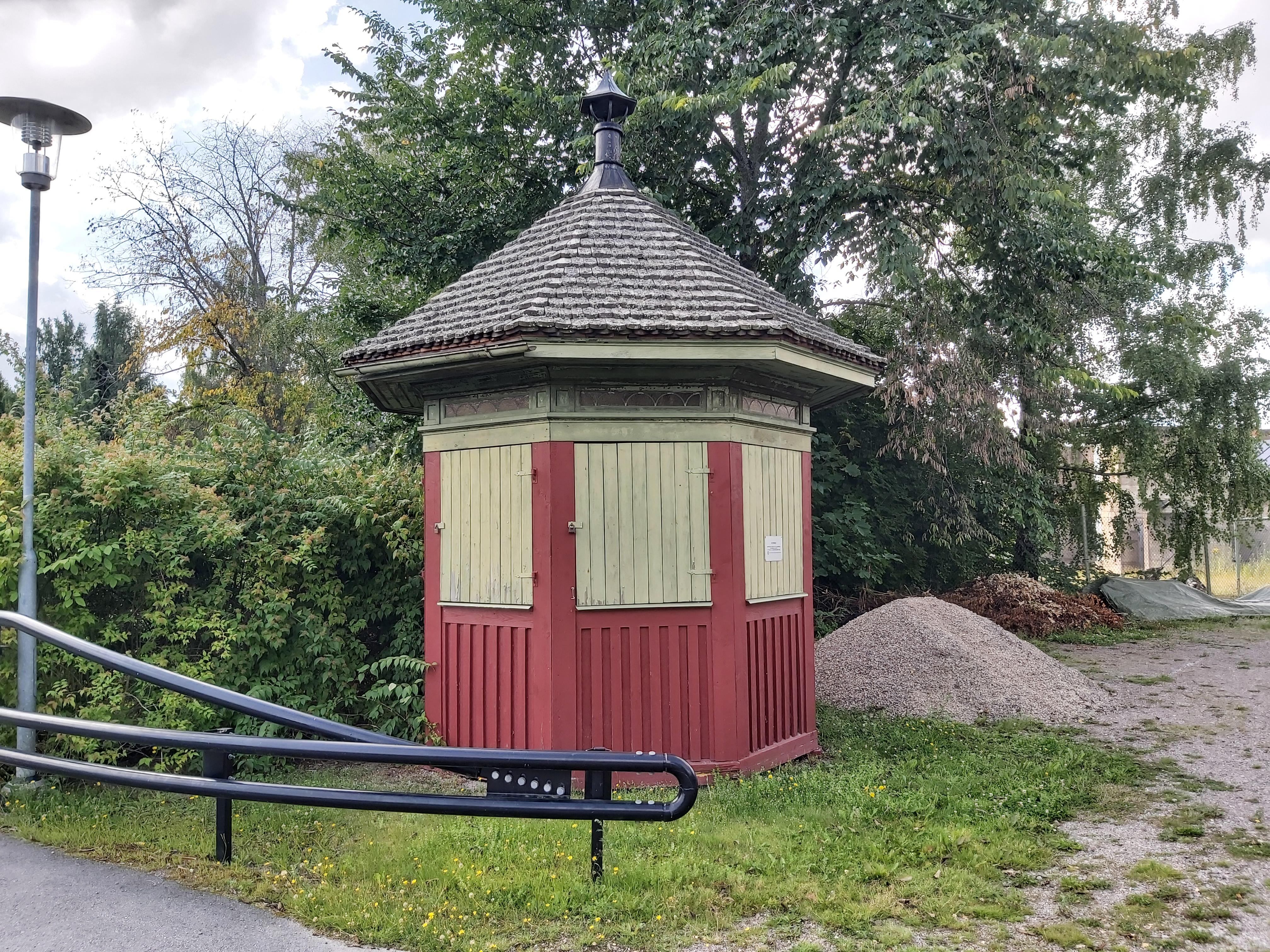
Kiosken
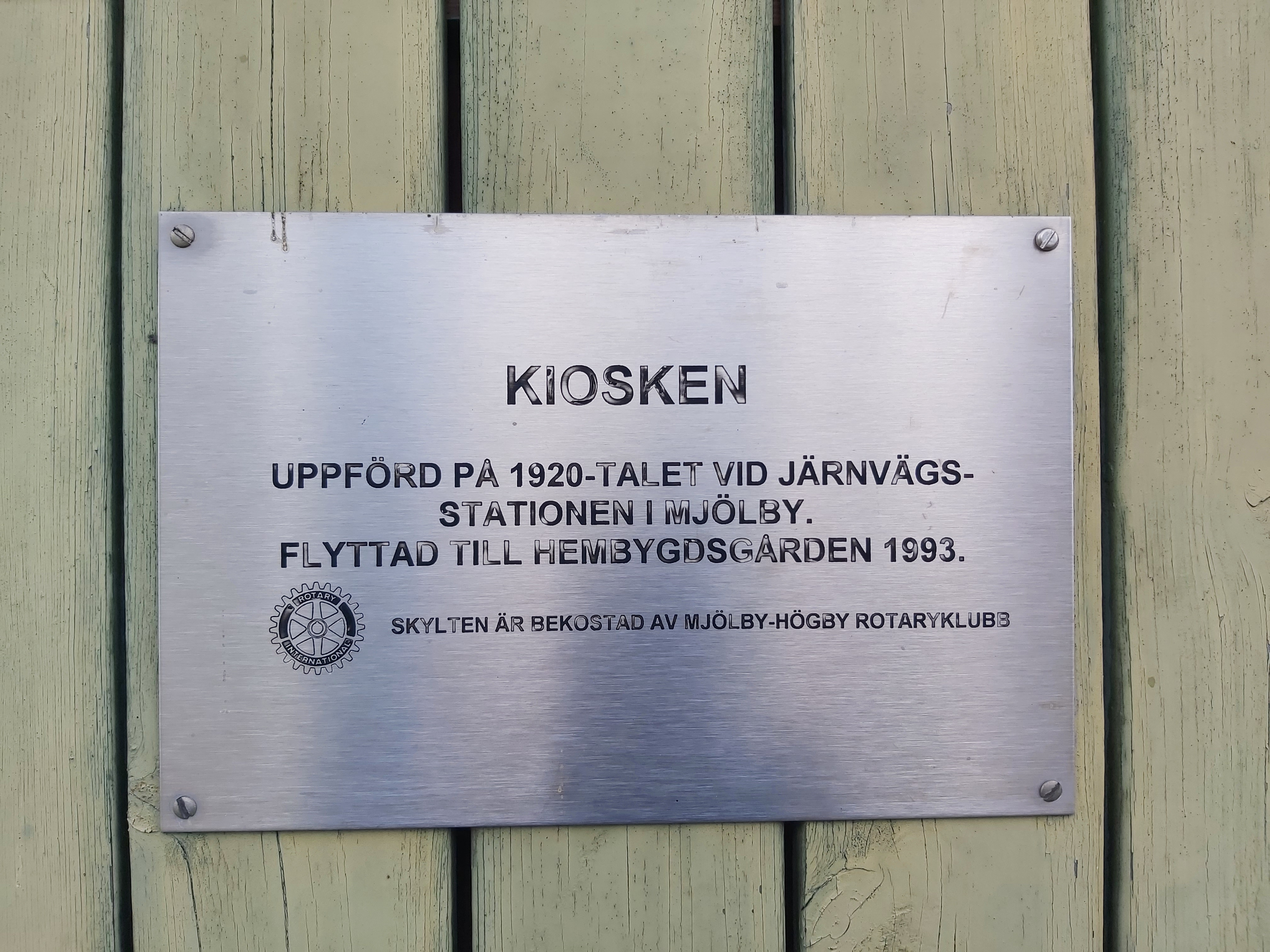
Kioskens skylt

### Gamla tvättstugan
Gamla tvättstugan var tidigare ett grishus.

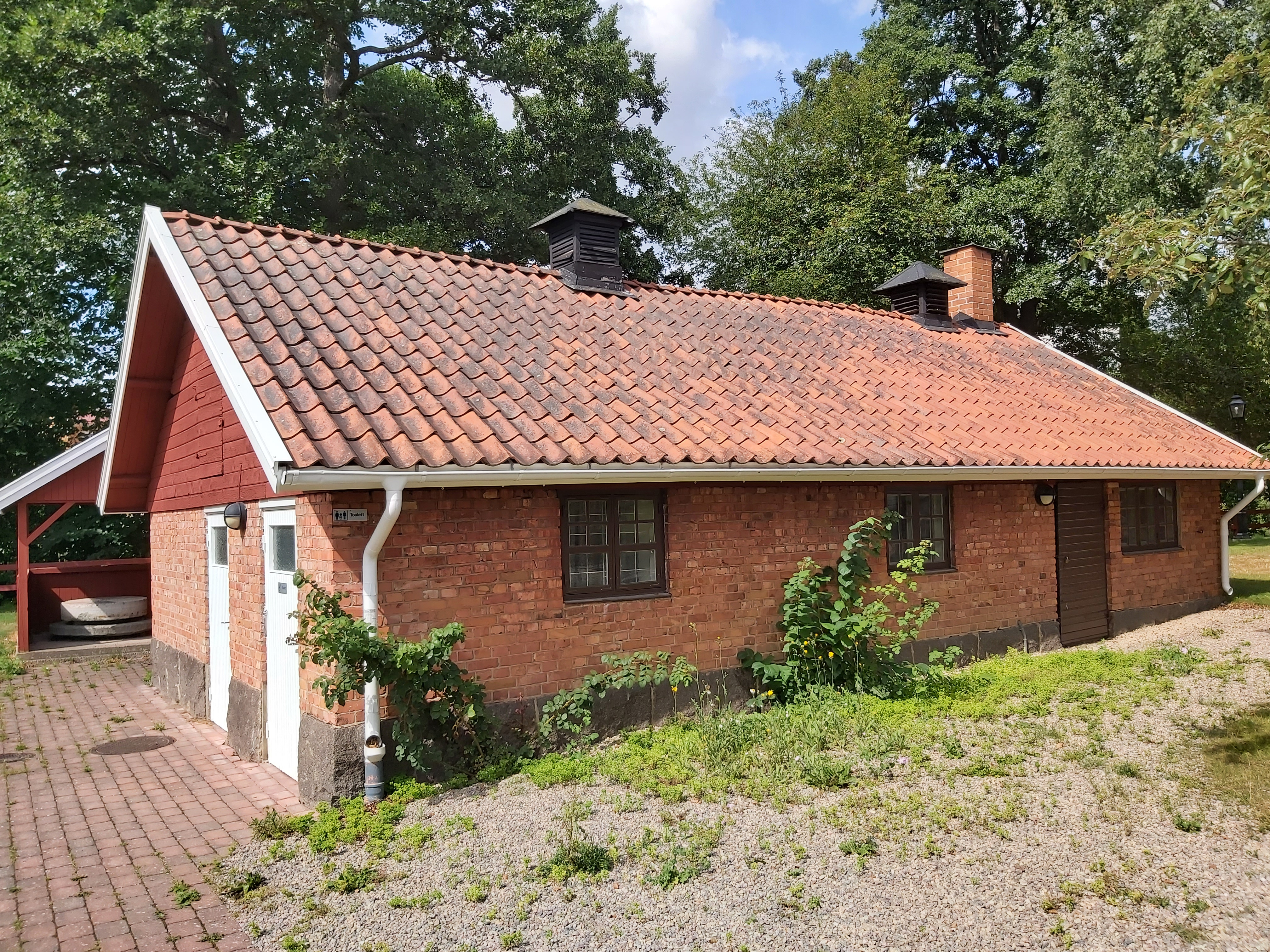
Gamla tvättstugan
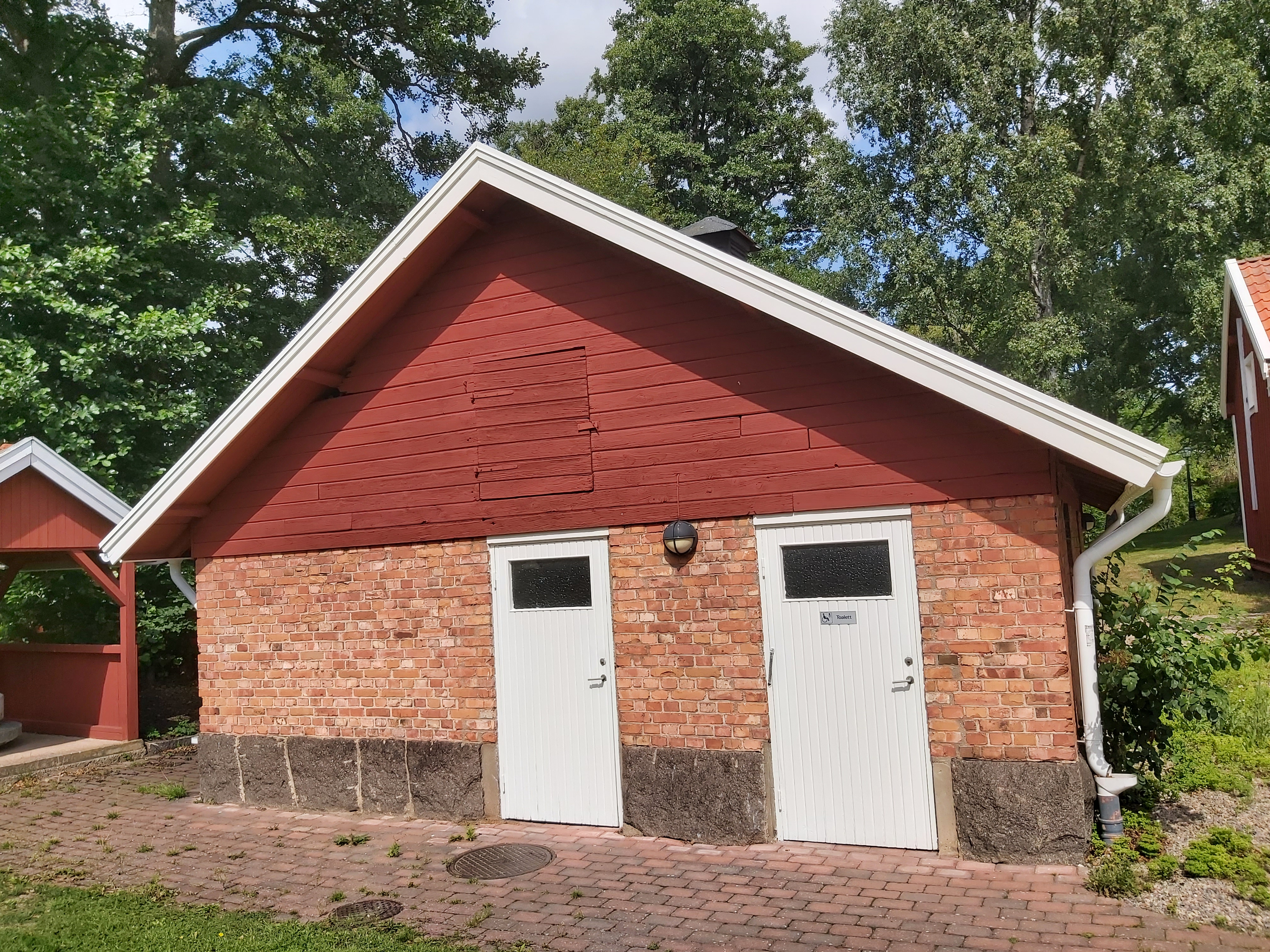
Gamla tvättstugan
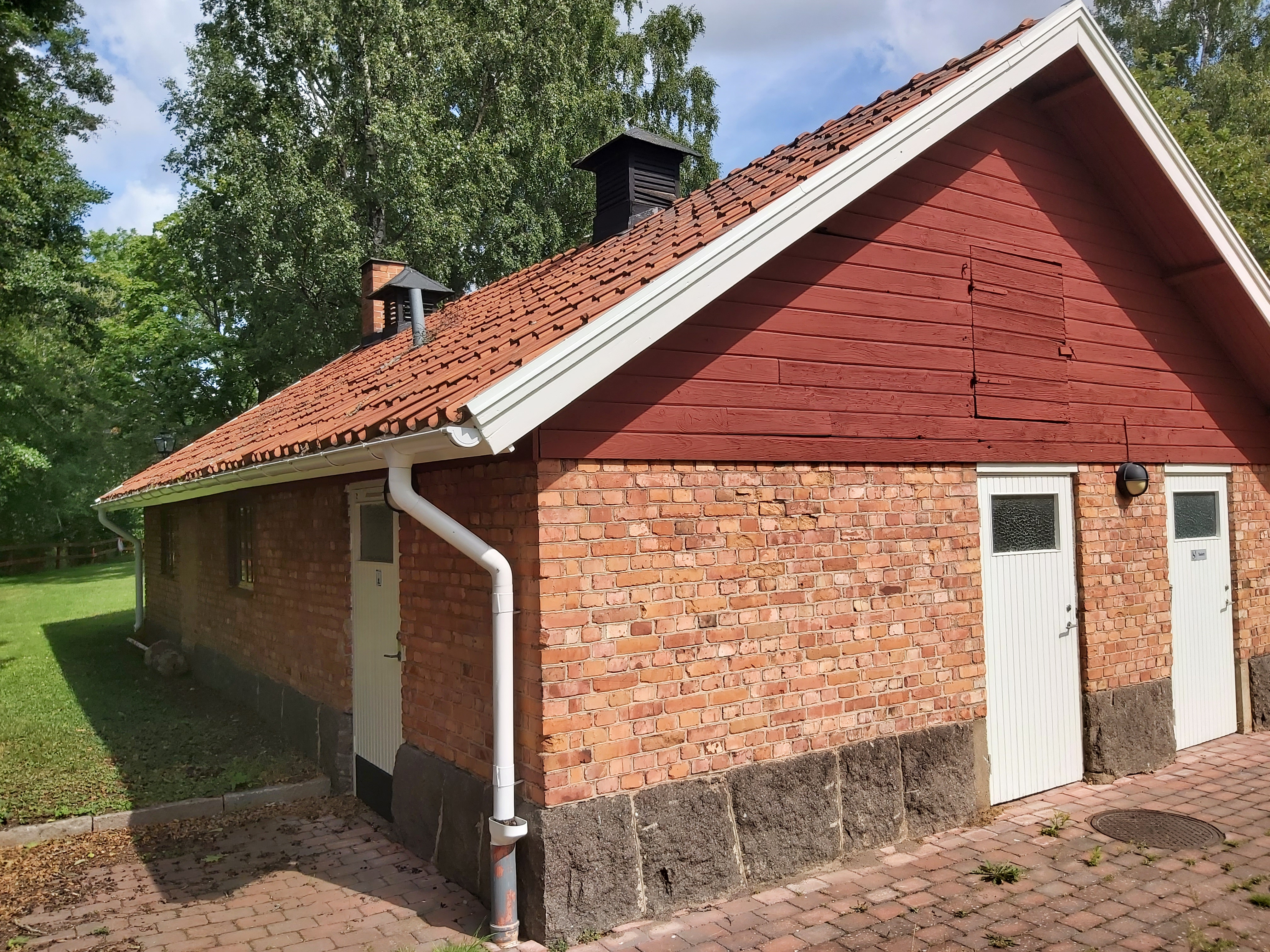
Gamla tvättstugan

### Vandrarhemmet
Vandrarhemmet uppfördes i början av 1800-talet i Bjälbo och flyttades 1864 till Norrgårdsholme.

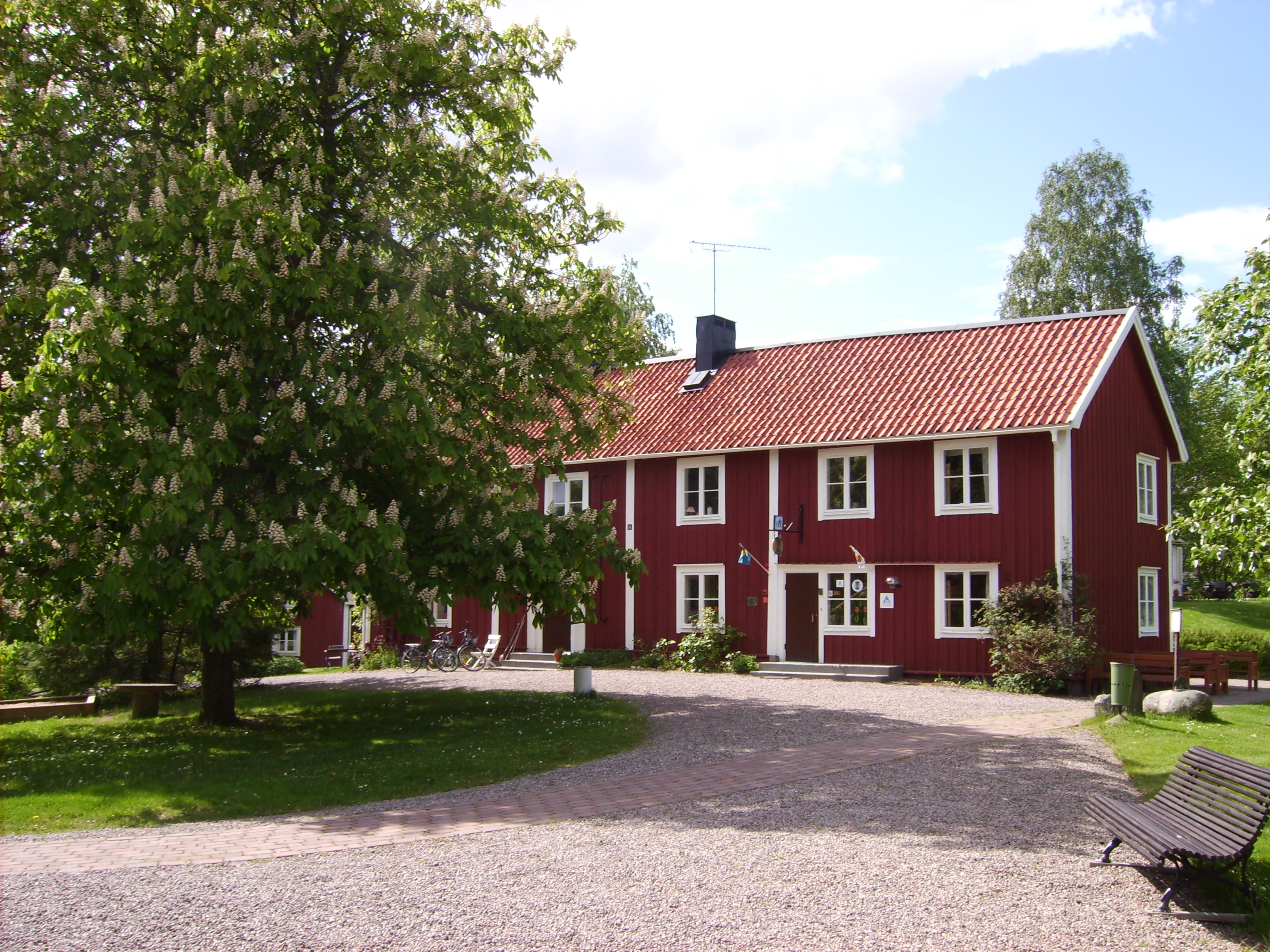
Vandrarhemmet

### Kaffepaviljongen
Kaffepaviljongen stod tidigare i Gästisparken och flyttades 1968 till hembygdsgården.

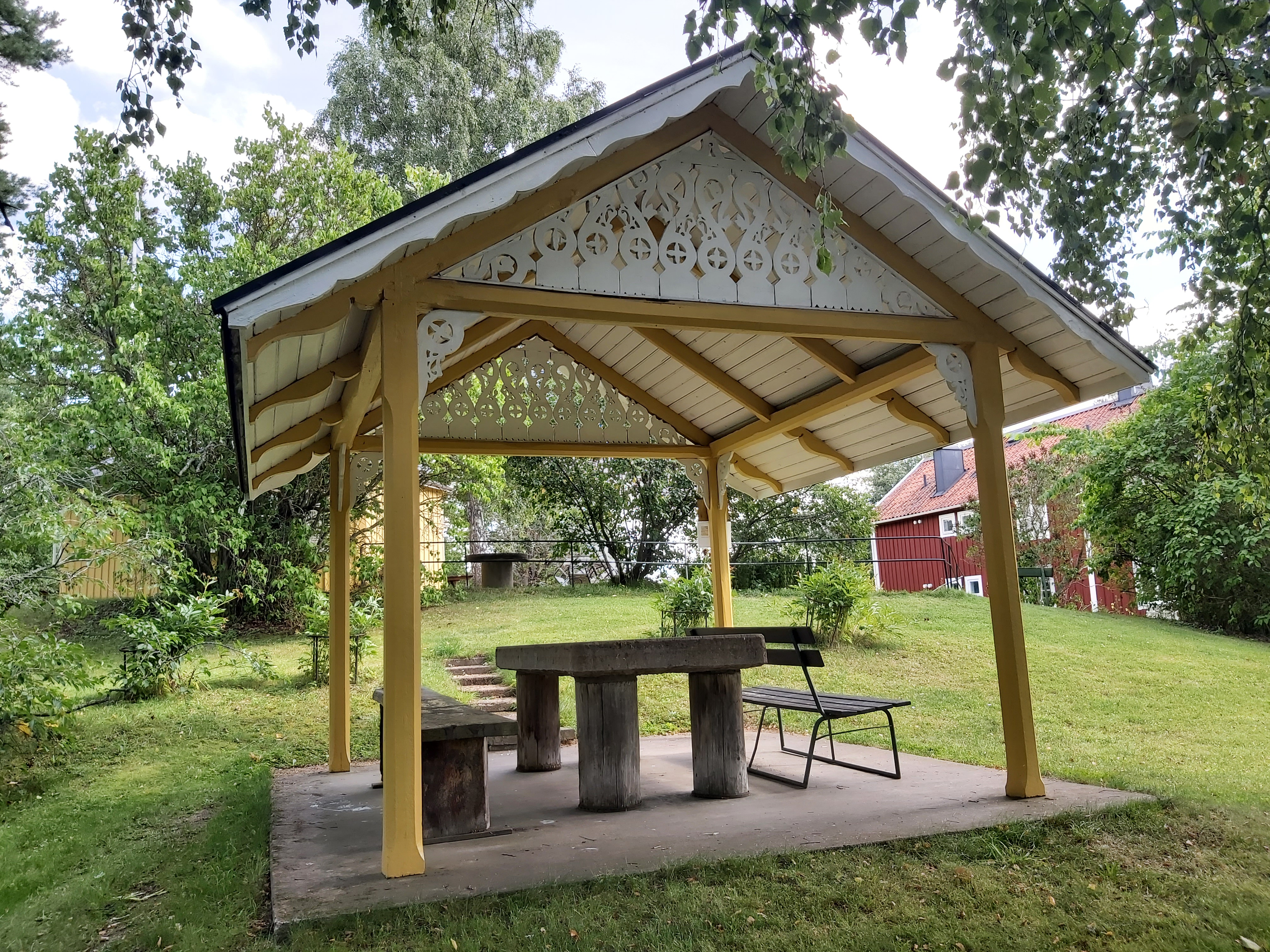
Kaffepaviljongen
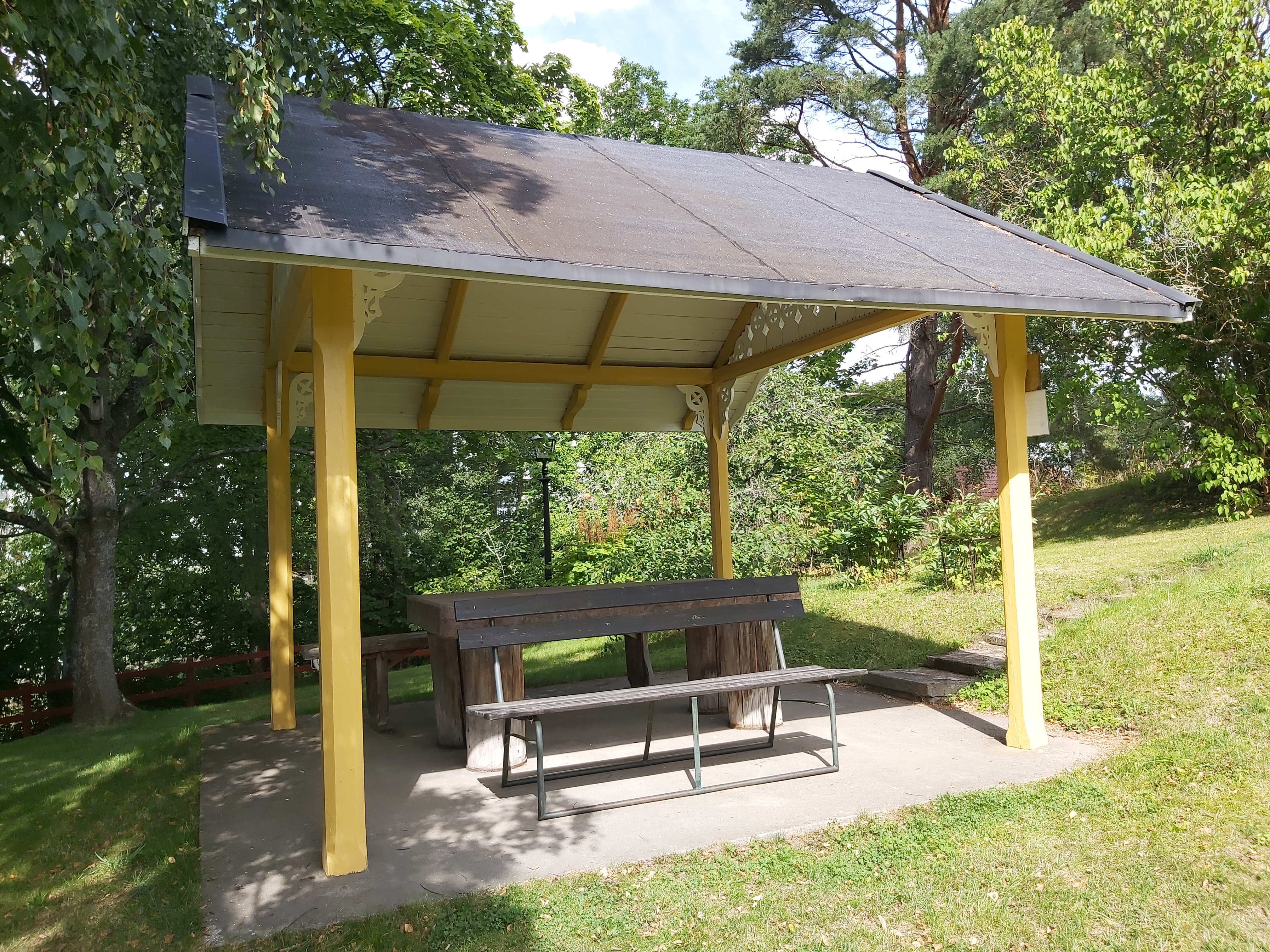
Kaffepaviljongen
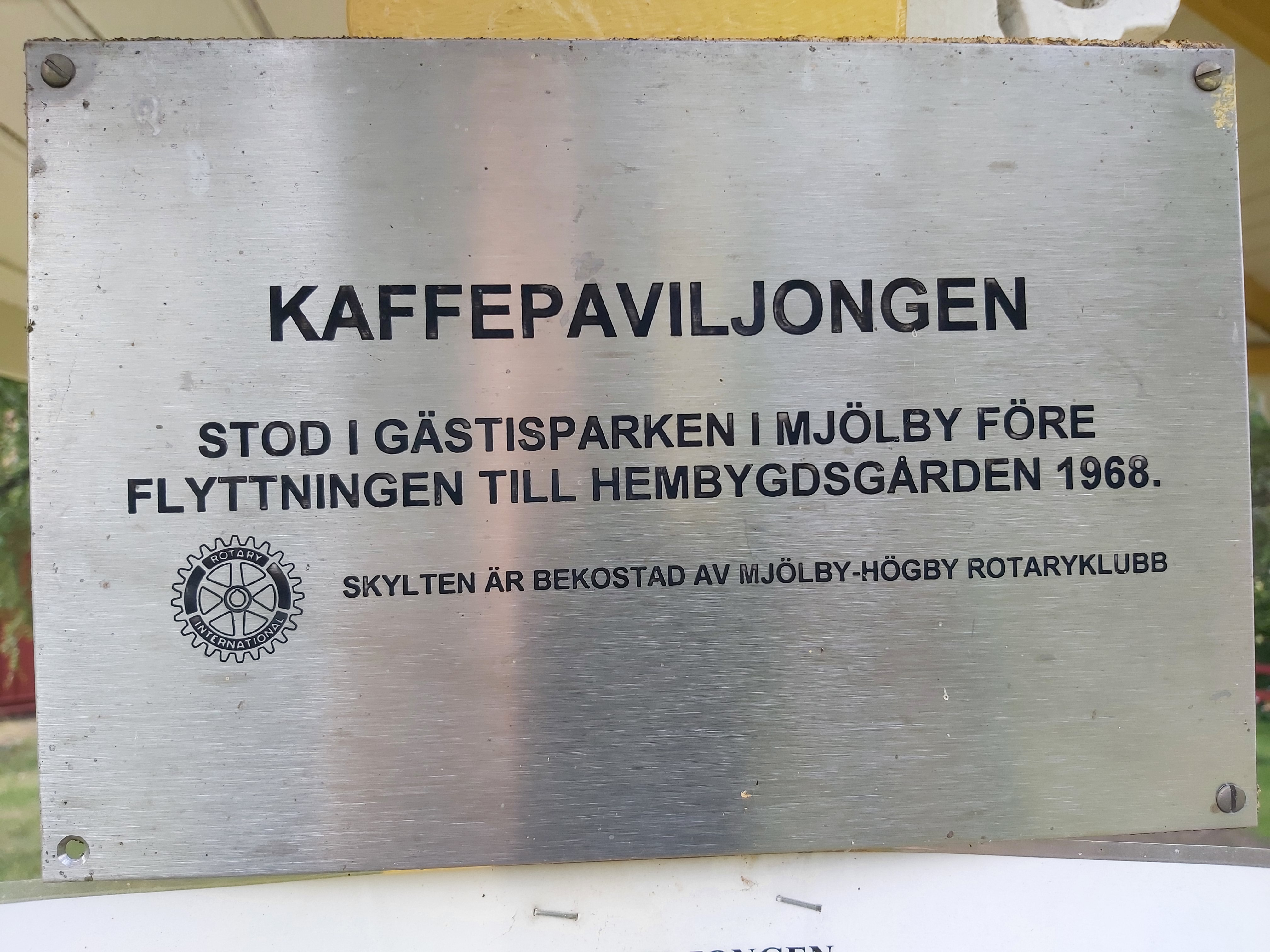
Kaffepaviljongens skylt

### Musikestraden
Musikestraden byggdes i slutet av 1960-talet.

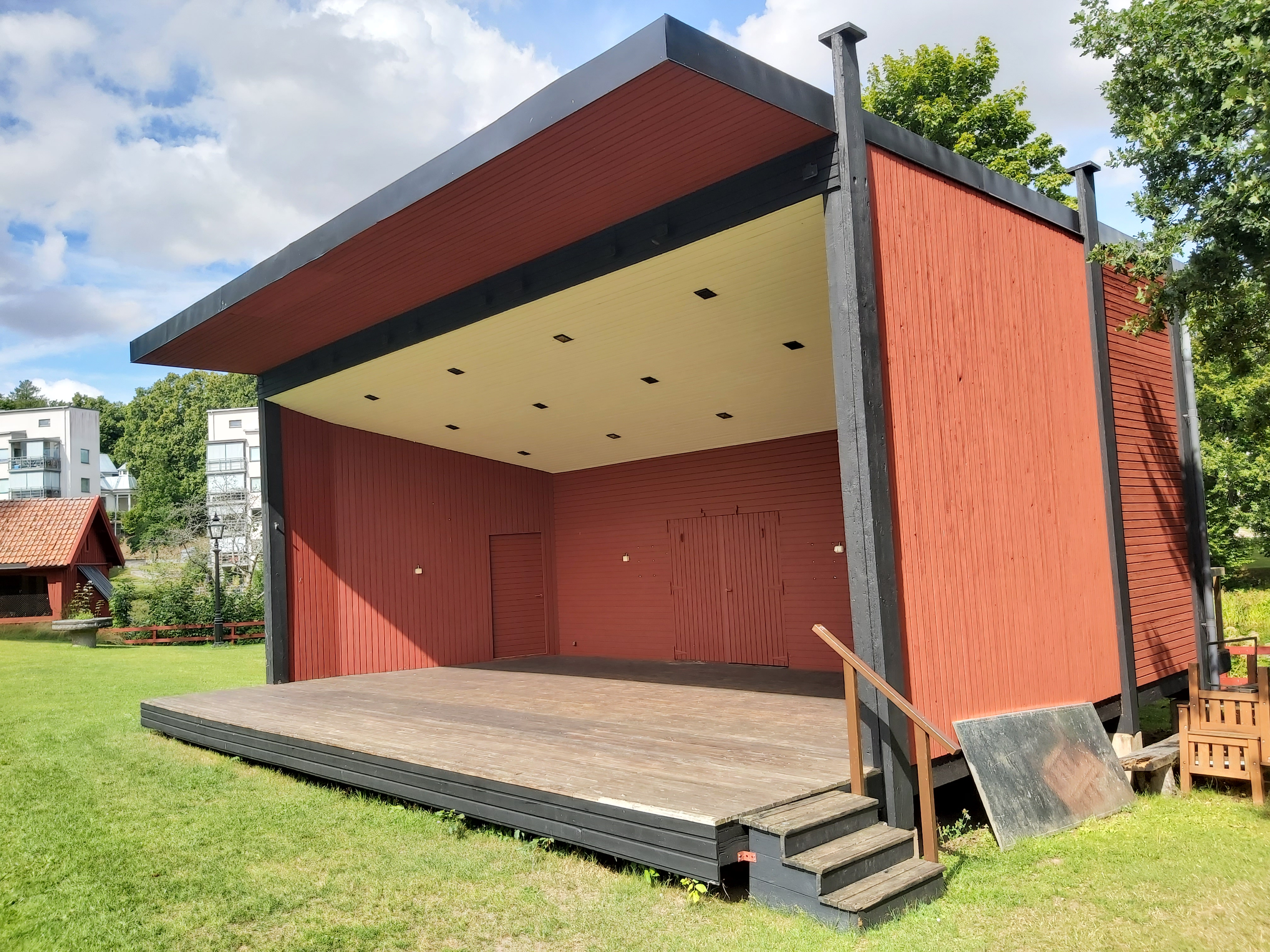
Musikestraden
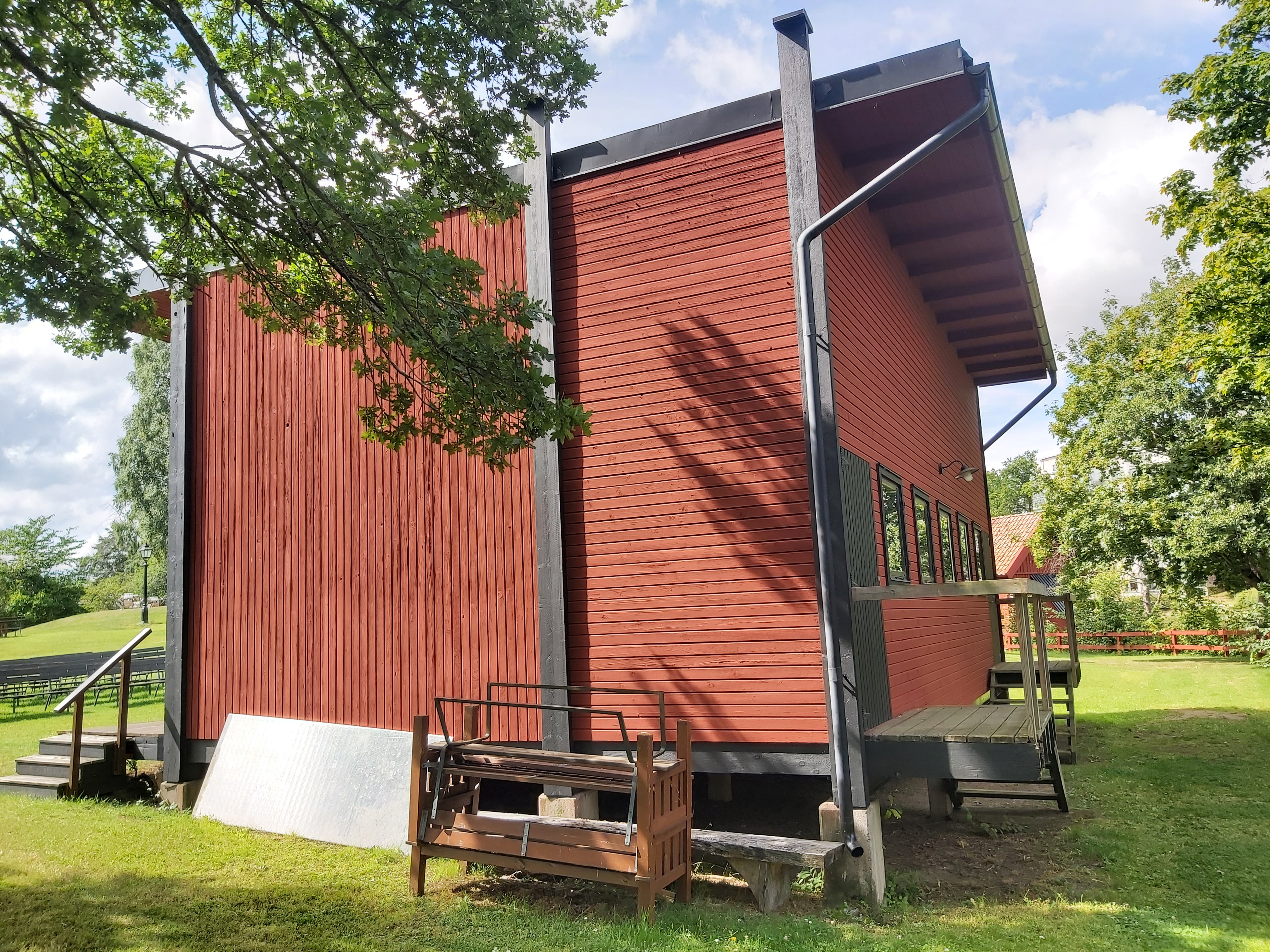
Musikestraden
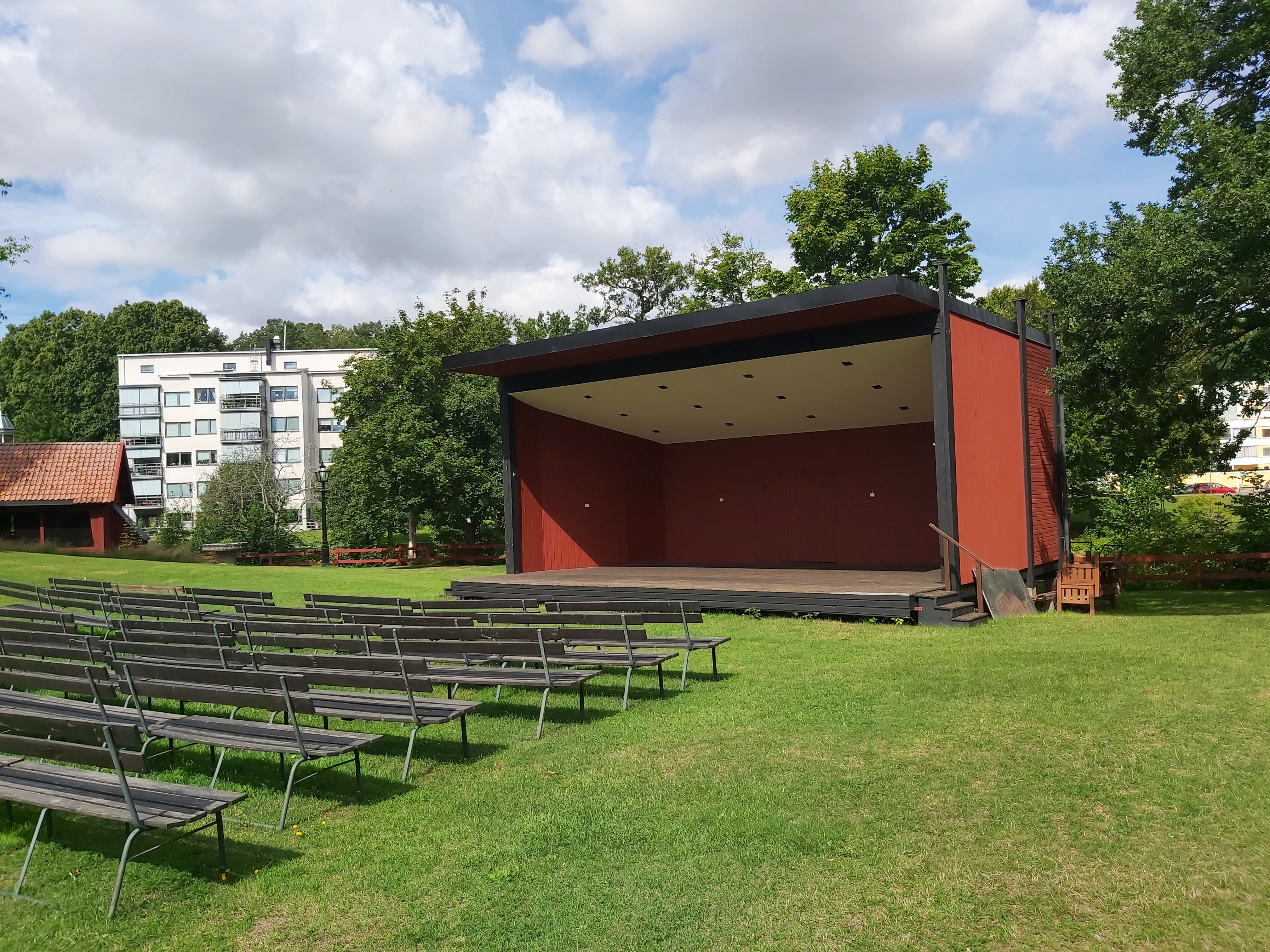
Musikestraden

### Källaren
Källaren byggdes på 1860-talet.

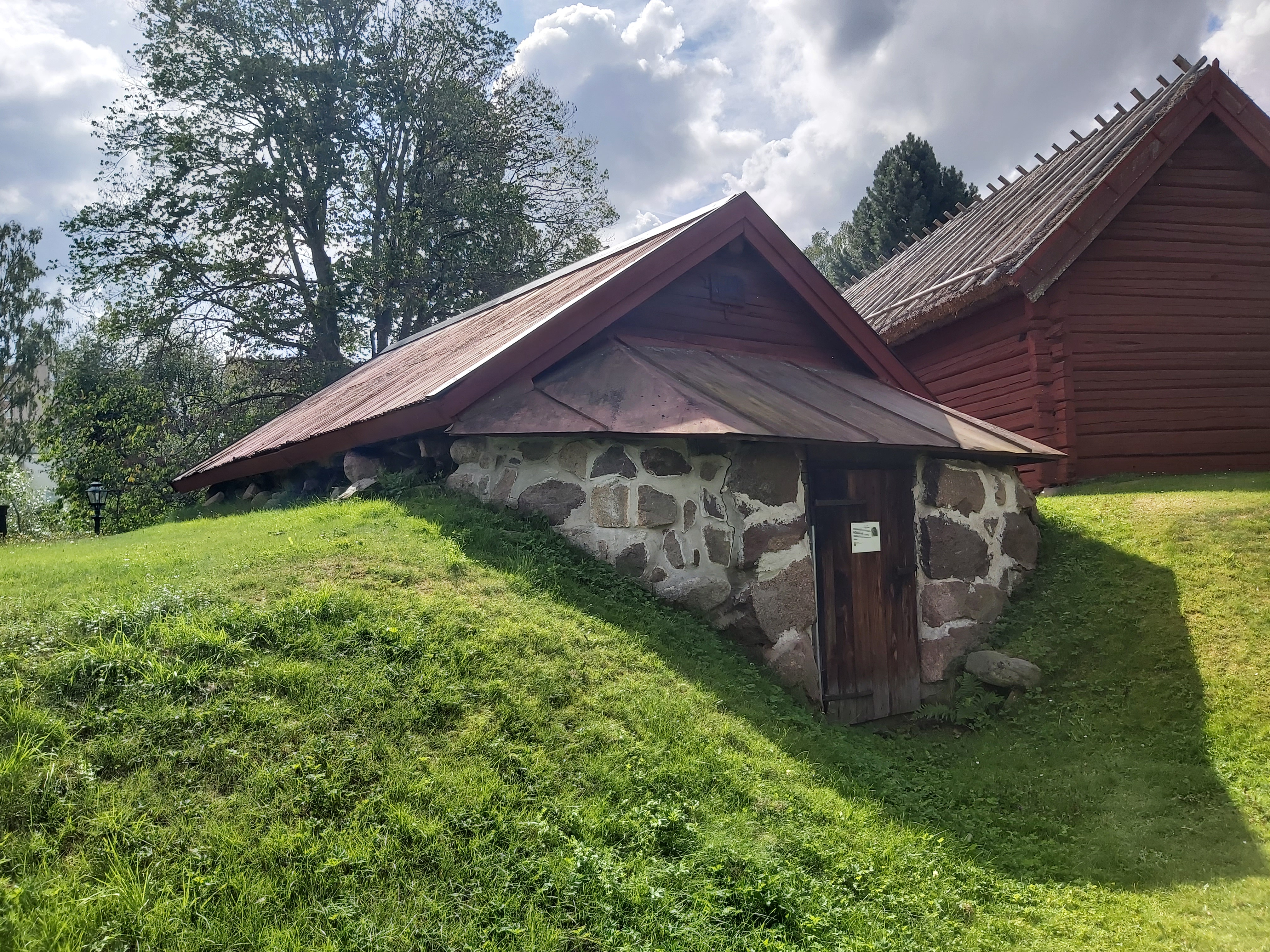
Källaren
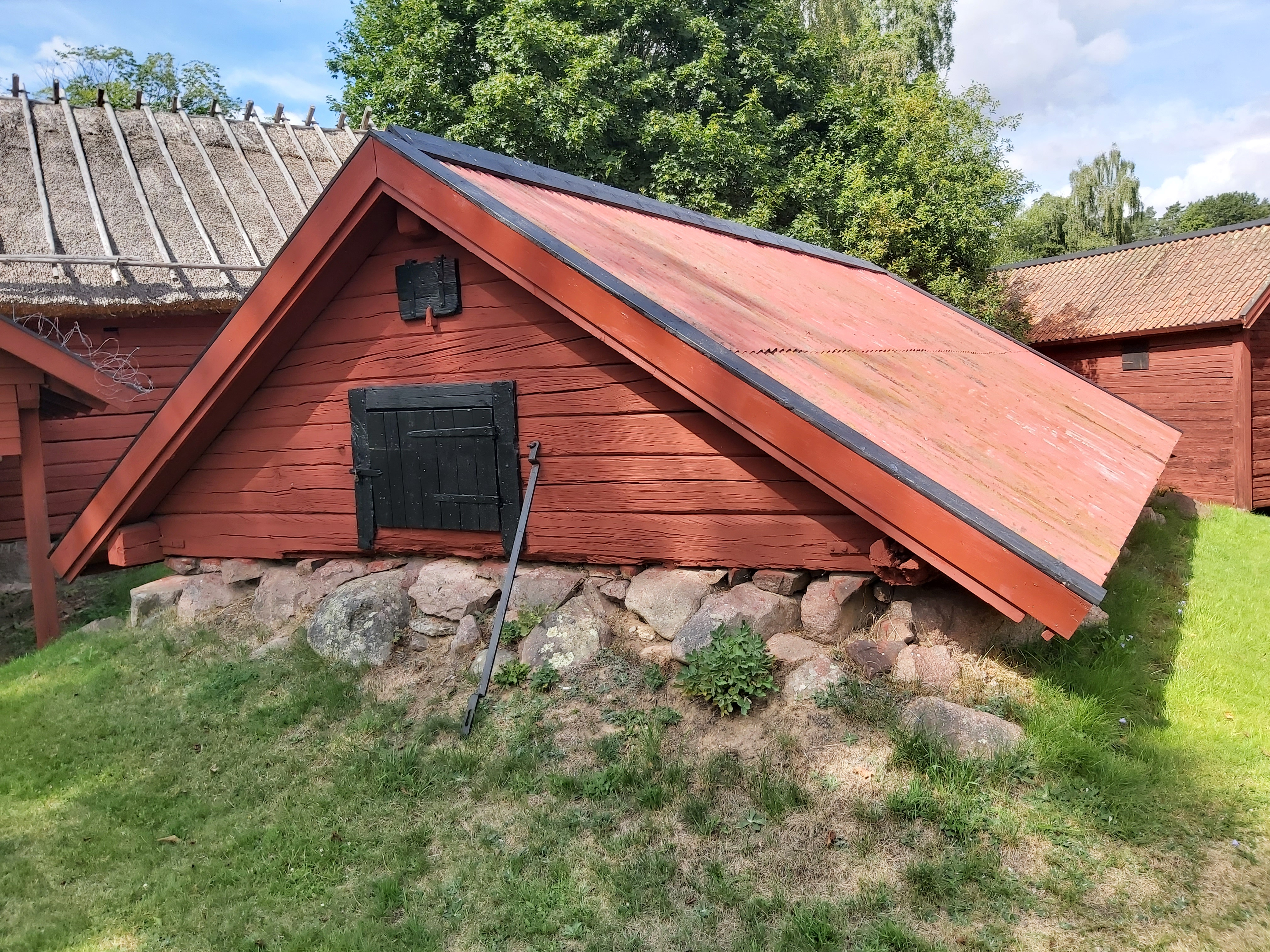
Källaren
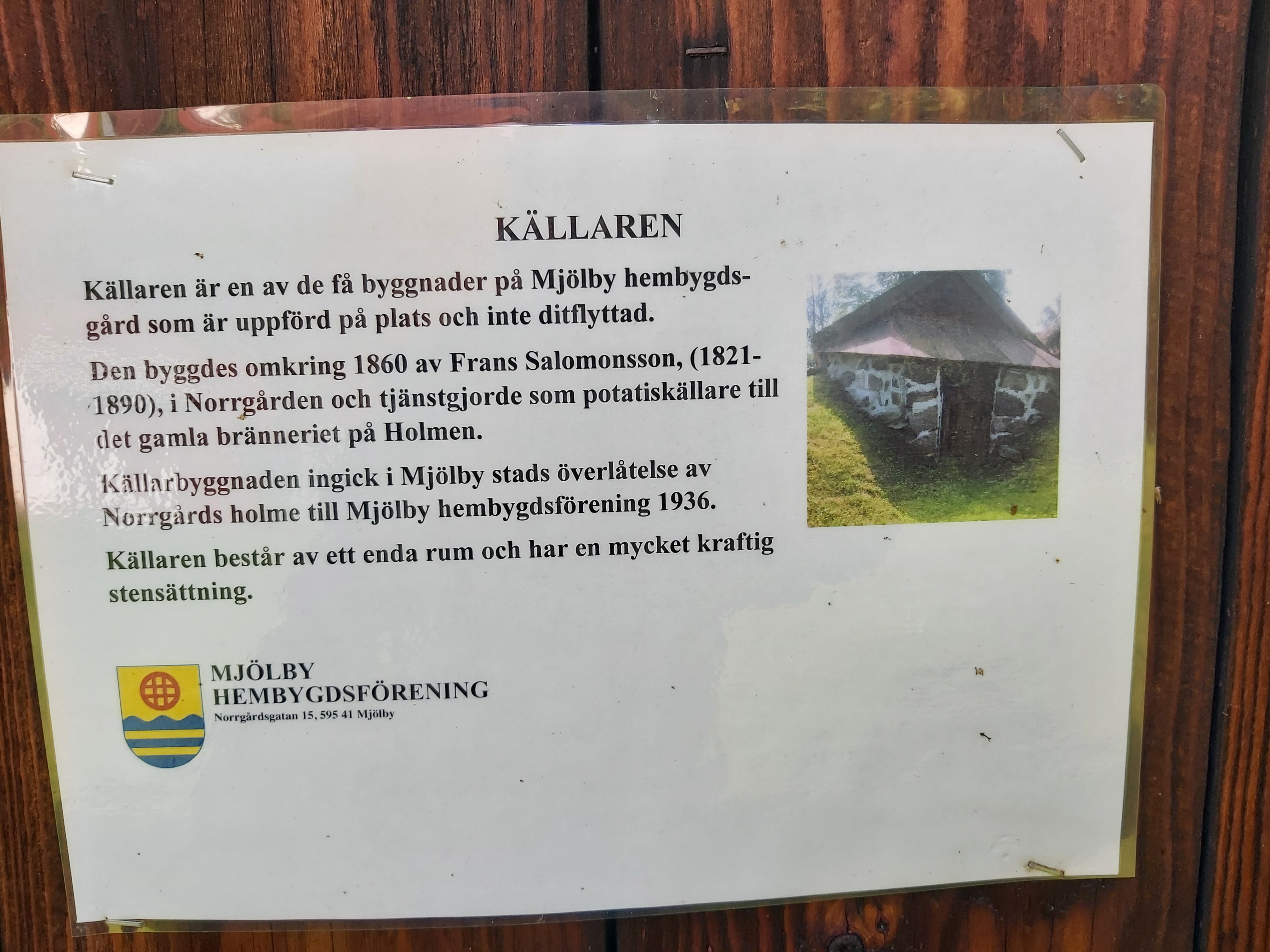
Källaren

### Gröna paviljongen
Gröna paviljongen uppförde omkring 1900 vid Tornhuset vid Magasinsgatan, Mjölby. Den flyttades 1983 till hembygdsgården.

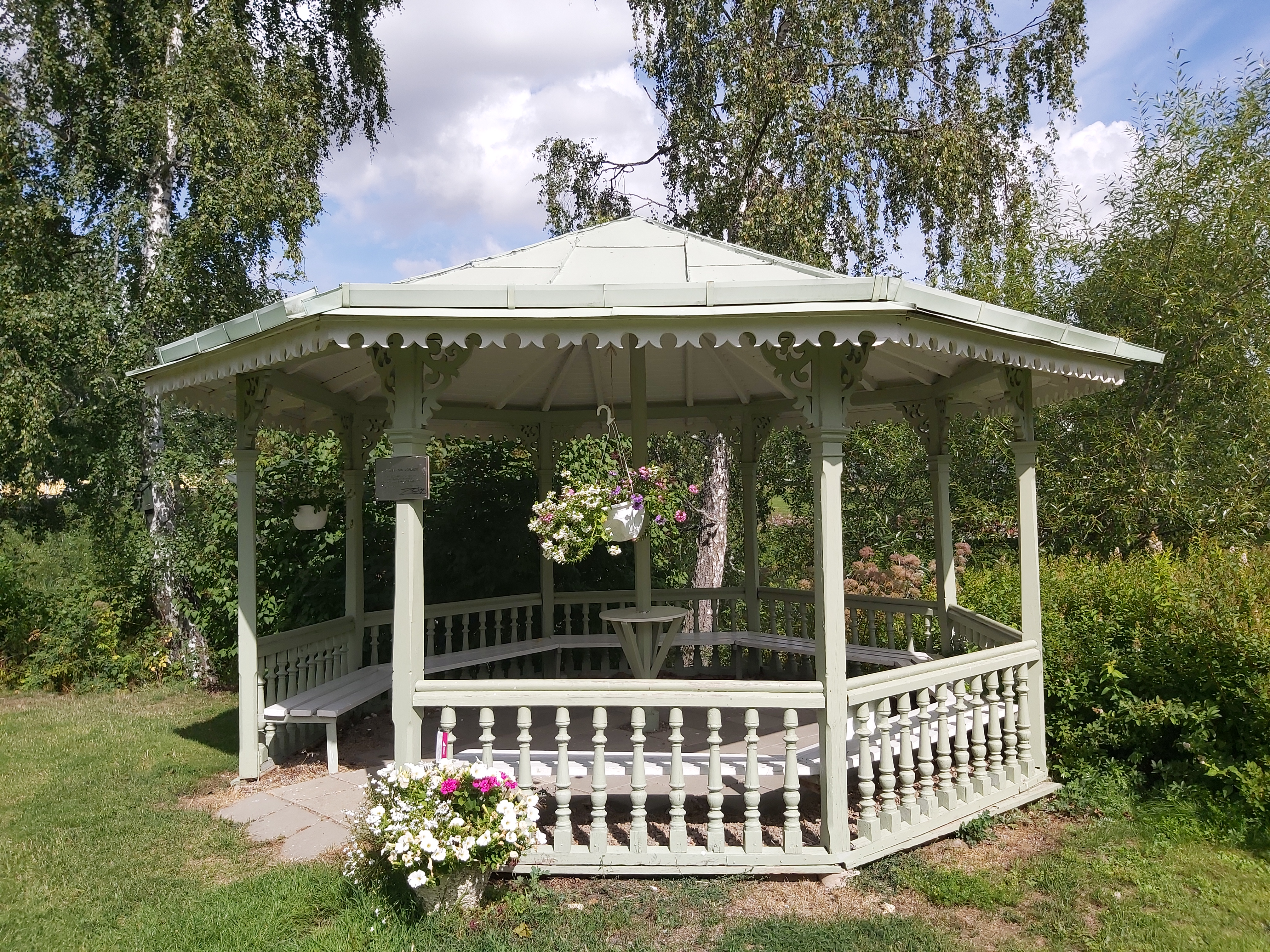
Gröna paviljongen
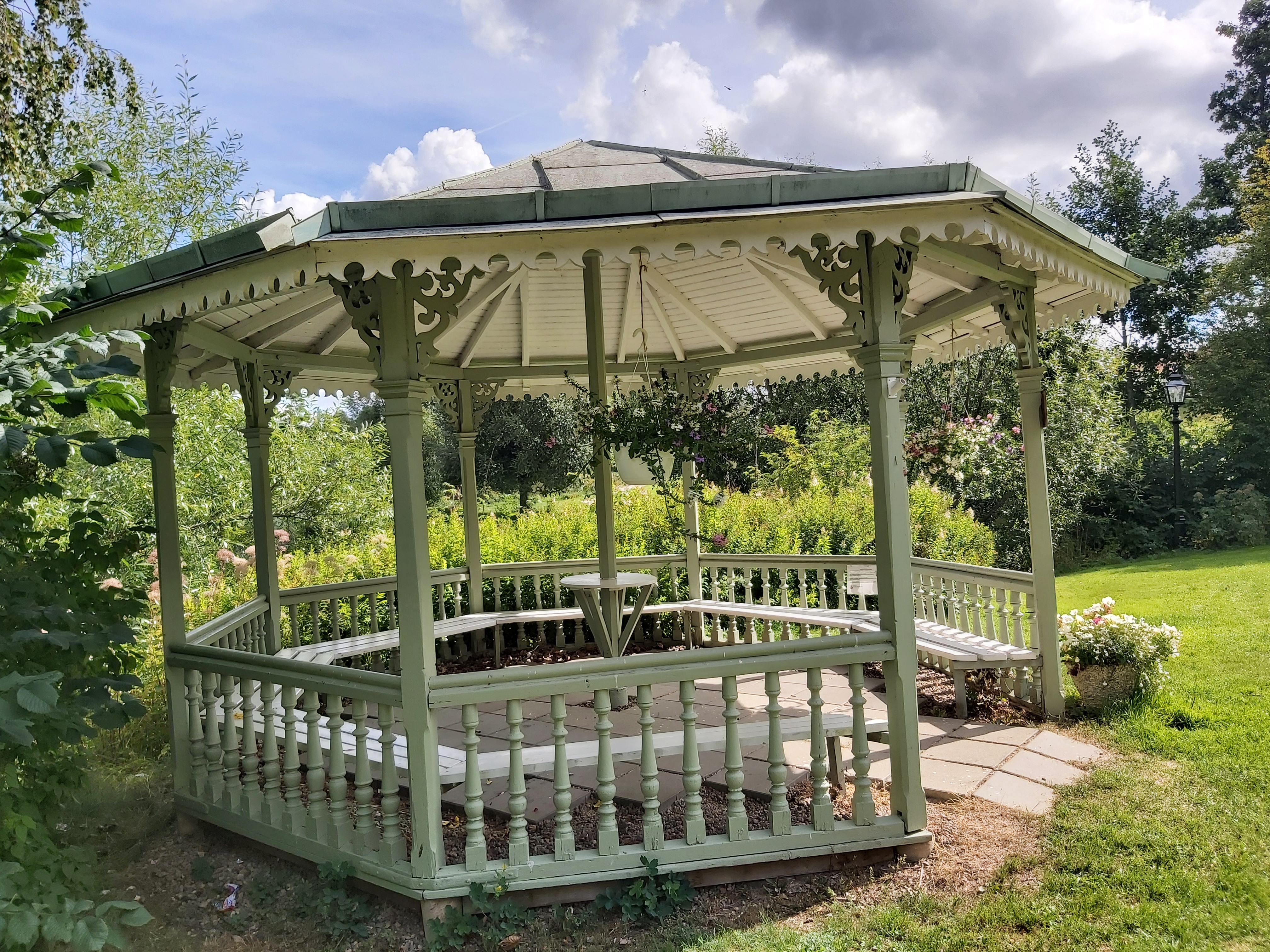
Gröna paviljongen
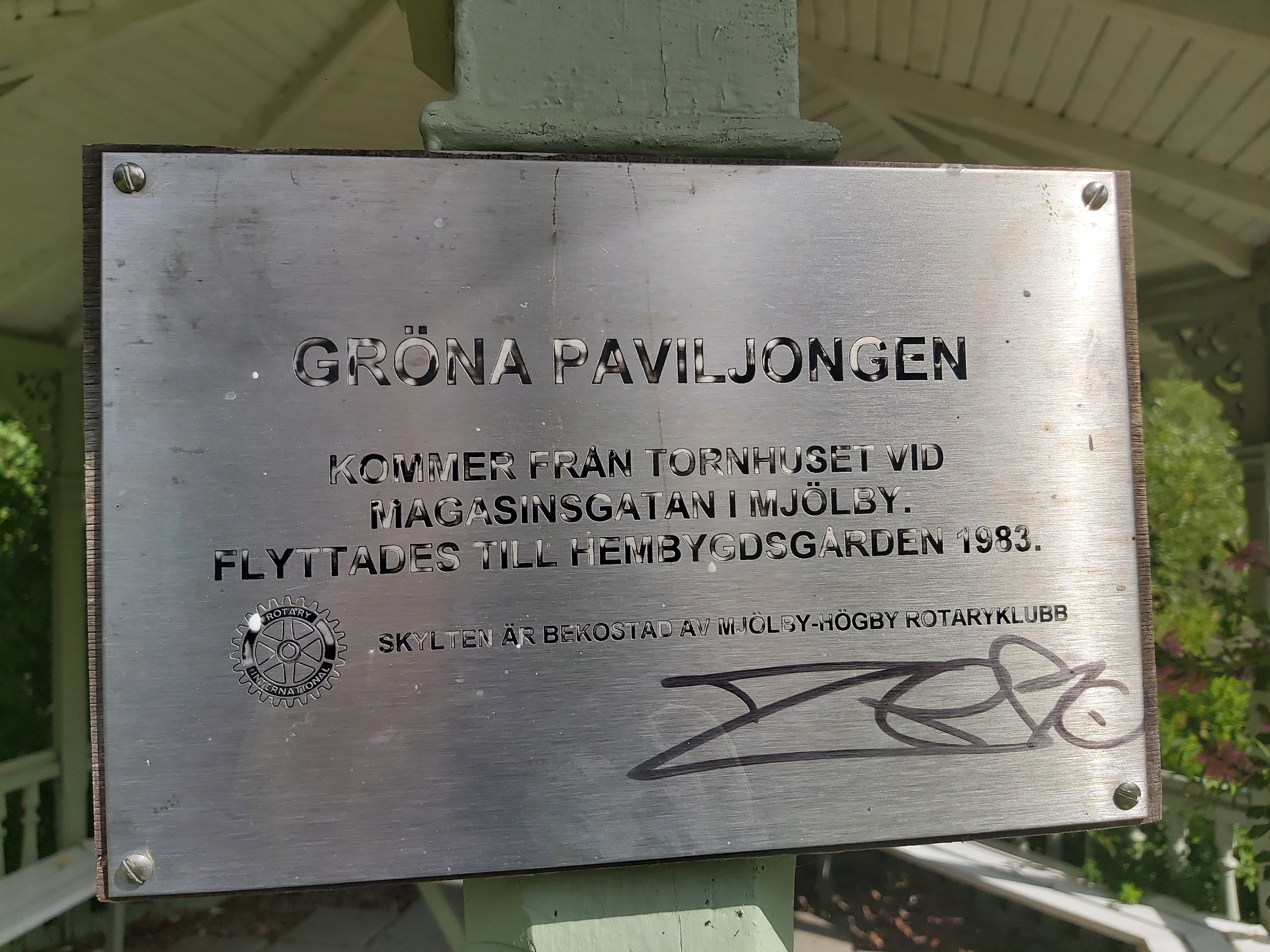
Gröna paviljongen

### Byggnader frånBlåviks socken

#### Hemlighuset
Hemlighuset uppfördes på 1700-talet på Blåviks prästgård. Den flyttades 1948 till hembygdsgården.

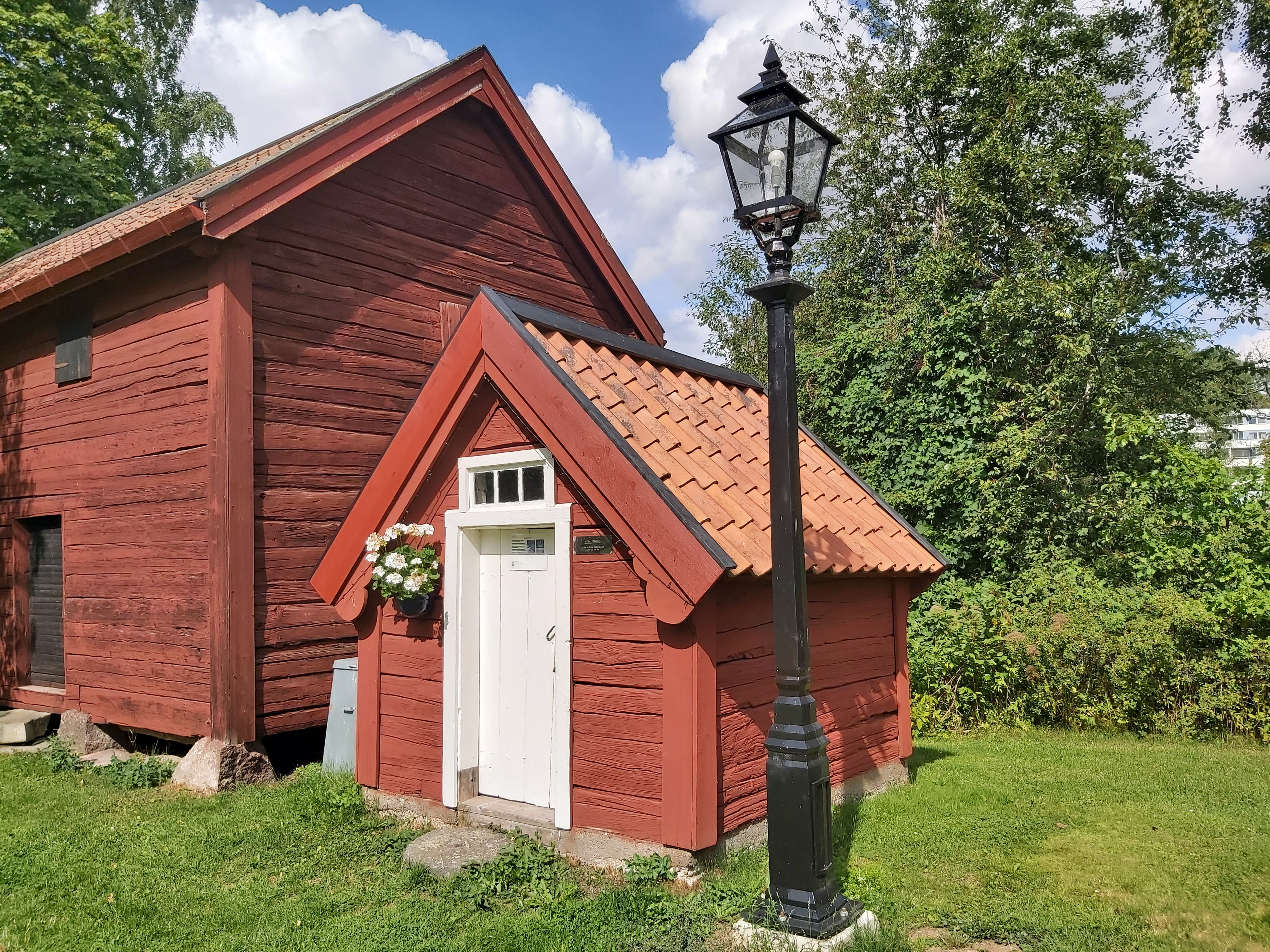
Hemlighuset
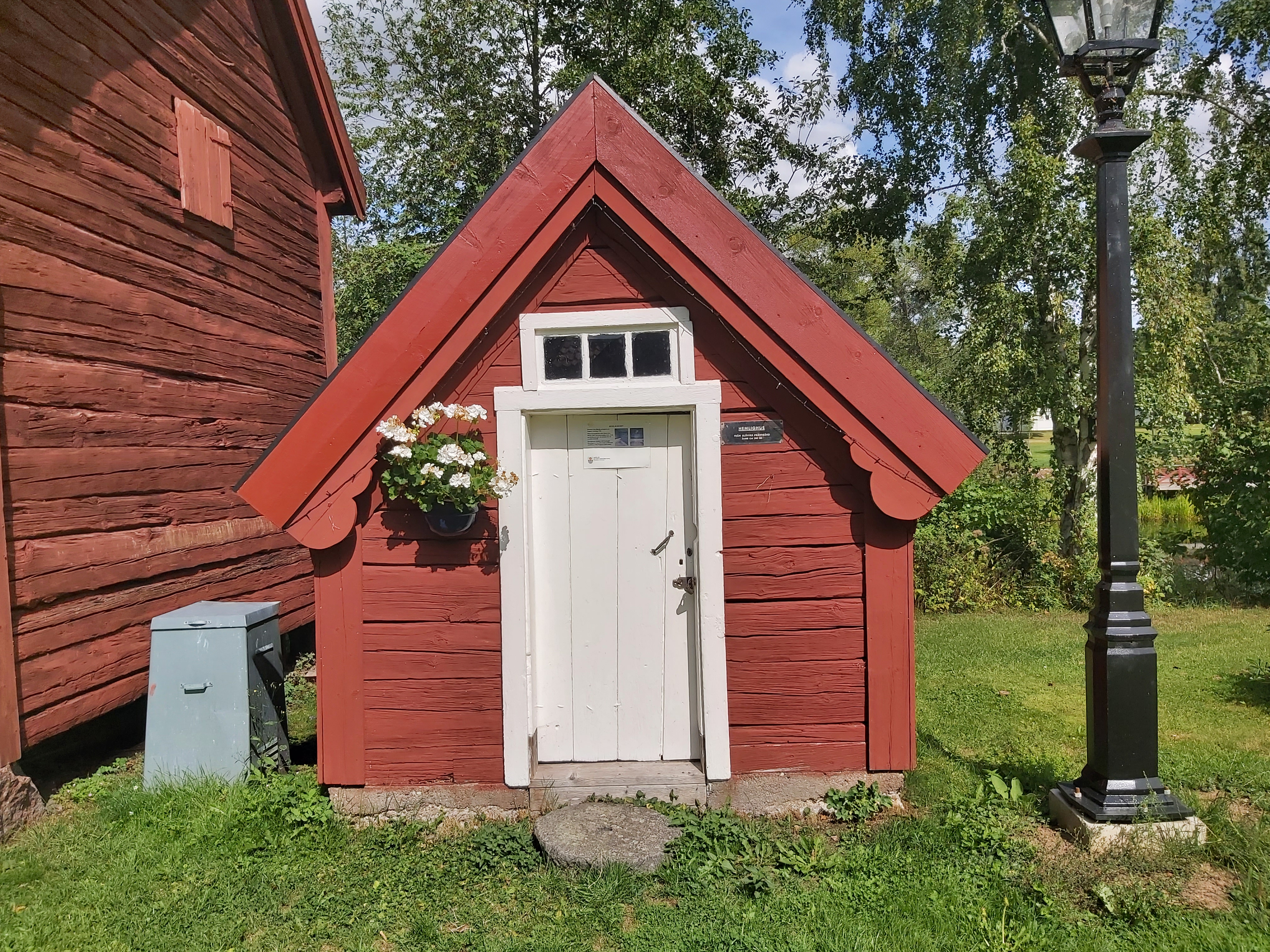
Hemlighuset
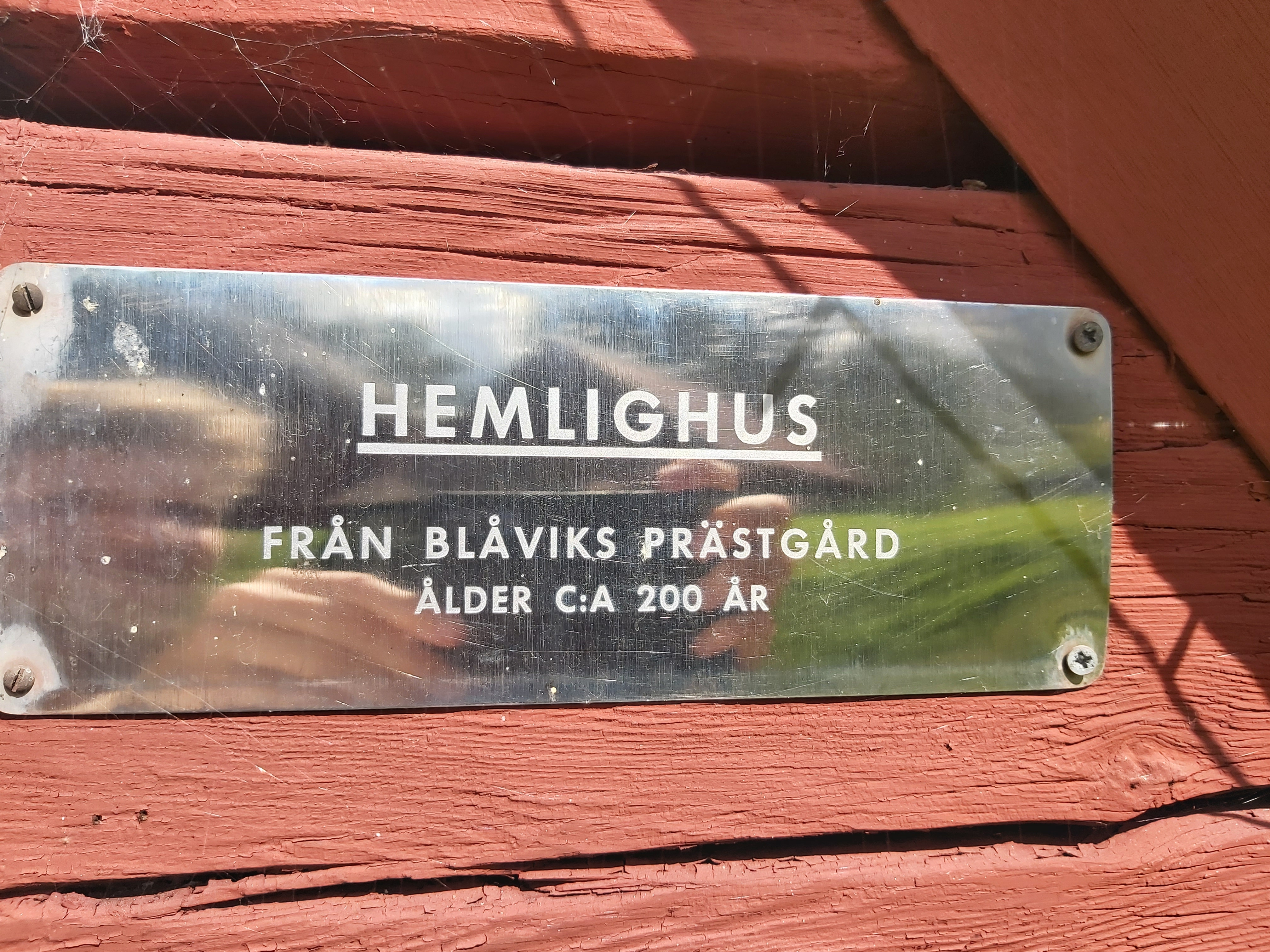
Hemlighusets skylt

### Byggnader frånMjölby socken

#### Pigboden
Pigboden uppfördes i början av 1700-talet på Mjölby norrgård. Den flyttades 1927 till hembygdsgården.

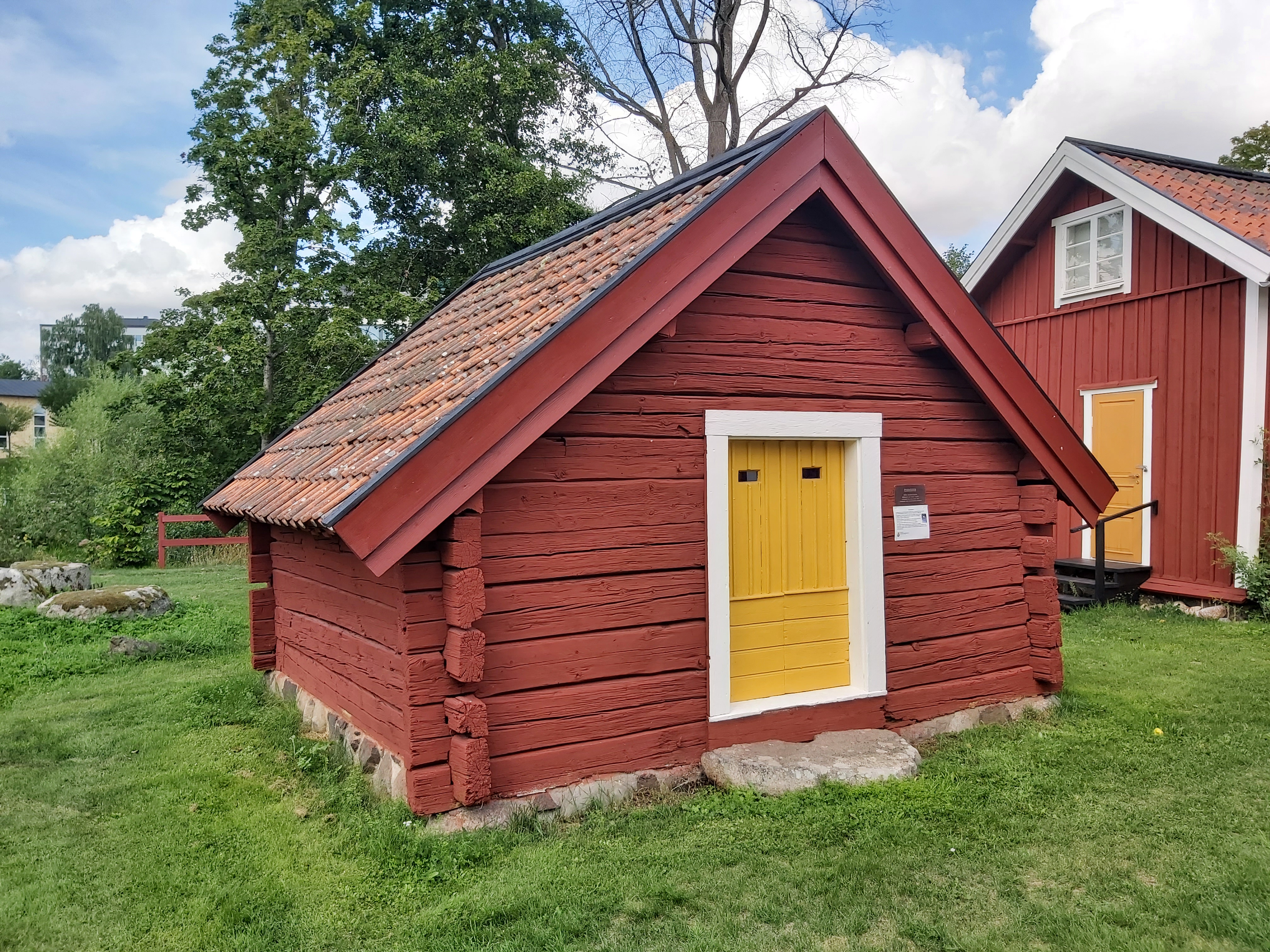
Pigboden
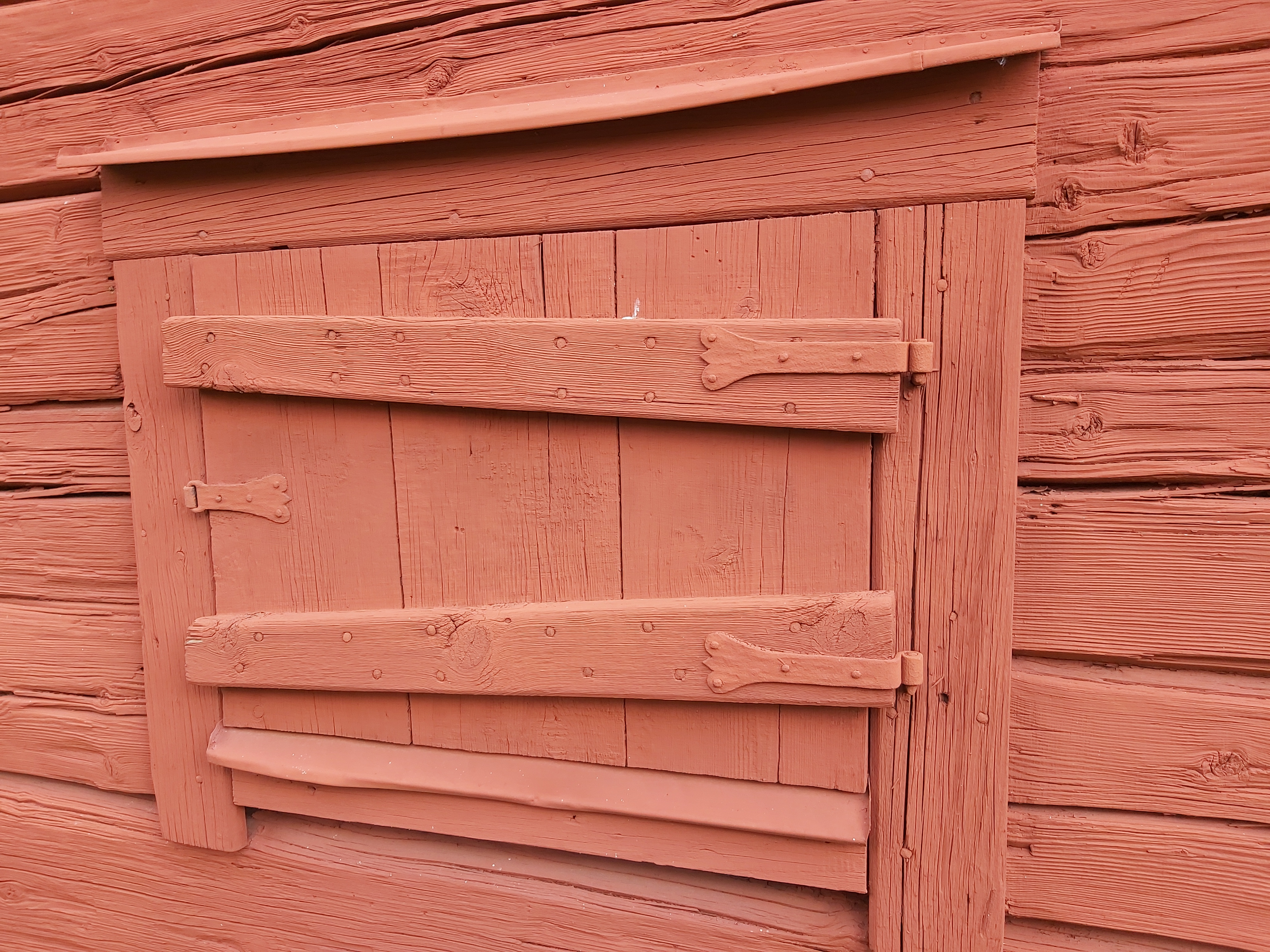
Pigboden
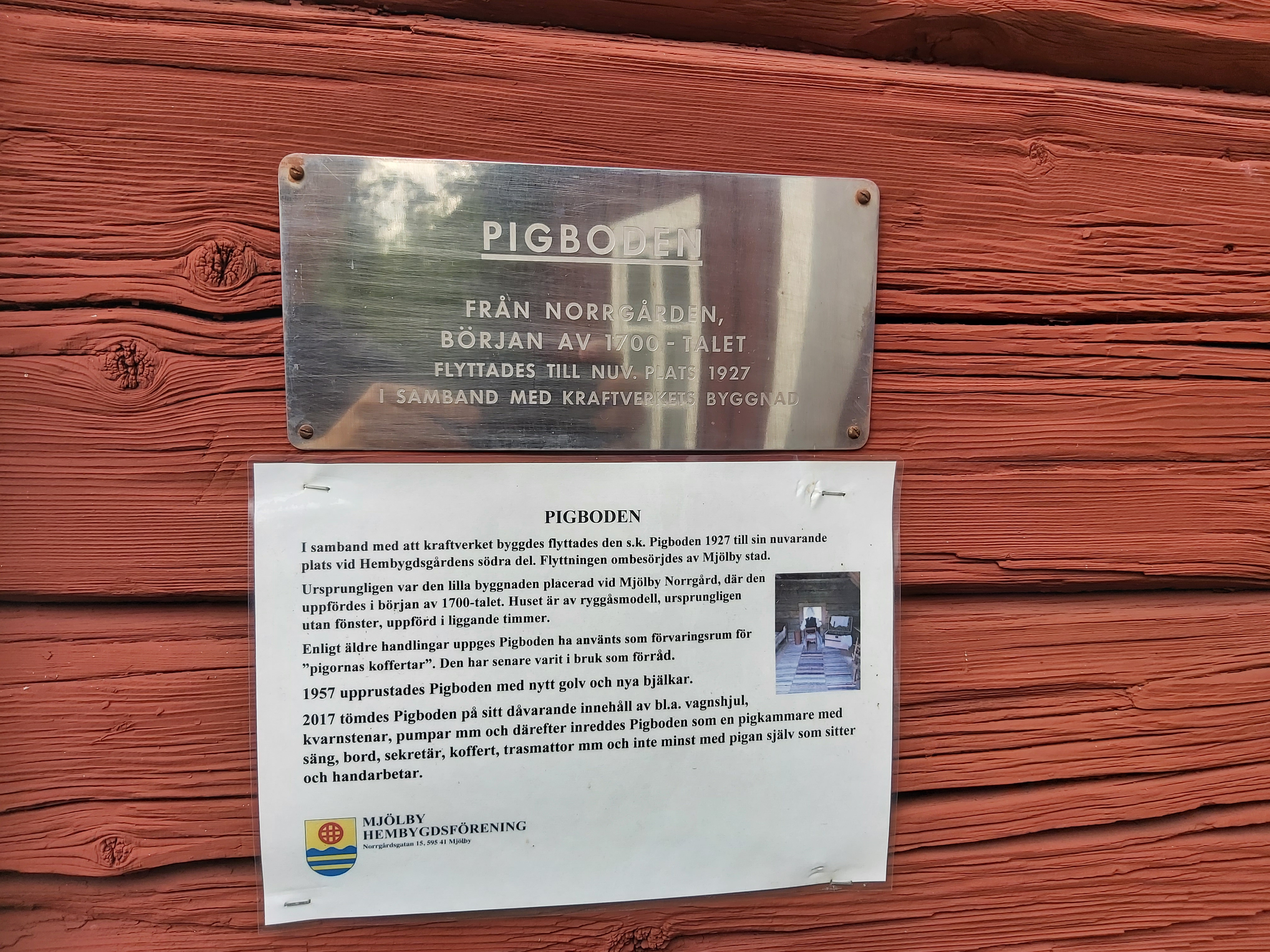
Pigbodens skylt

#### Heddastugan
Heddastugan uppfördes på 1870-talet på Egebybacken. Den flyttades 1983 till hembygdsgården.

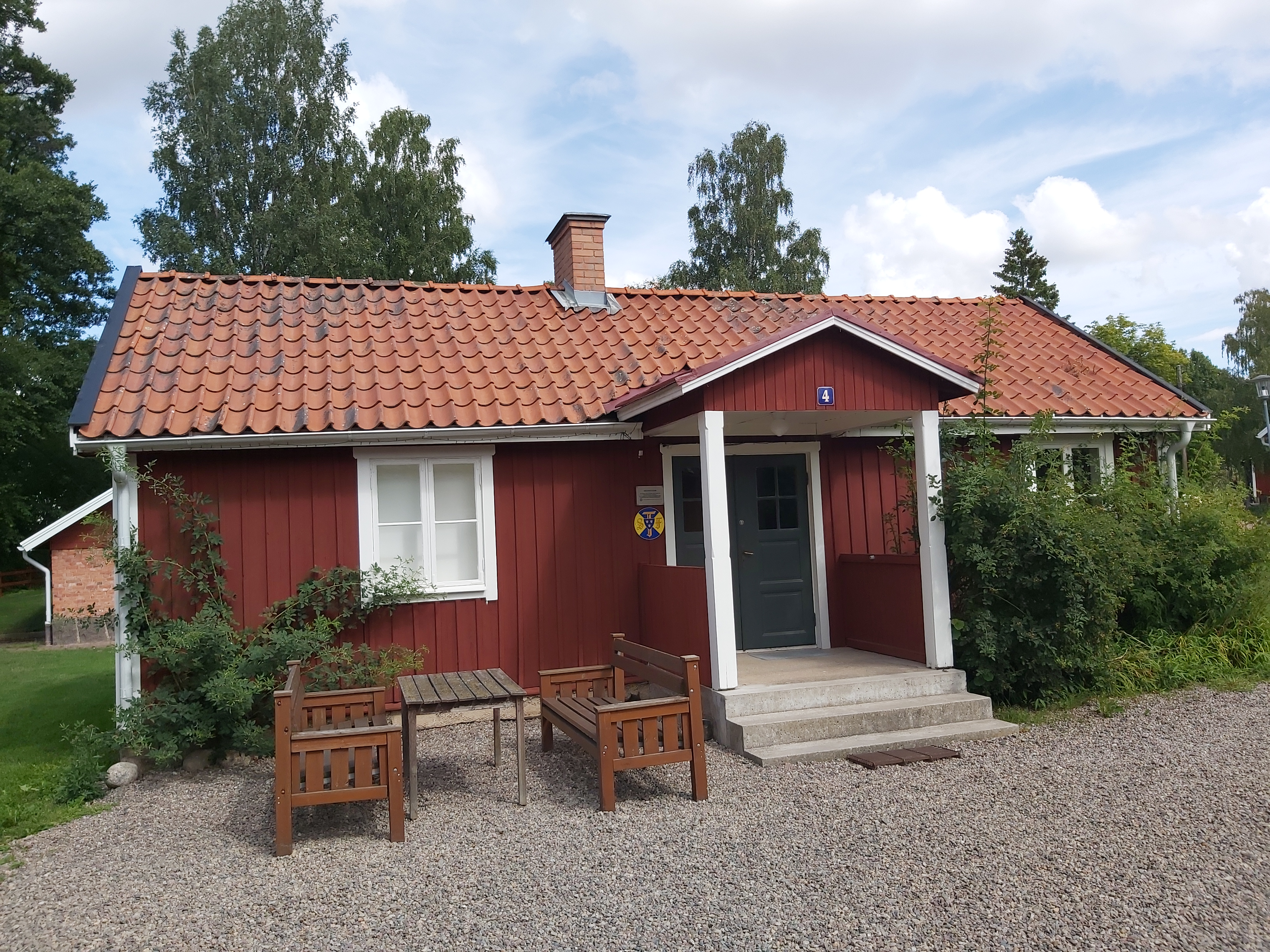
Heddastugan
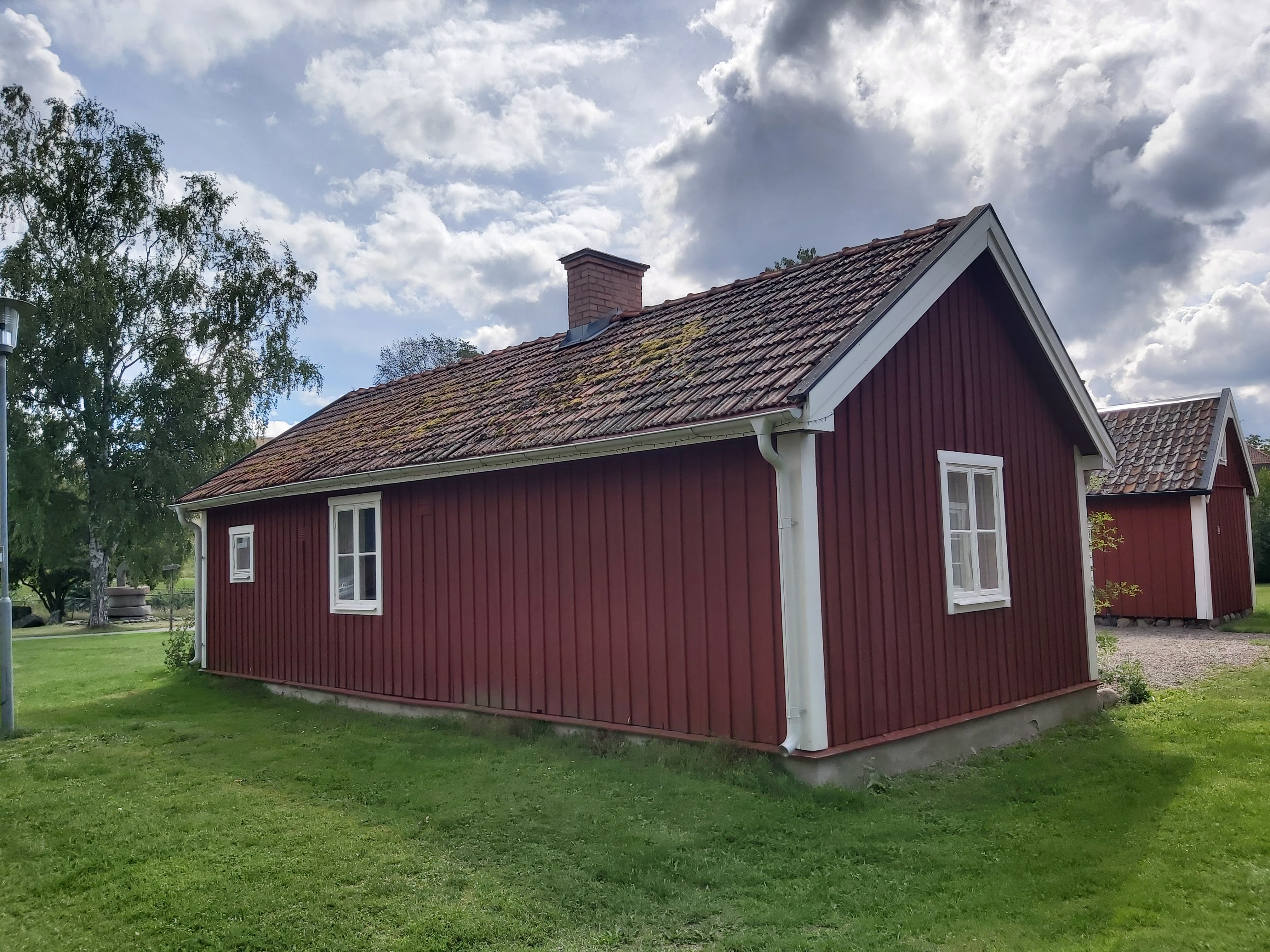
Heddastugan
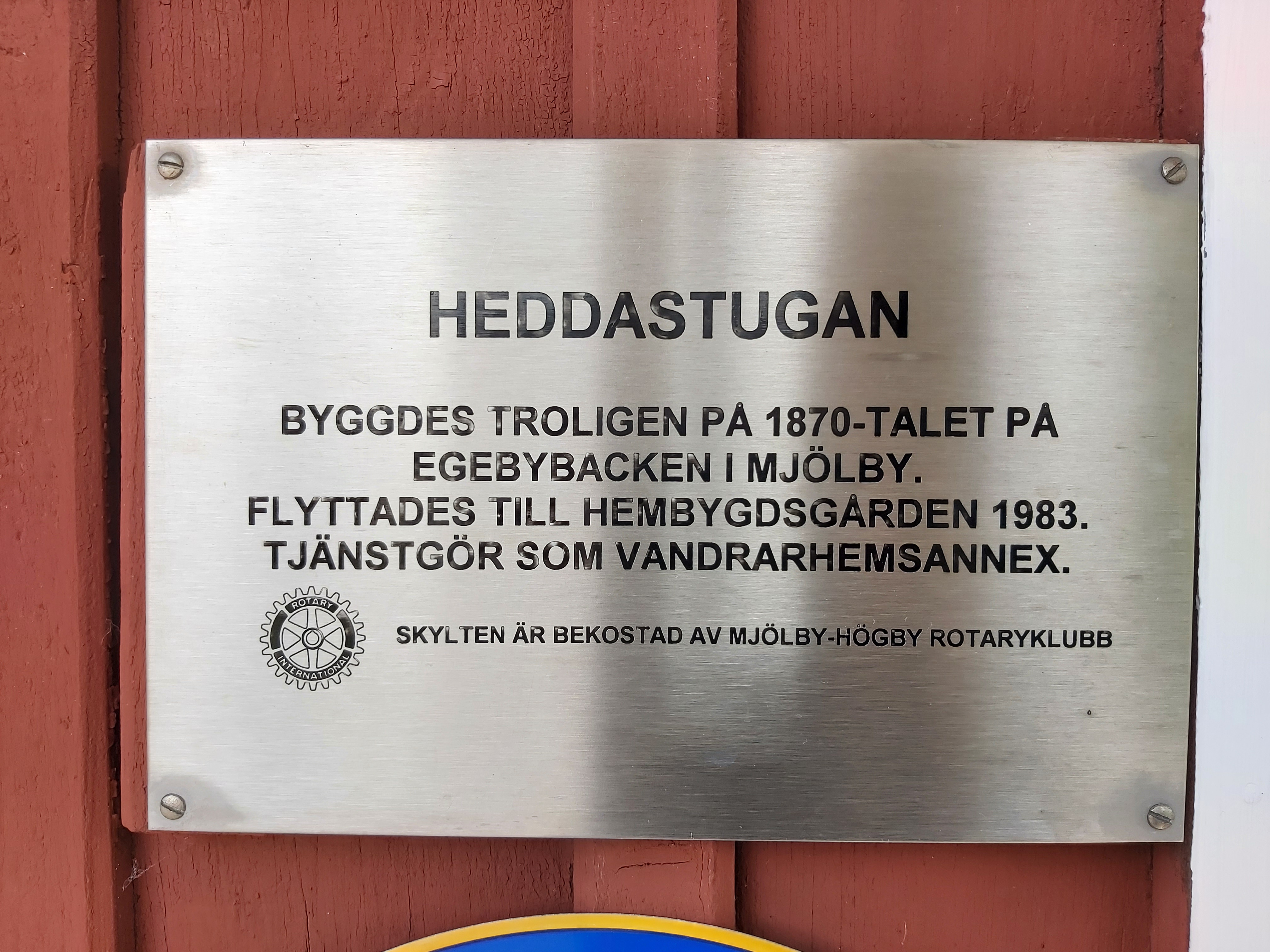
Heddastugans skylt

#### Svaltorpet
Svaltorpet uppfördes på 1820-talet i Eldslösa. Den flyttades 1987 till hembygdsgården.

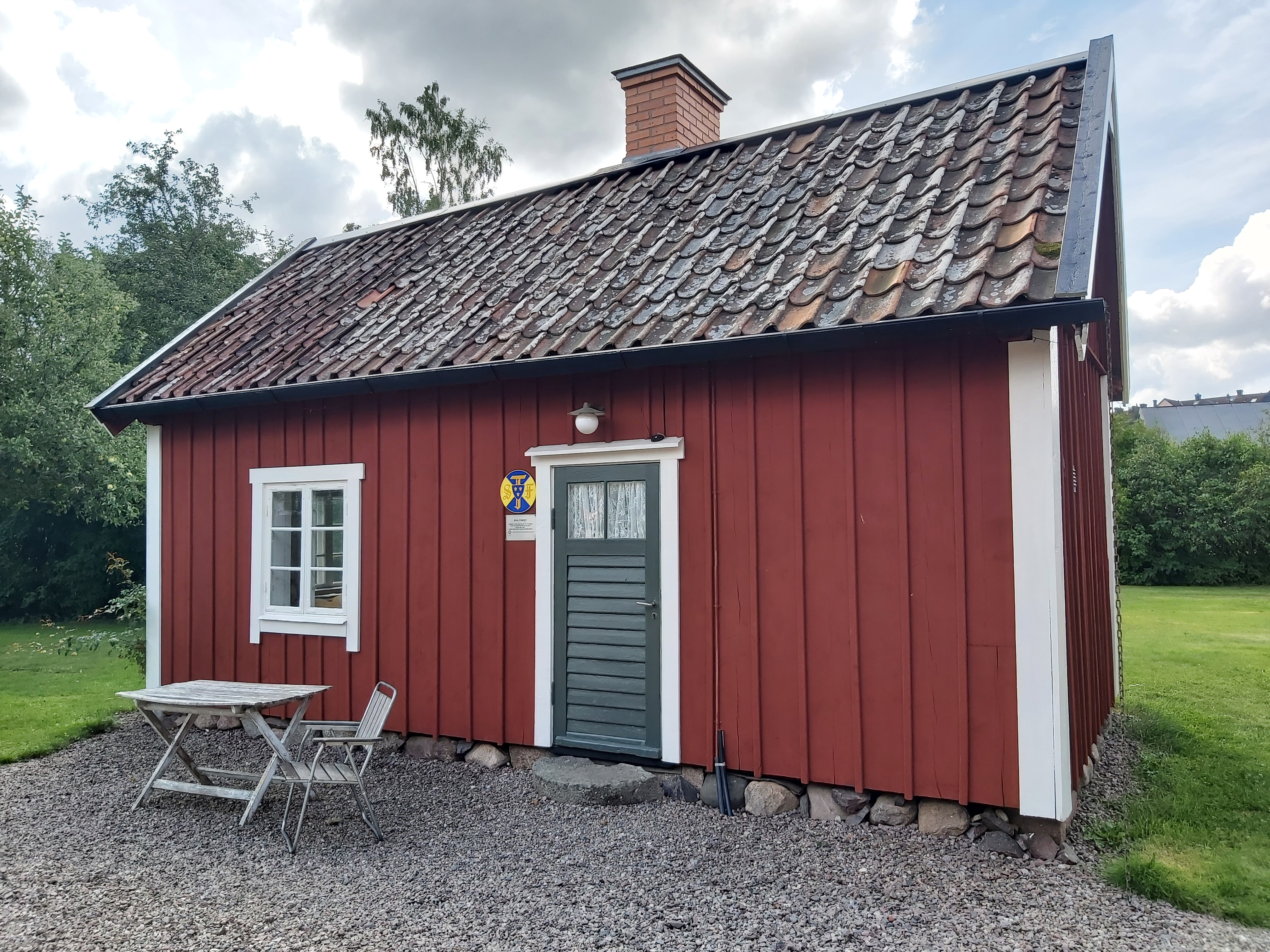
Svaltorpet
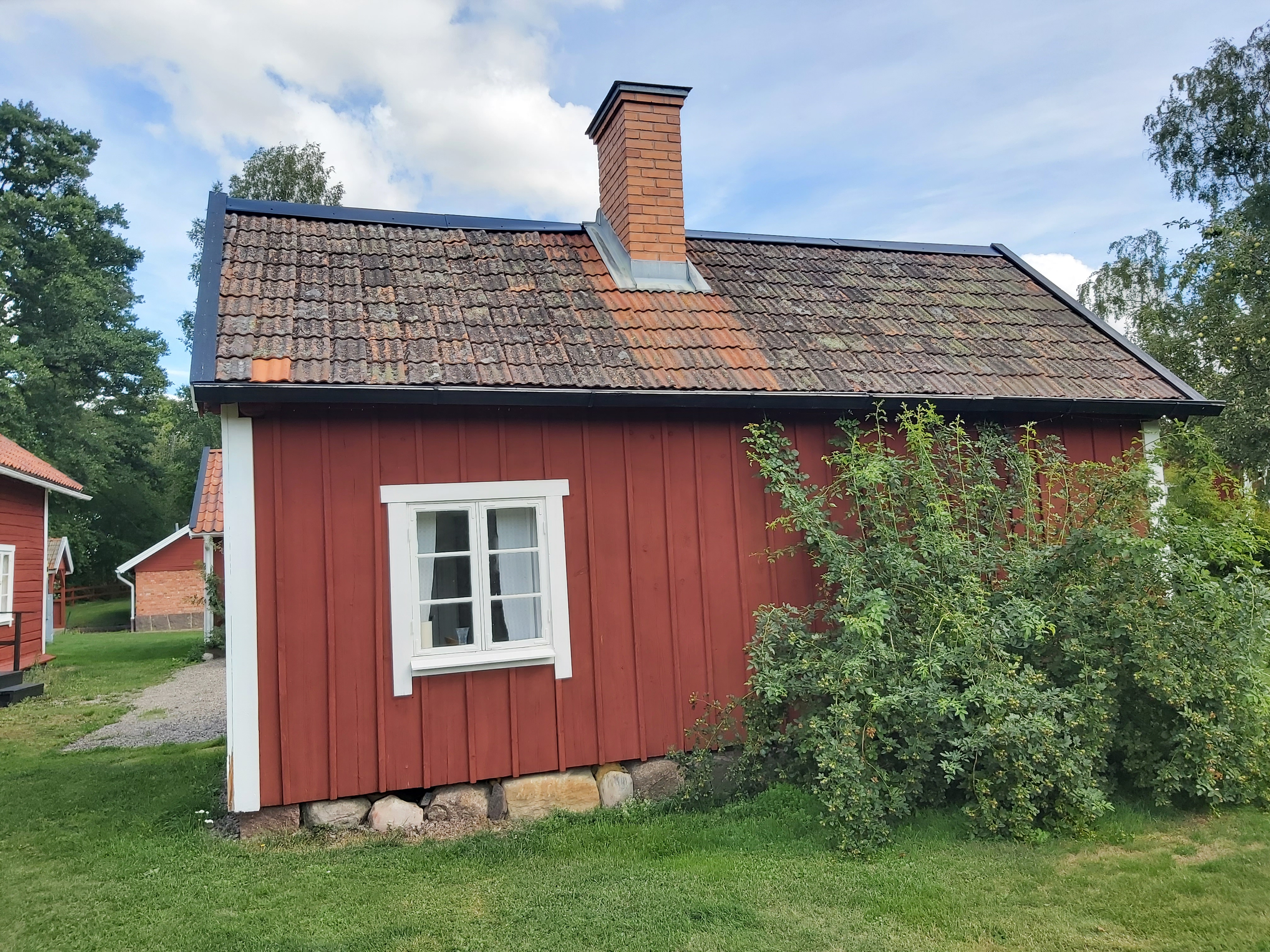
Svaltorpet
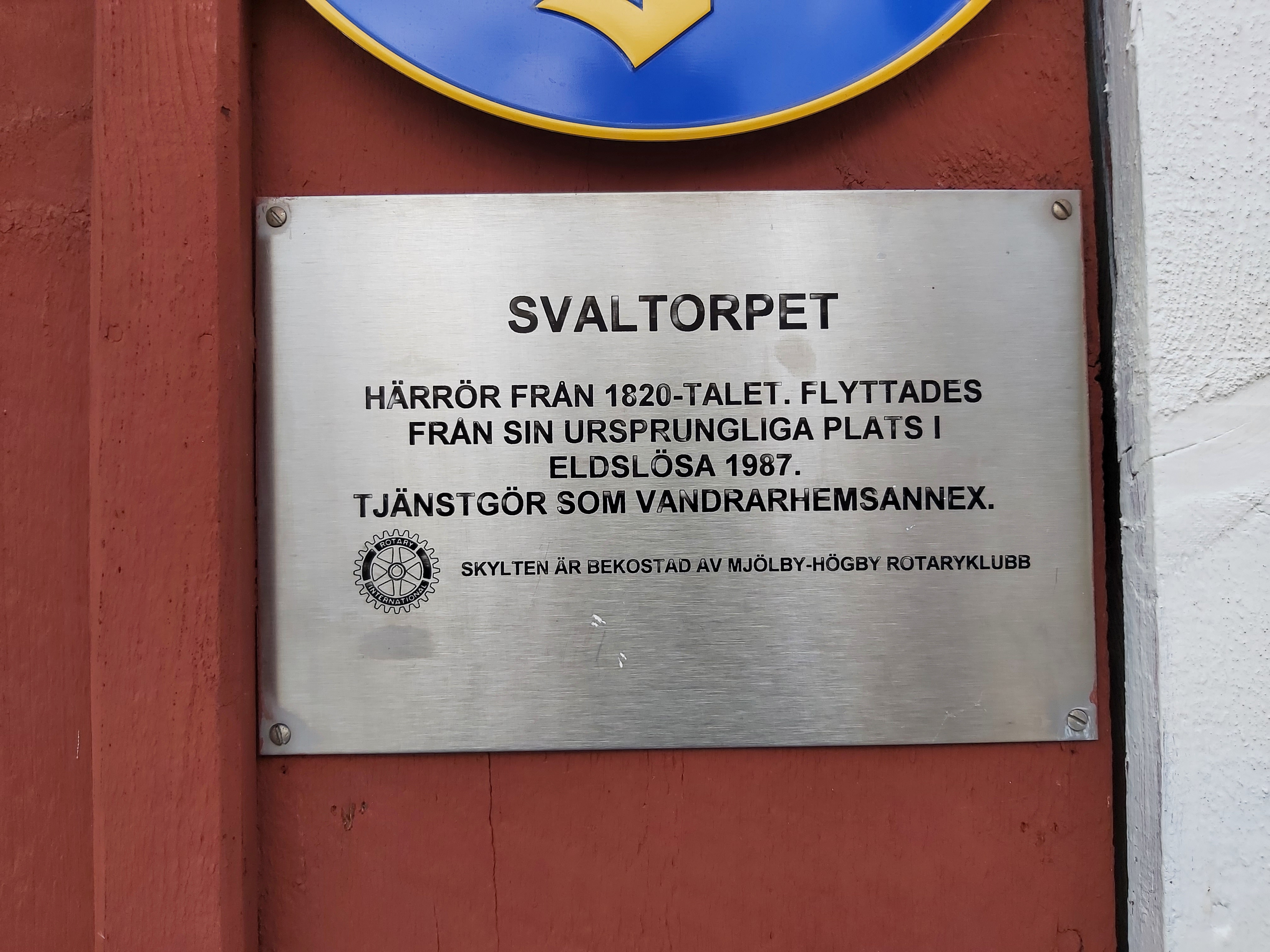
Svaltorpets skylt

#### Ekbacken
Ekbacken var belägget på 1890-talet i Eldslösa. Den flyttades 1989 till hembygdsgården.

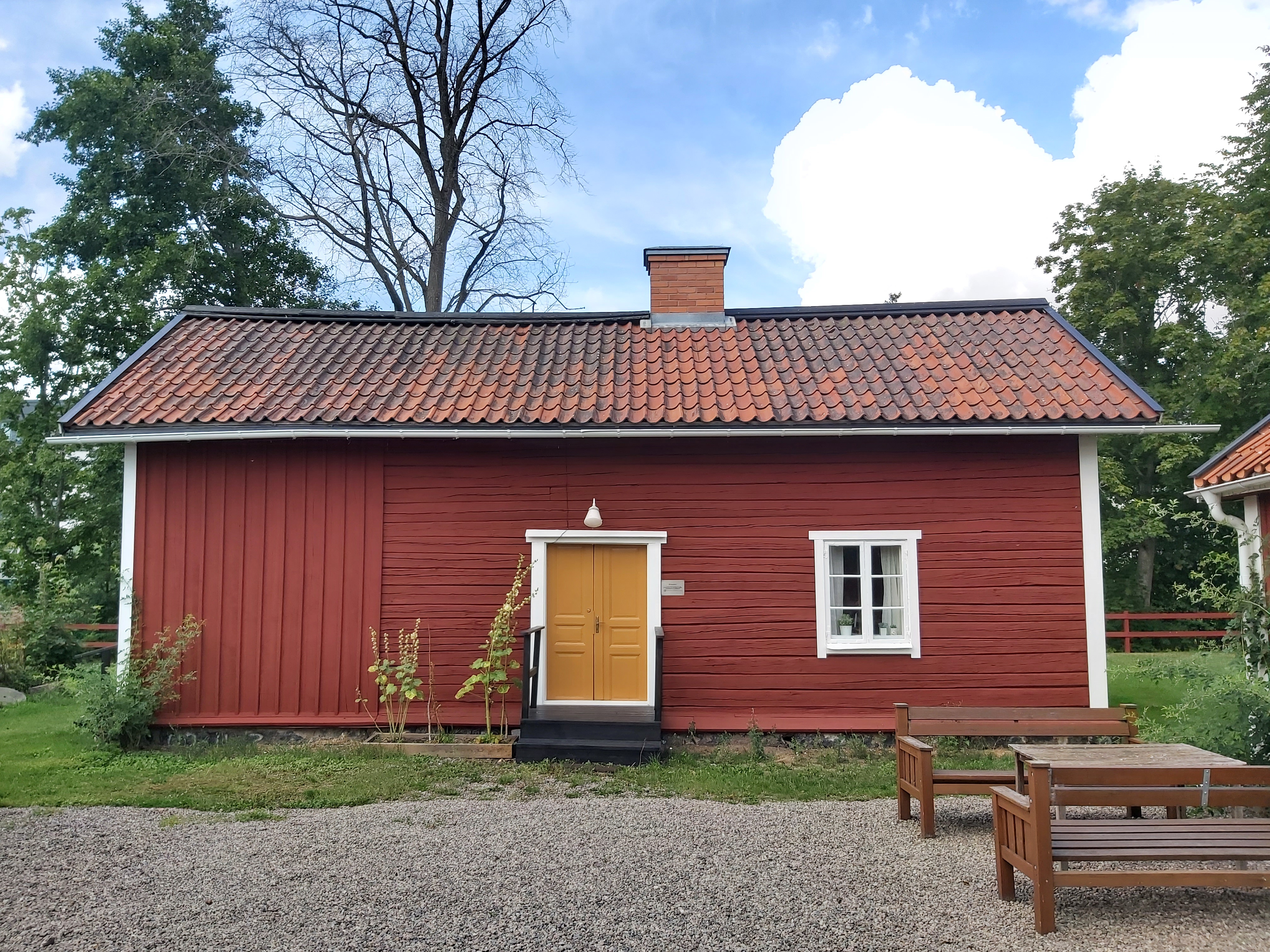
Ekbacken
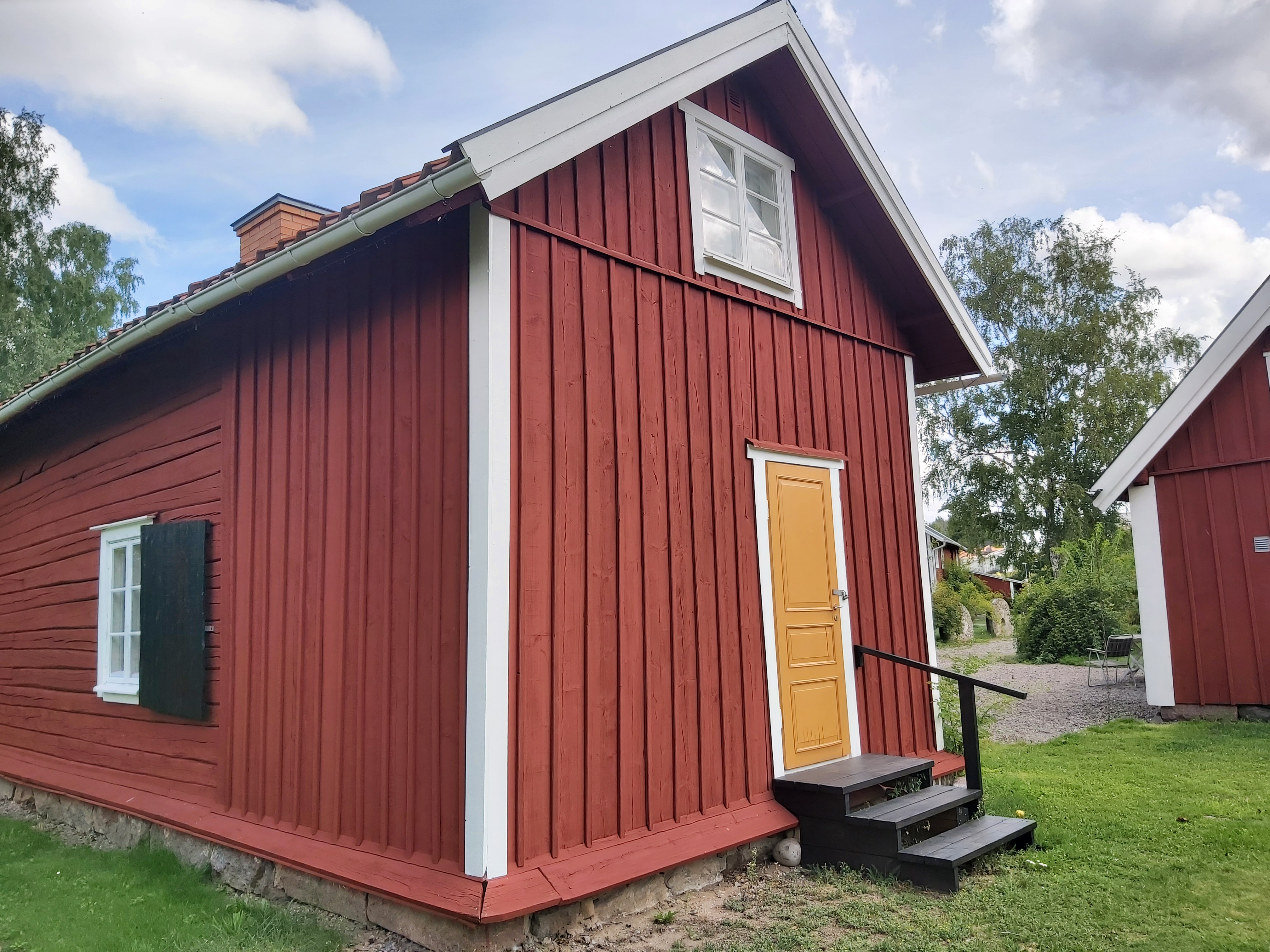
Ekbacken
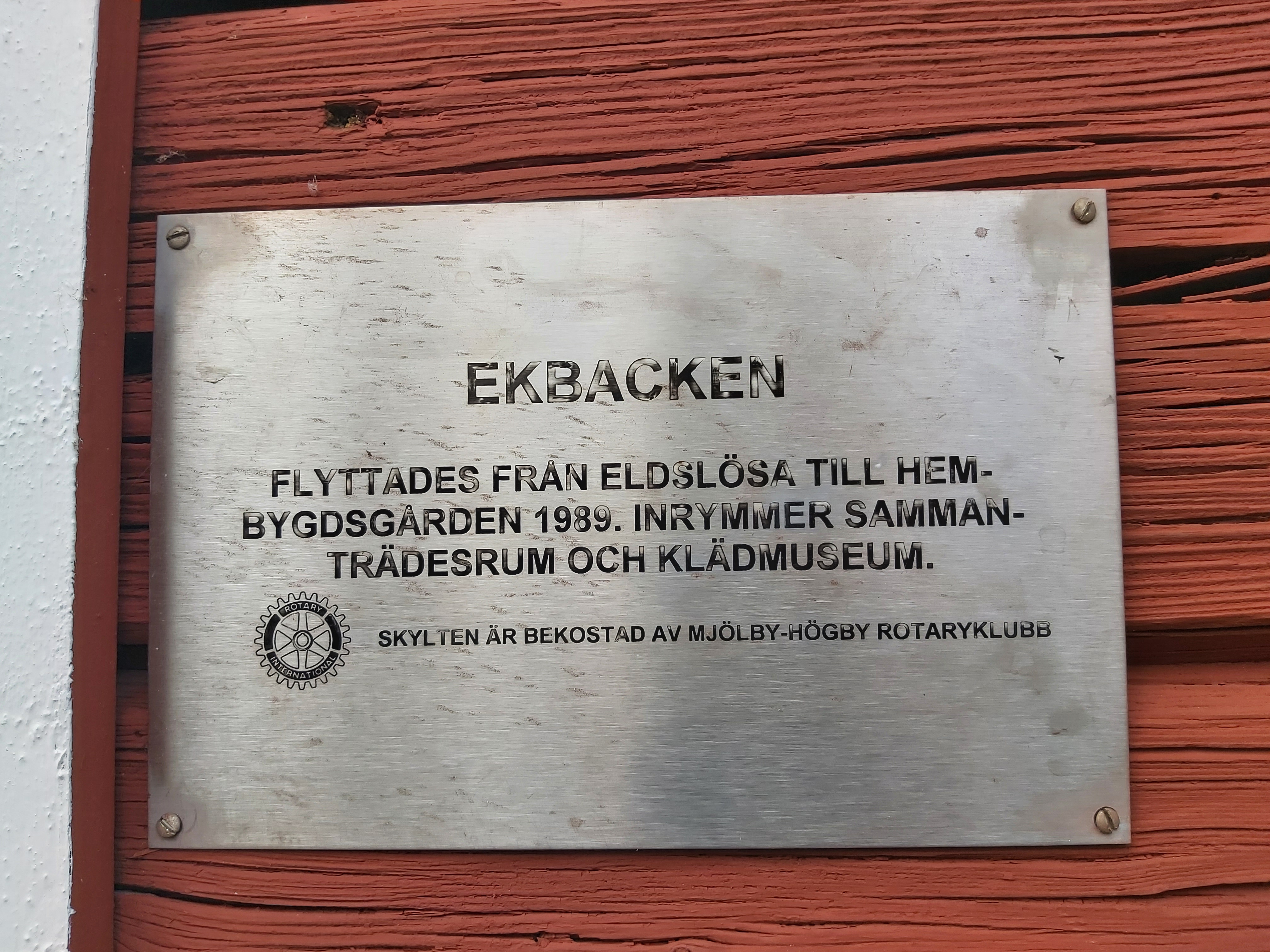
Ekbackens skylt

#### Hagaboden
Hagaboden uppfördes under senare delen av 1700-talet och var beläggen vid Kanikegatan, Mjölby. Den flyttades 1937 till hembygdsgården.

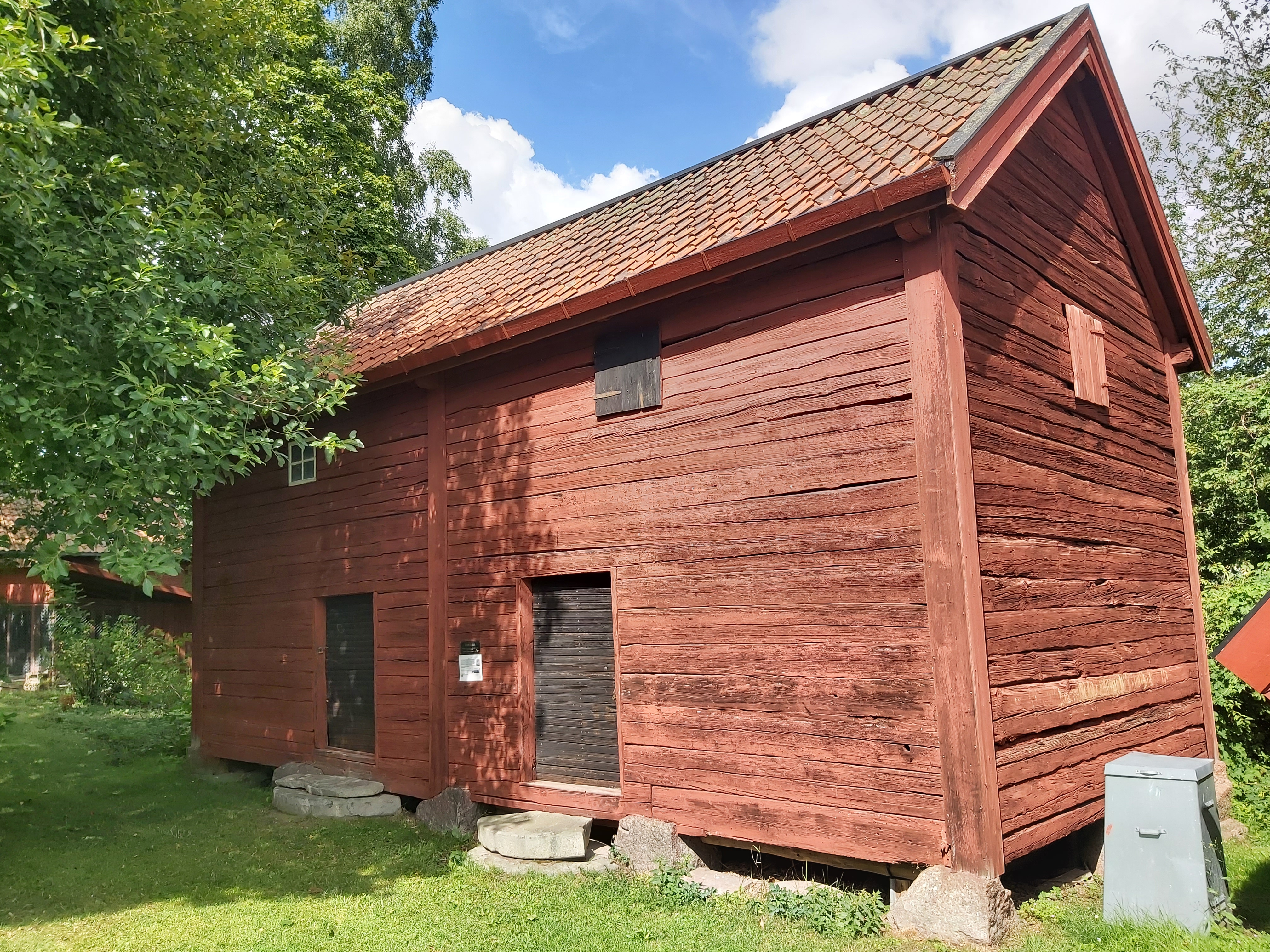
Hagaboden
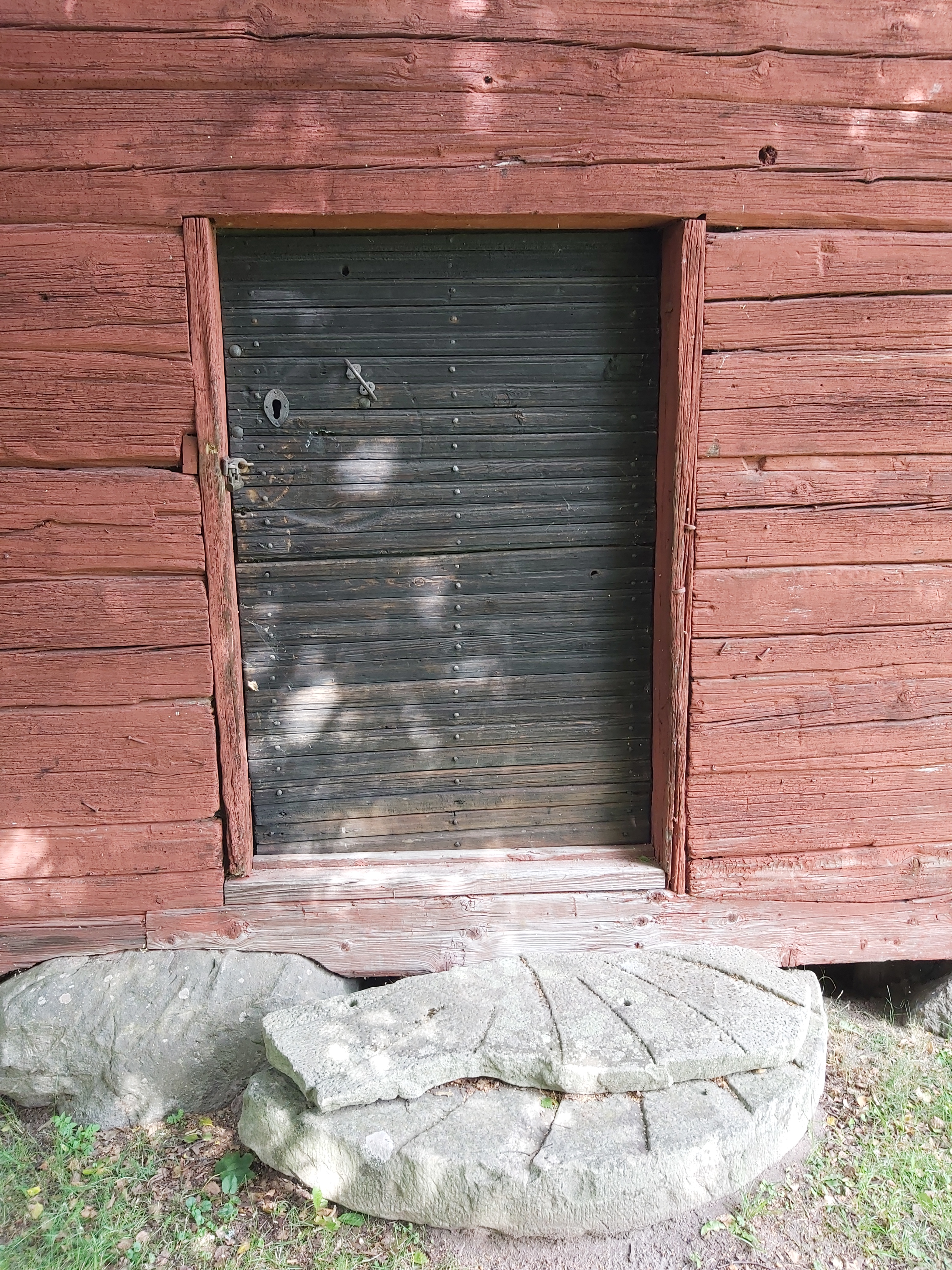
Hagaboden
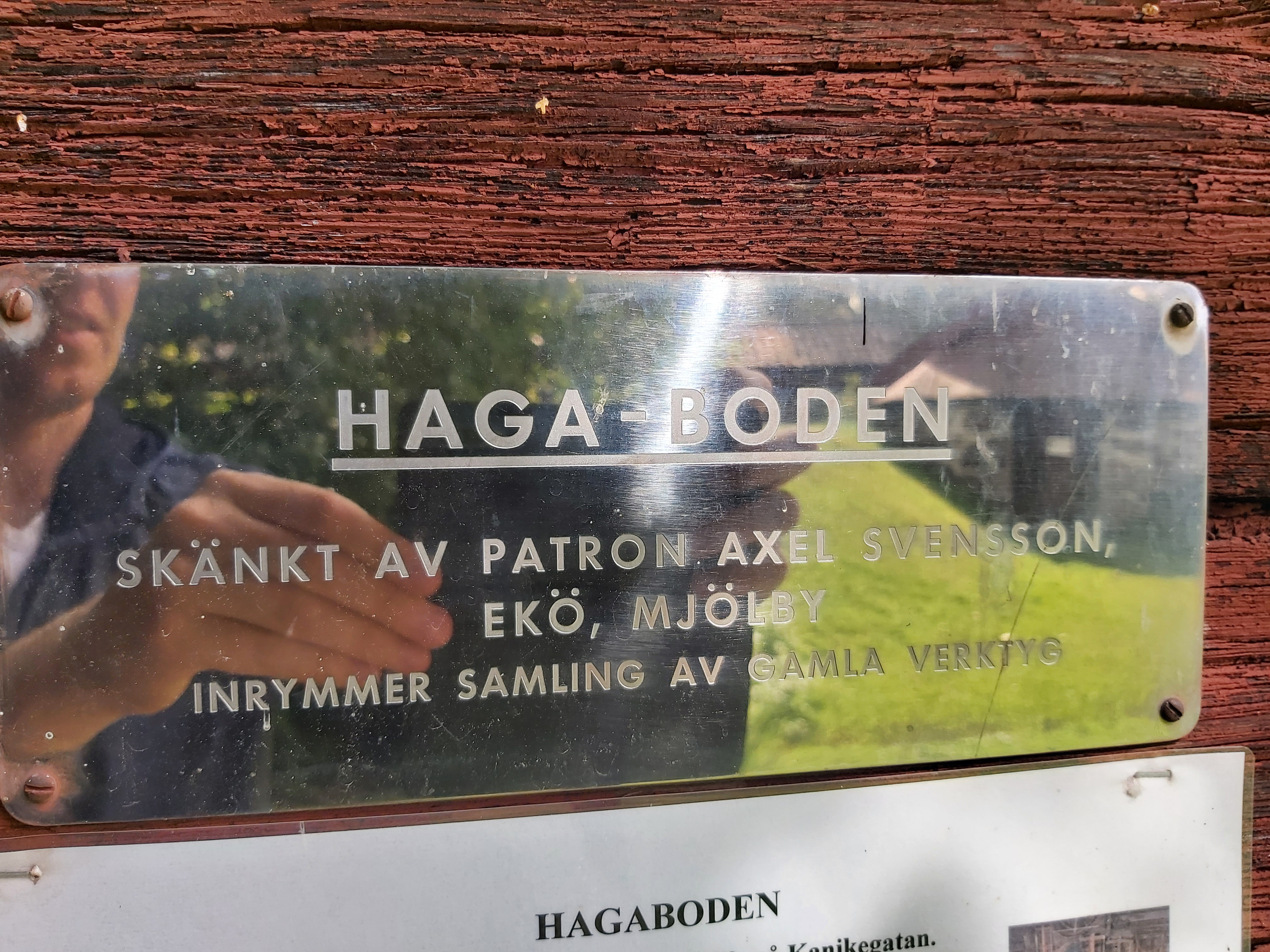
Hagabodens skylt

#### Åttkanten
Åttkanten uppfördes i slutet av 1700-talet på Hulterstads säteri. Den flyttades 1958 till hembygdsgården.

#### Norrgårdssågen
Norrgårdssågen uppfördes under 1700-talet och var beläggen vid Norrgårds holme, Mjölby. Den flyttades 1927 till hembygdsgården.

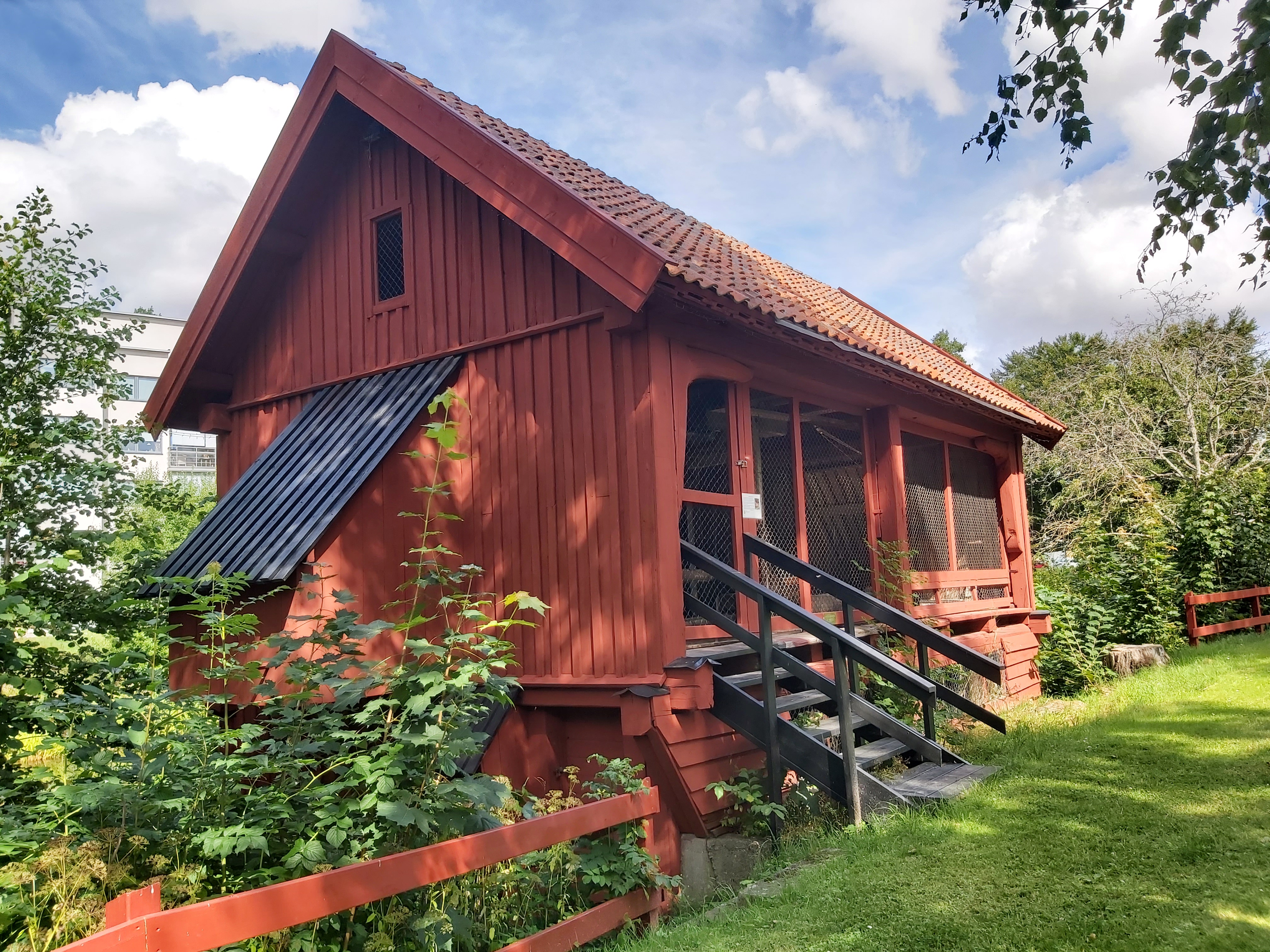
Norrgårdssågen
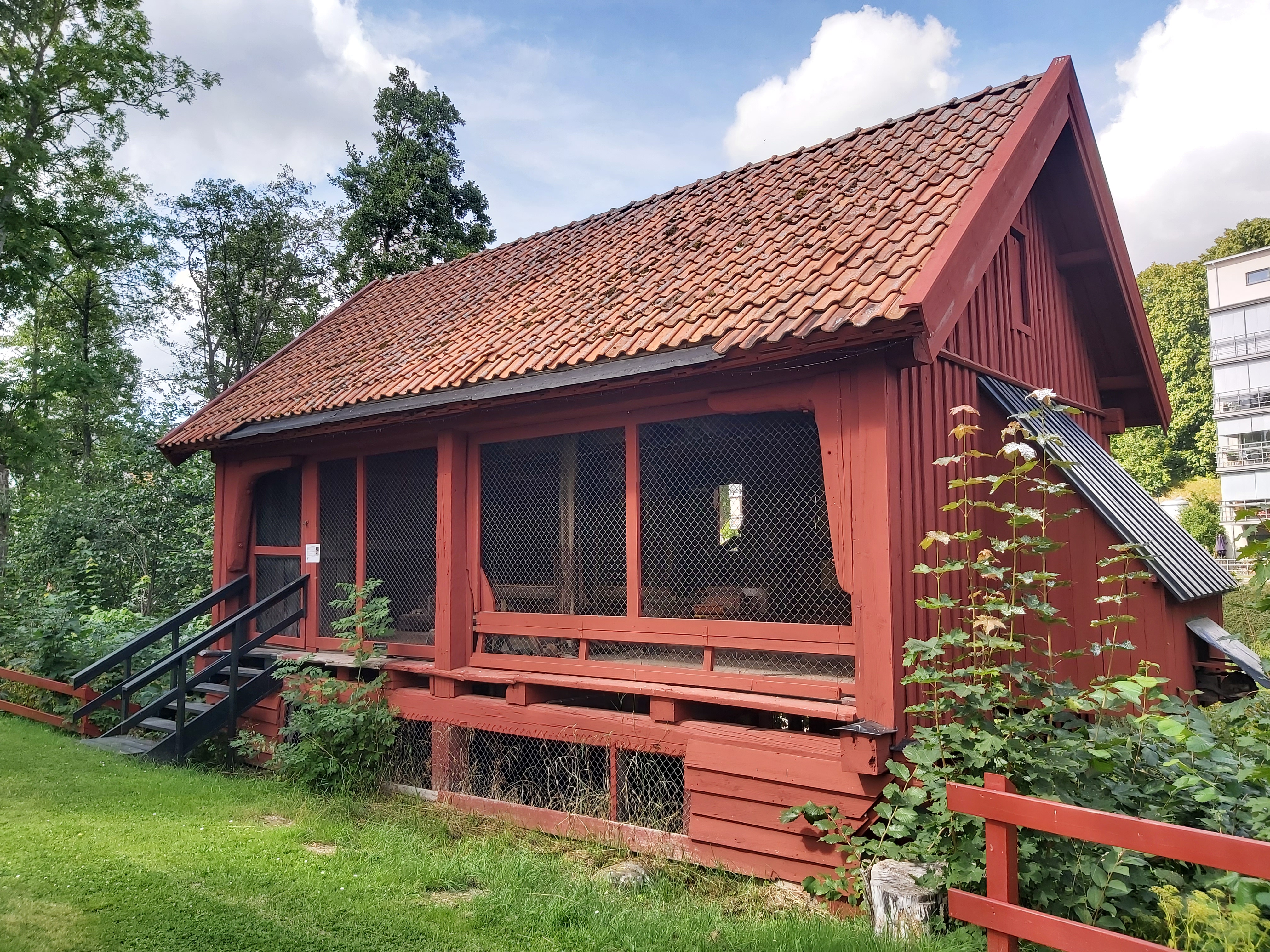
Norrgårdssågen
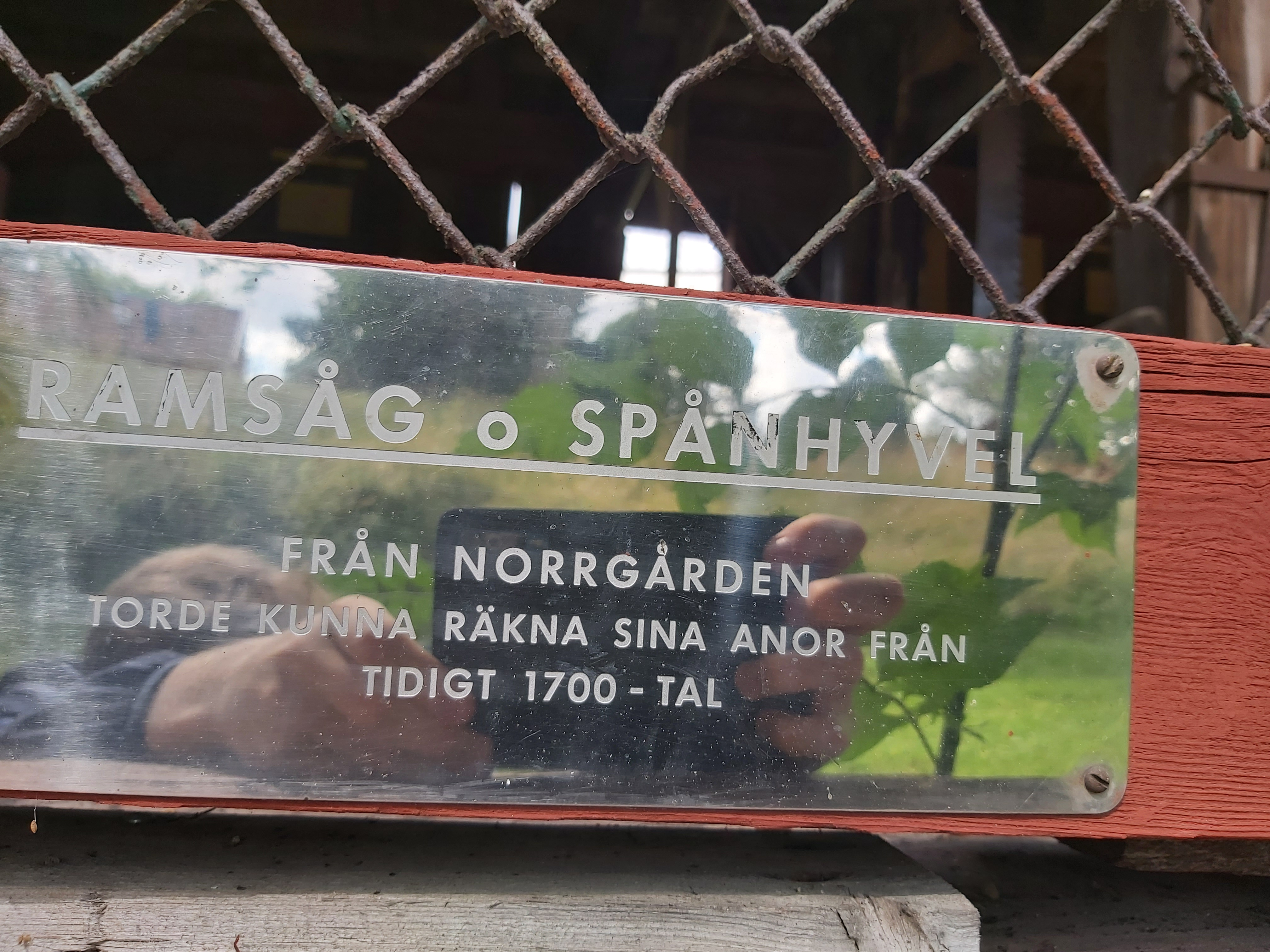
Norrgårdssågens skylt

### Byggnader frånVeta socken

#### Bergastugan
Bergastugan är ett militärboställe som uppfördes 1768 på Solberga fideikommiss. Den flyttades 1938 till hembygdsgården.

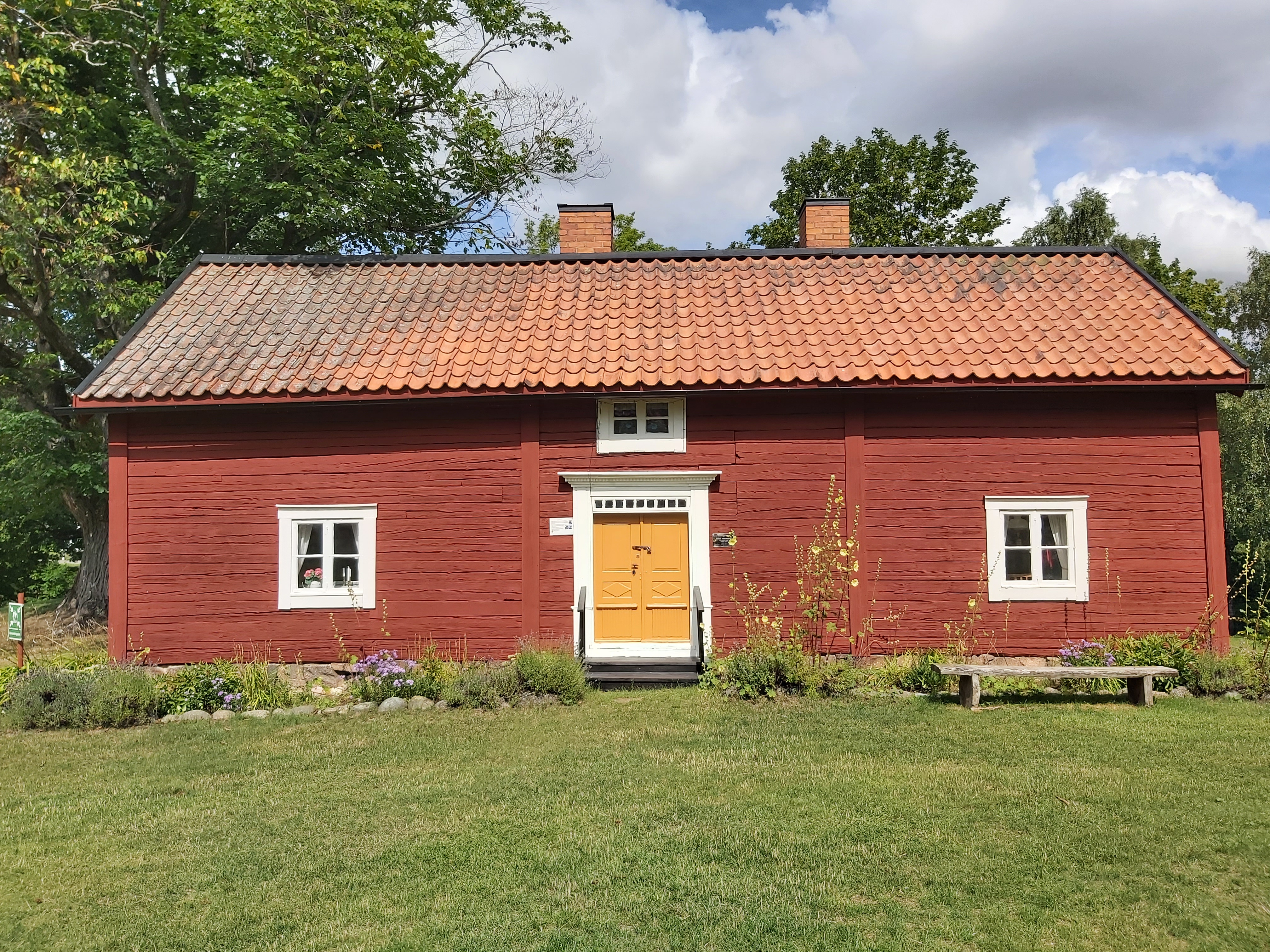
Bergastugan
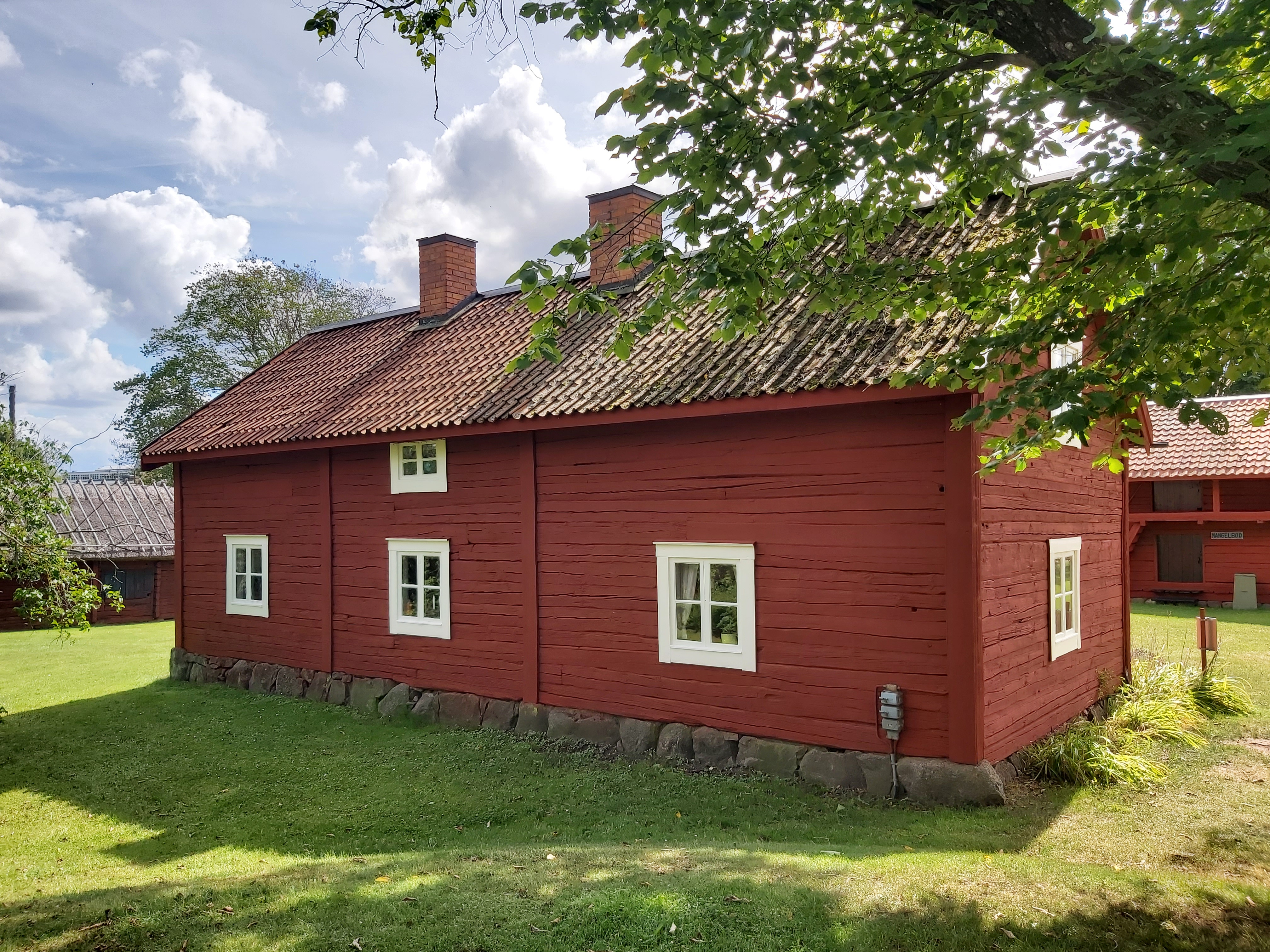
Bergastugan
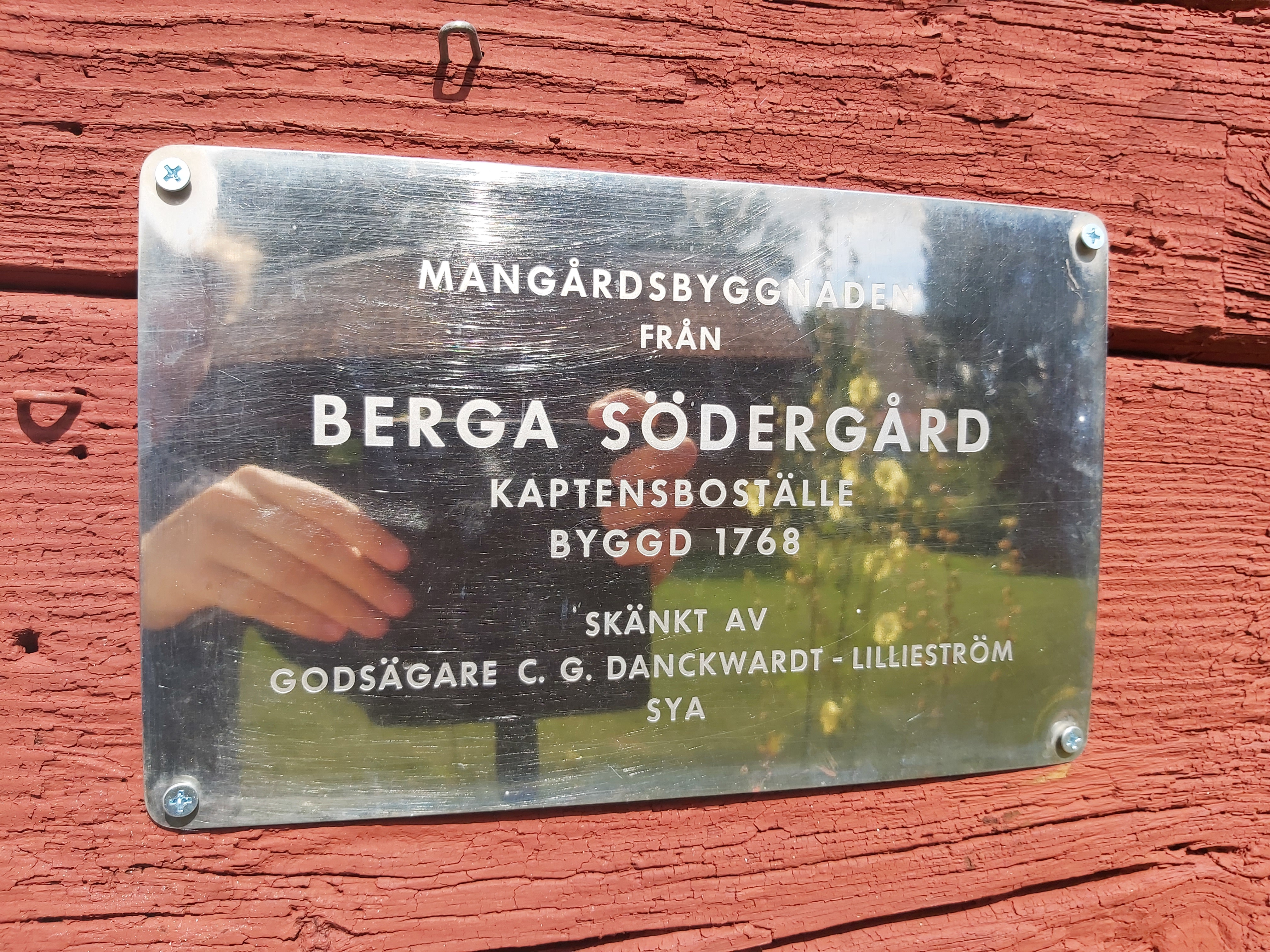
Bergastugans skylt

### Byggnader frånGammalkils socken

#### Kapperstads kvarn
Kapperstads kvarn uppfördes i början av 1700-talet vid Lillån i Gammalkils socken. Den flyttades 1938–1939 till hembygdsgården.

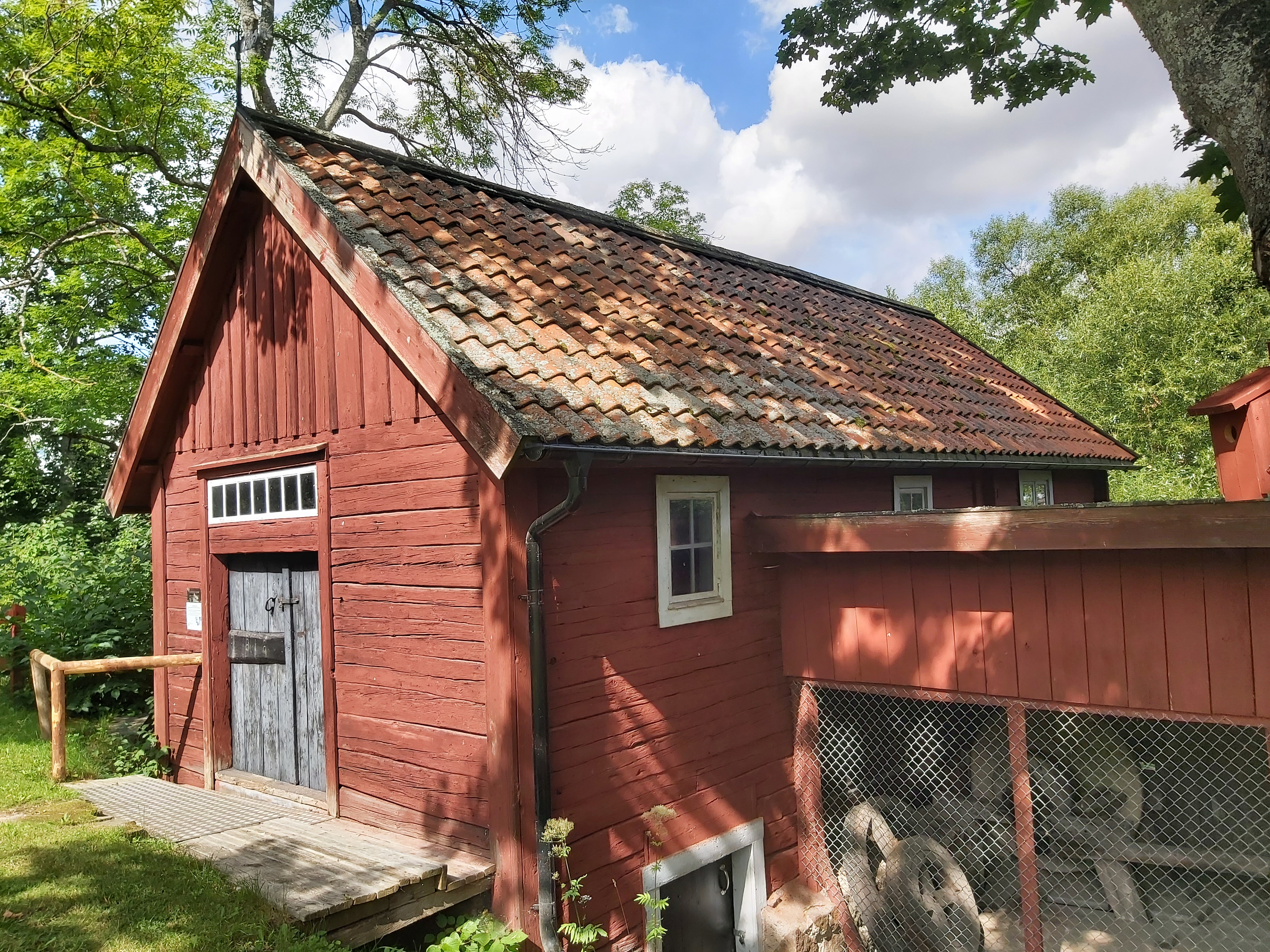
Kapperstads kvarn
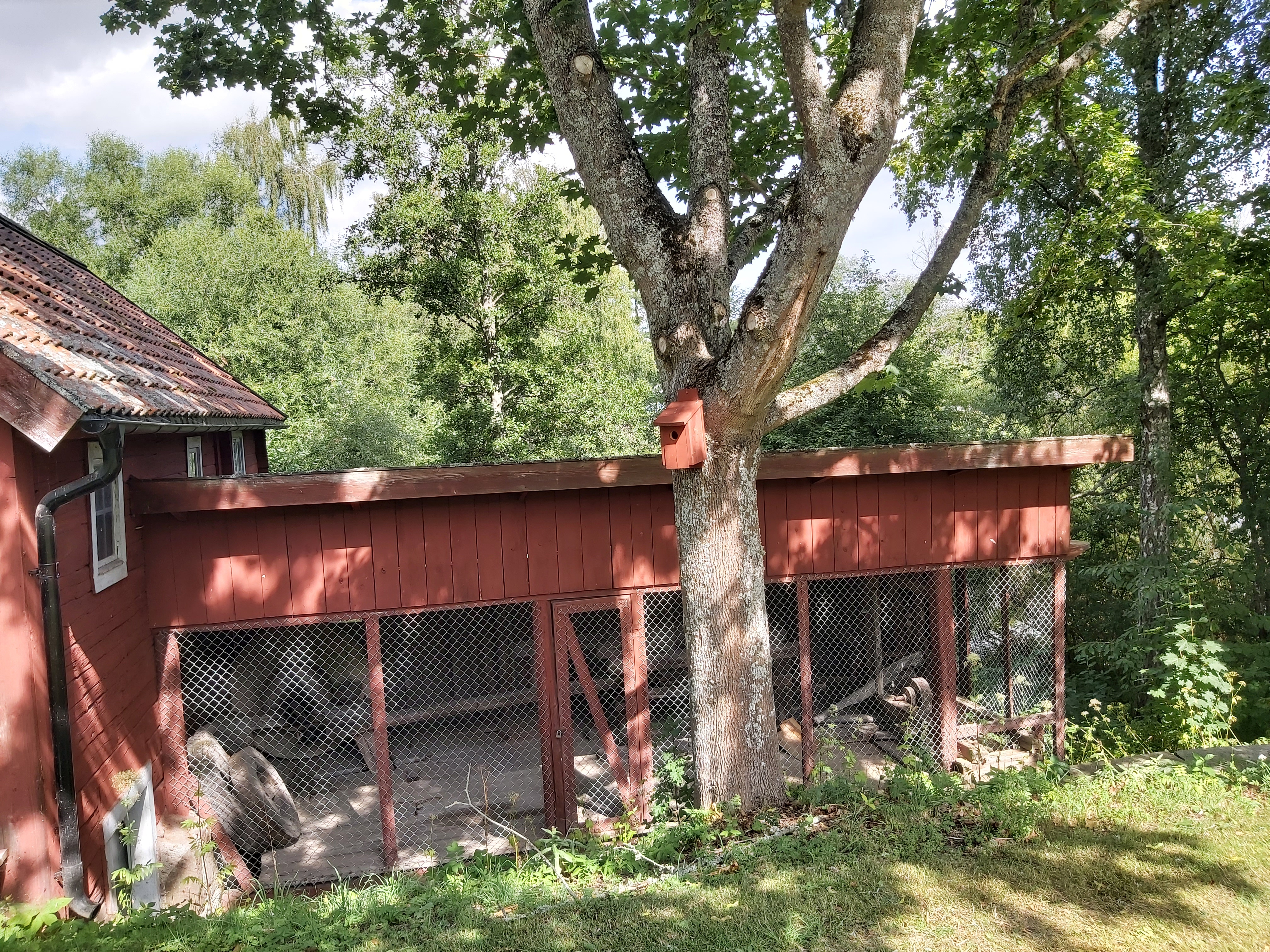
Kapperstads kvarn
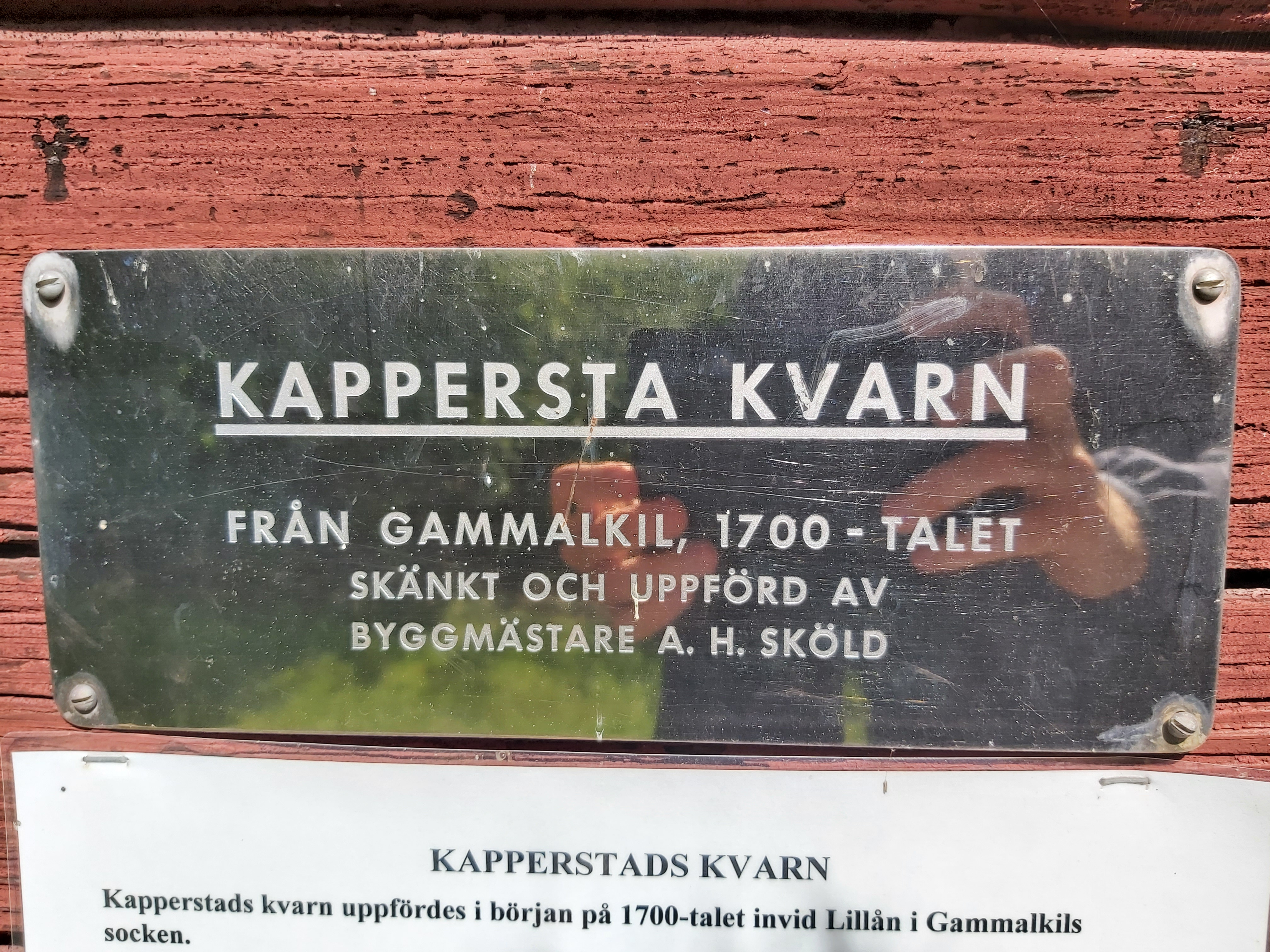
Kapperstads kvarns skylt

### Byggnader frånVästra Hargs socken

#### Stugan Back
Stugan Back var det tidigare grenadjärtorpet nummer 139 på Back i Västra Hargs socken. Torpet flyttades 1994 till hembygdsgården.

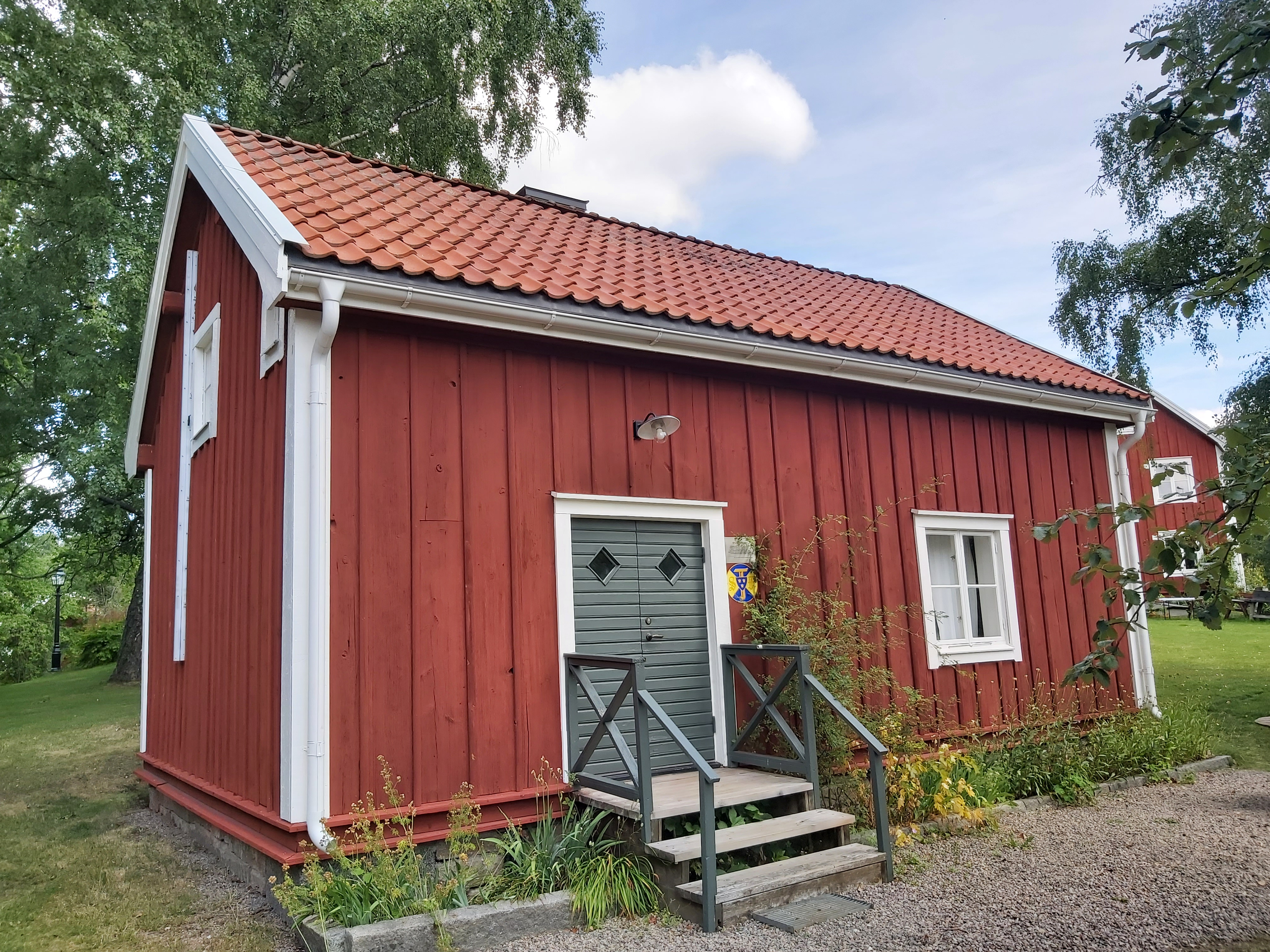
Stugan Back
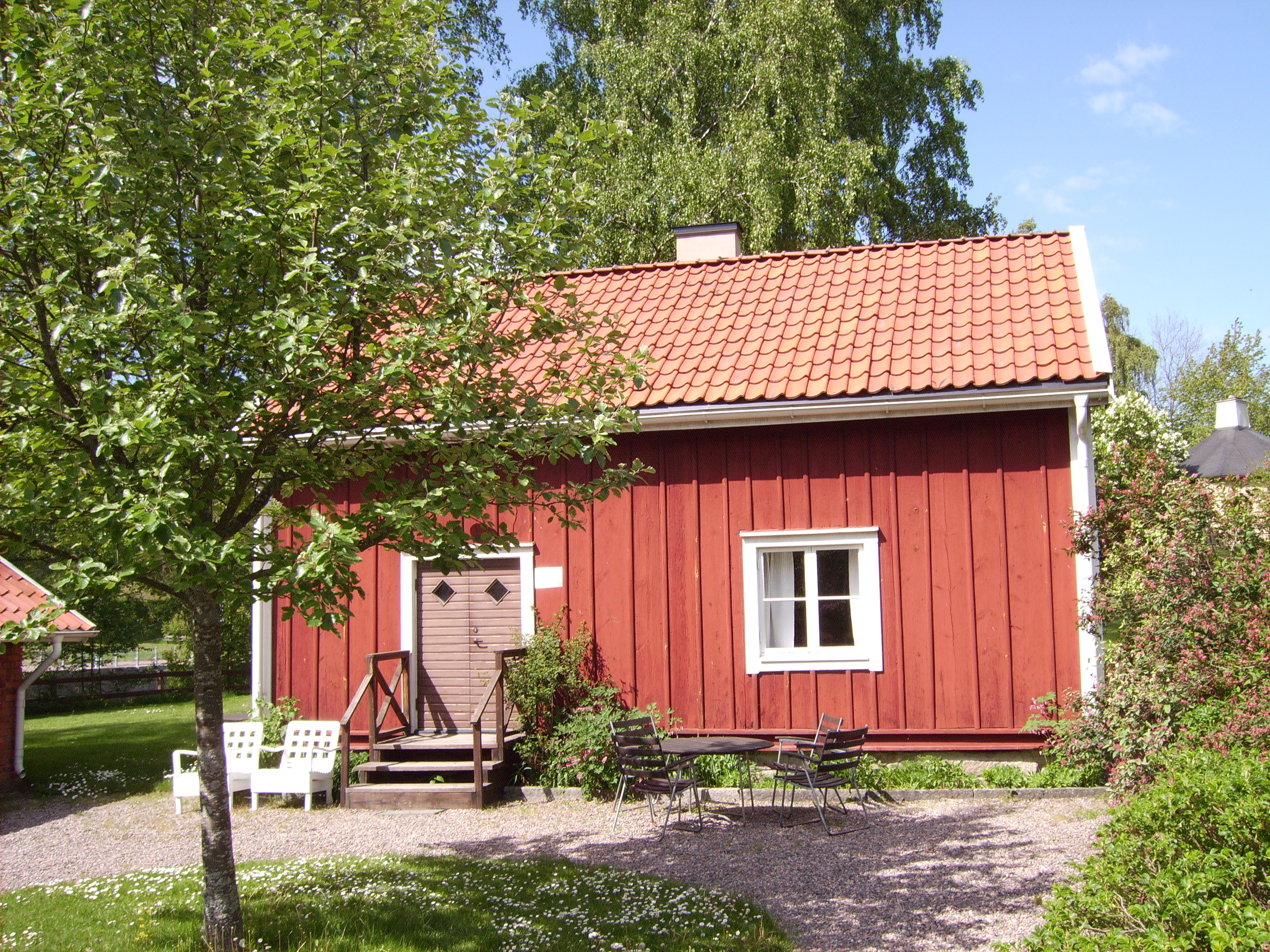
Stugan Back
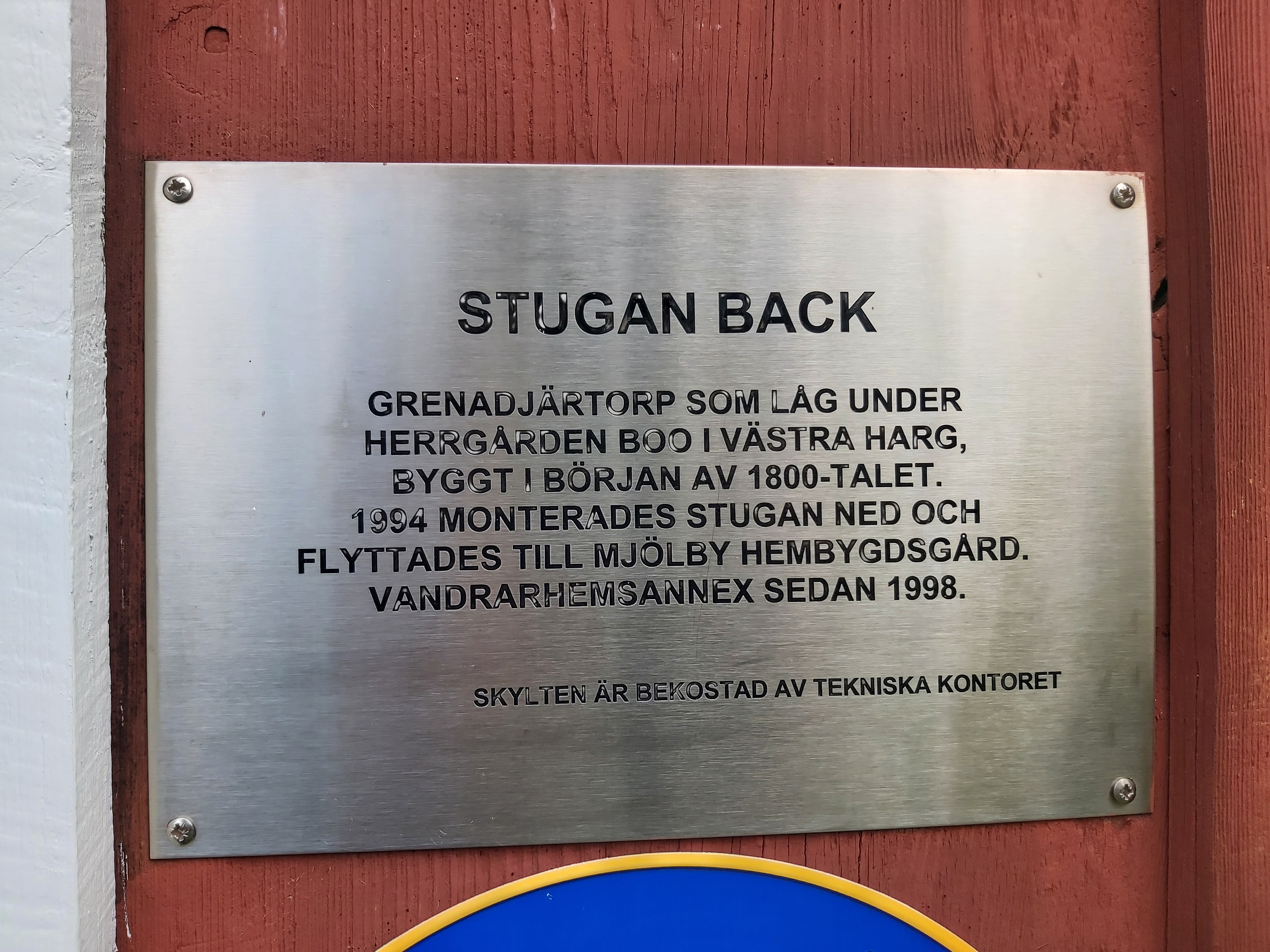
Stugan Backs skylt

#### Åsens loftbod
Åsens loftbod byggdes 1779 i Västra Hargs socken. Den flyttades 1937 till hembygdsgården.

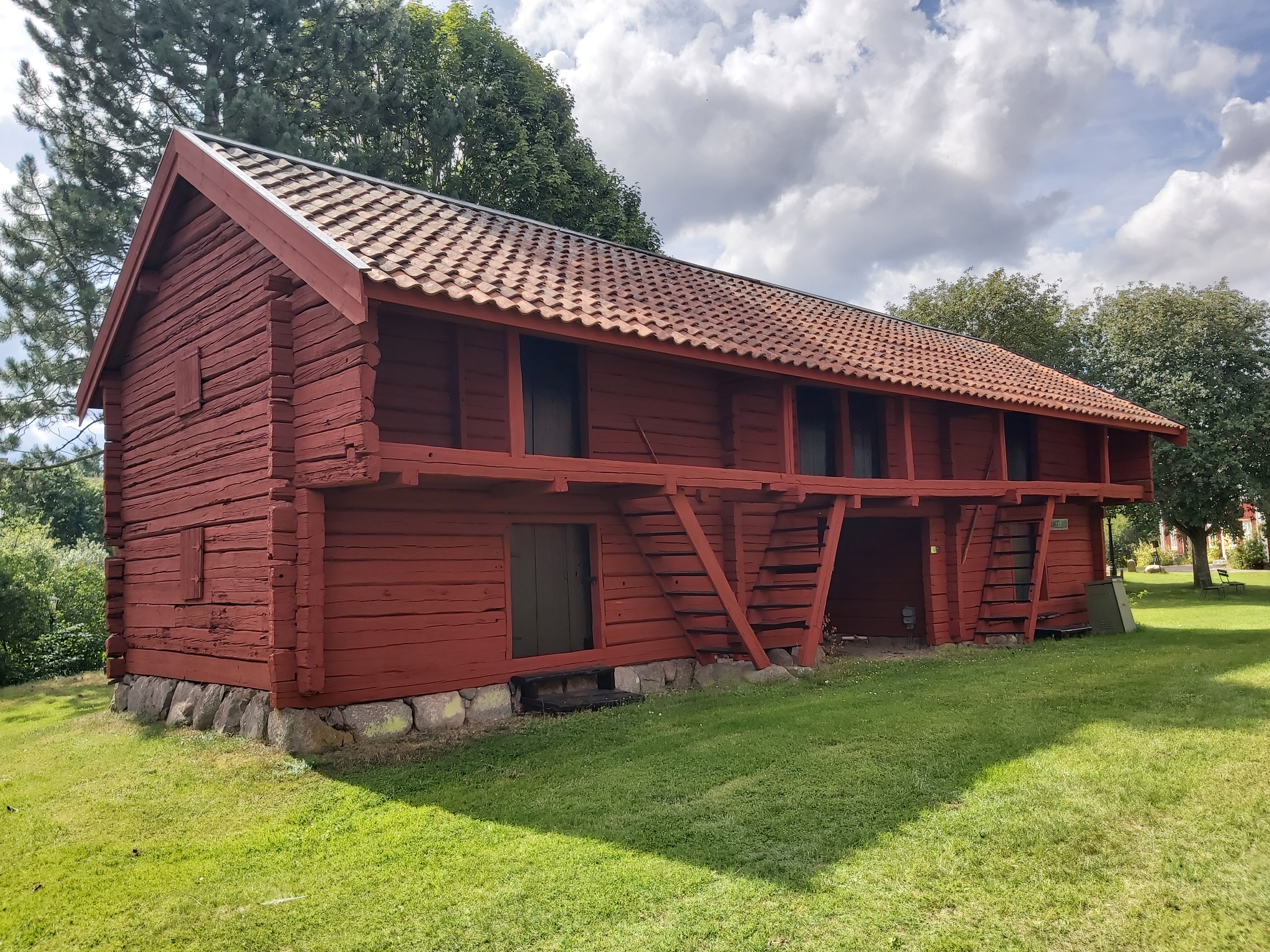
Åsens loftbod
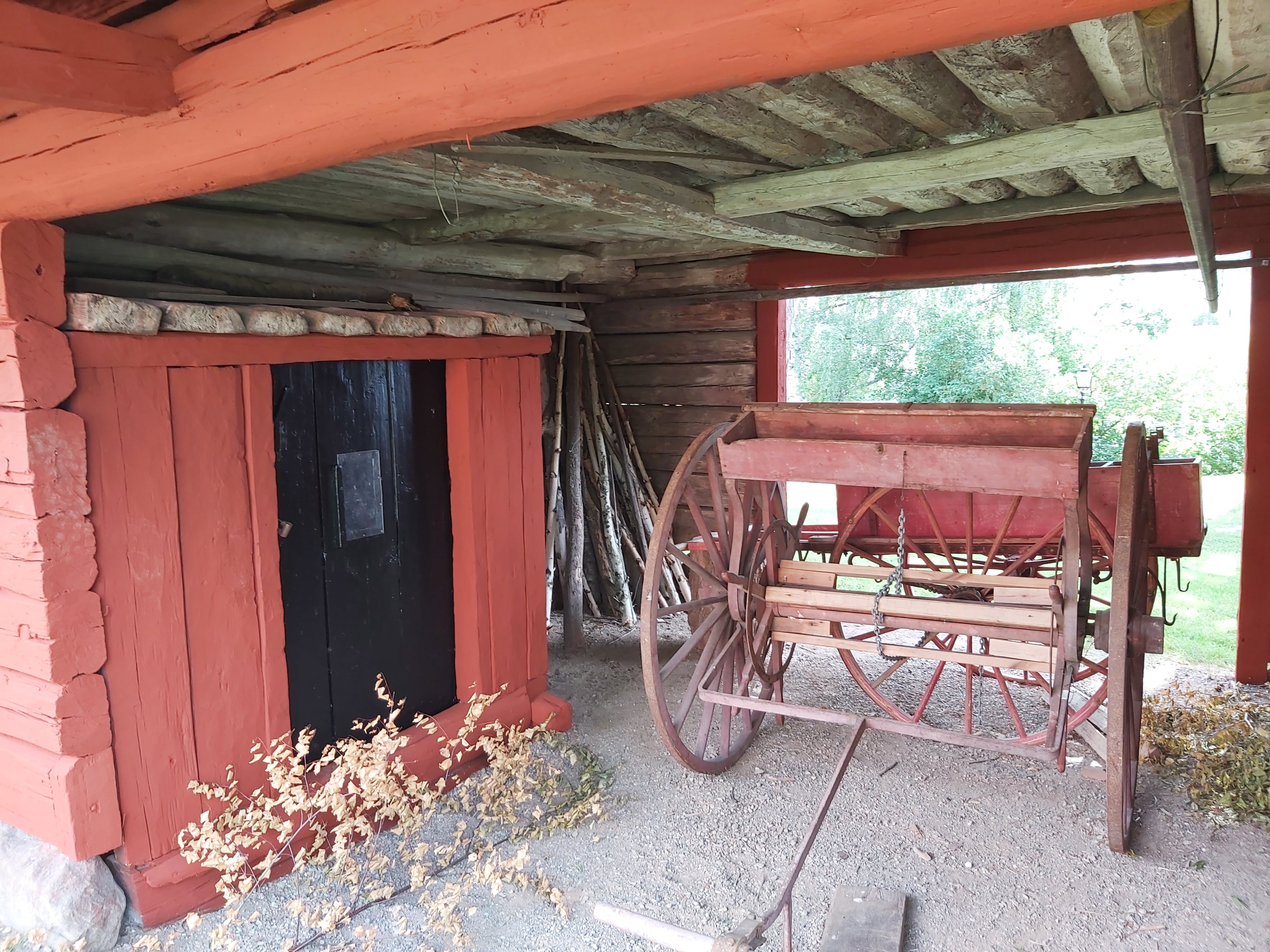
Åsens loftbod
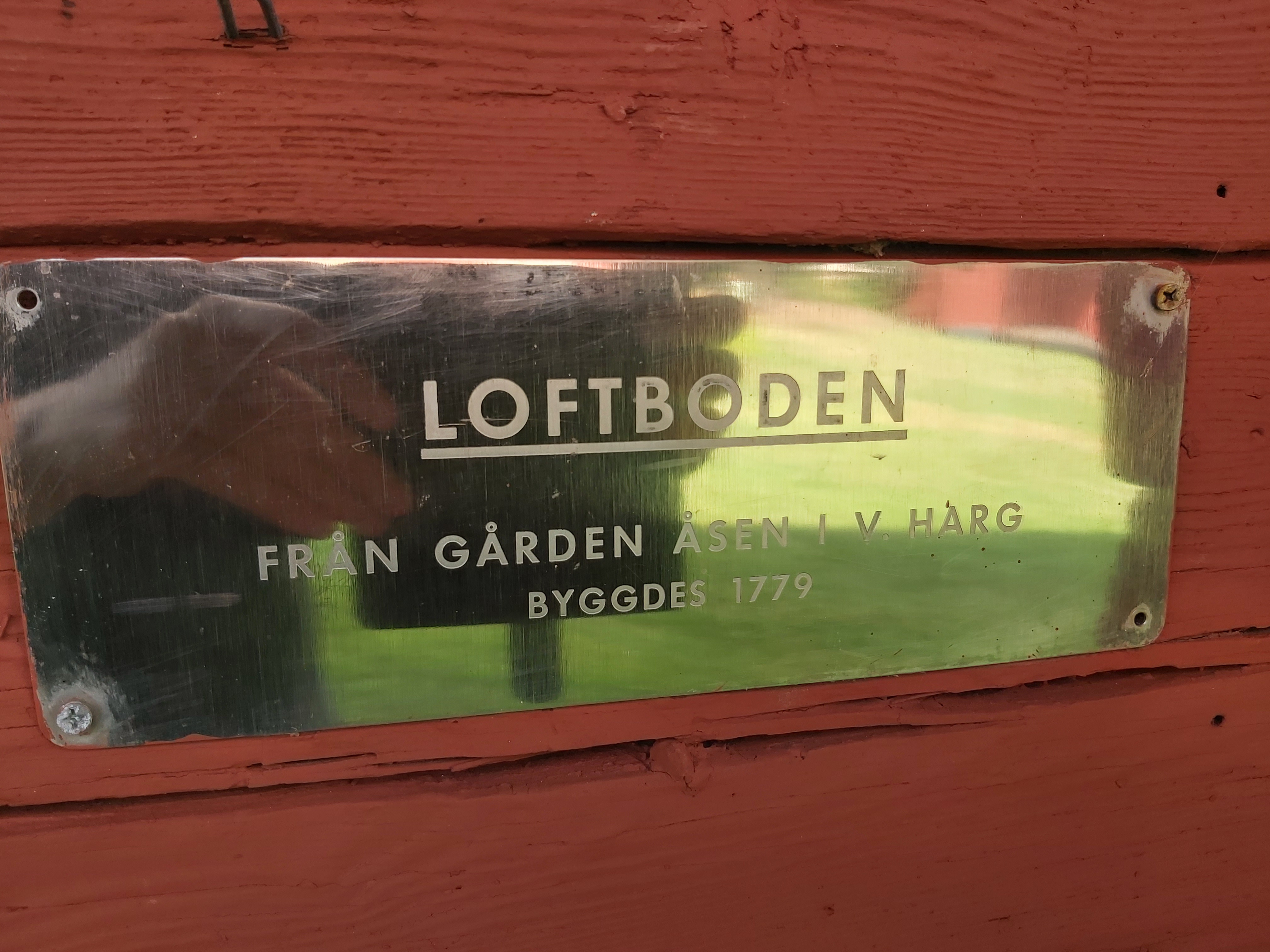
Åsens loftbods skylt

#### Torsnäs ladugård
Torsnäs ladugård uppfördes i början av 1700-talet och låg tidigare vid grenadjärtorpet i Torsnäs, Västra Hargs socken. Den flyttades 1948 till hembygdsgården.

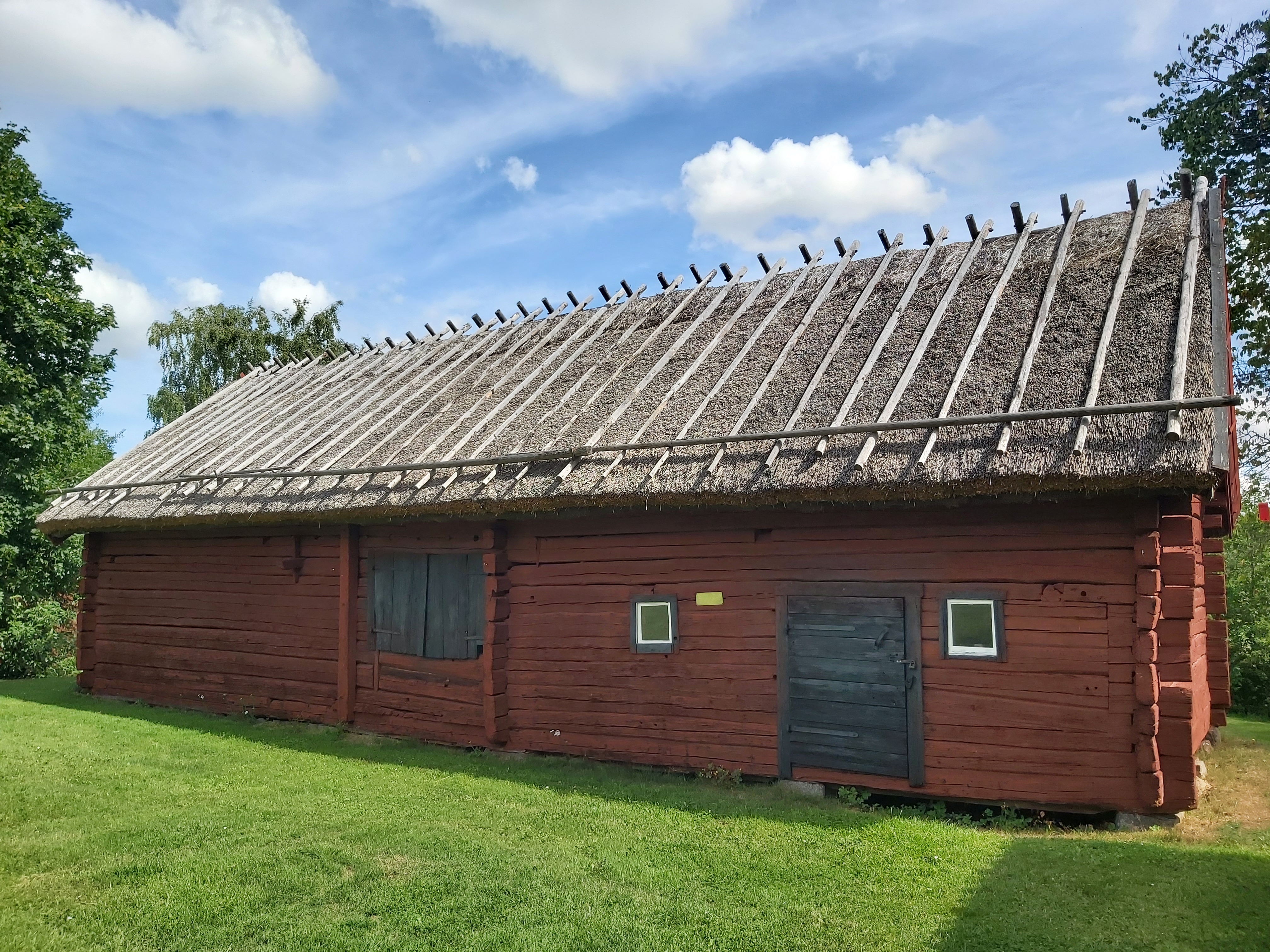
Torsnäs ladugård
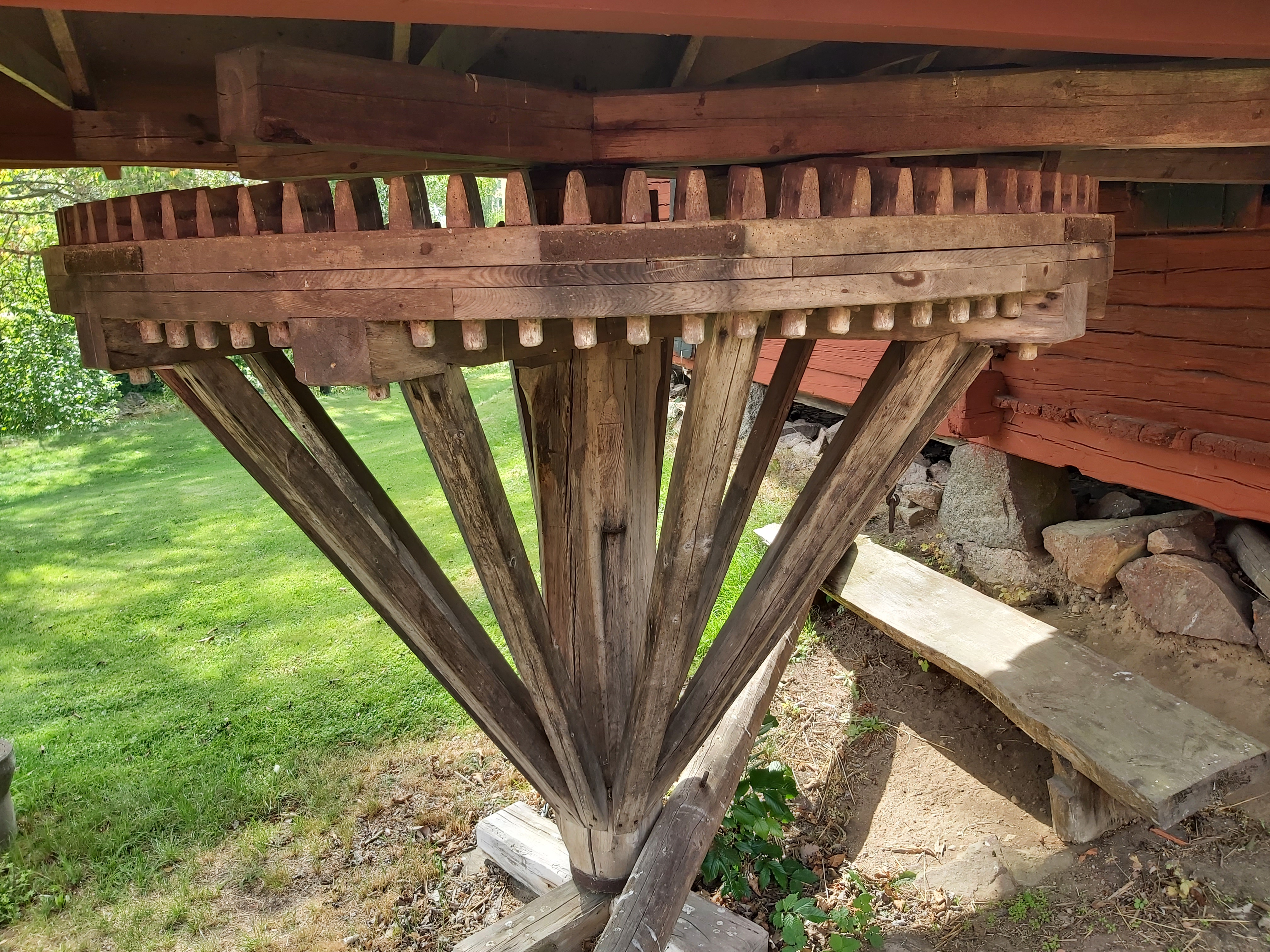
Torsnäs ladugård
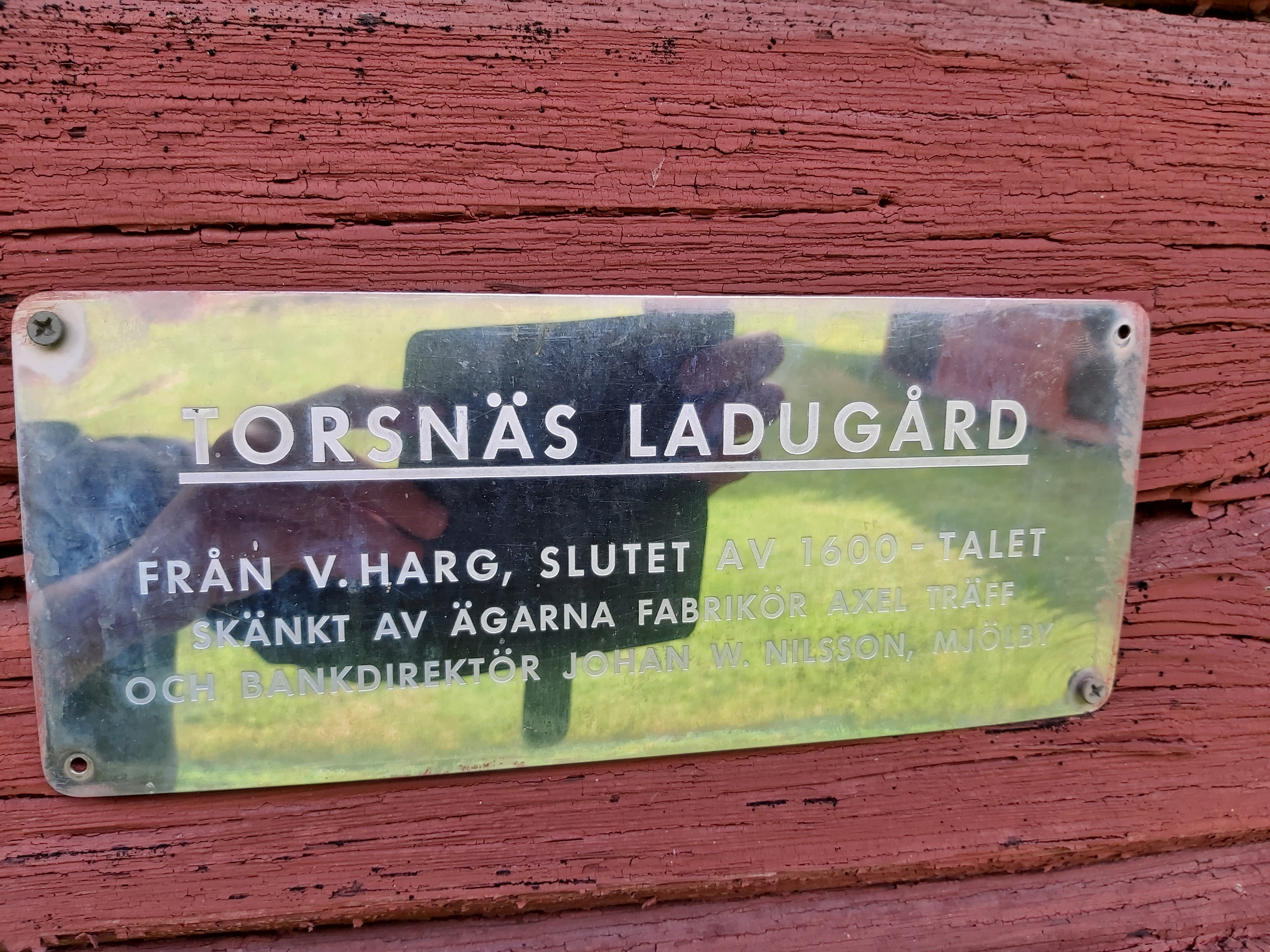
Torsnäs ladugårds skylt

#### Spellinge ladugård
Spellinge ladugård uppfördes i mitten av 1700-talet på Spellinge, Västra Hargs socken. Den flyttades 1948 till hembygdsgården.

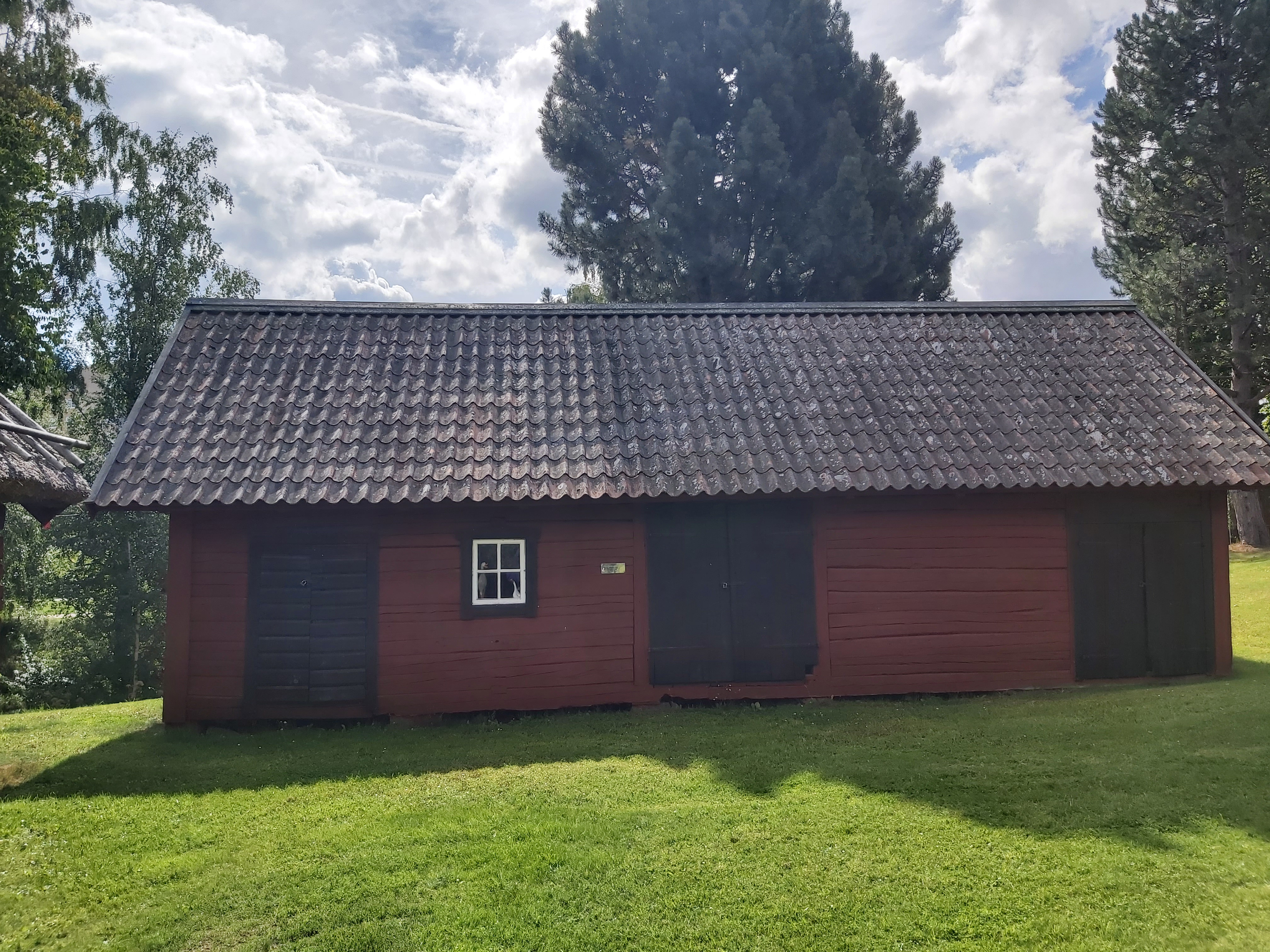
Spellinge ladugård
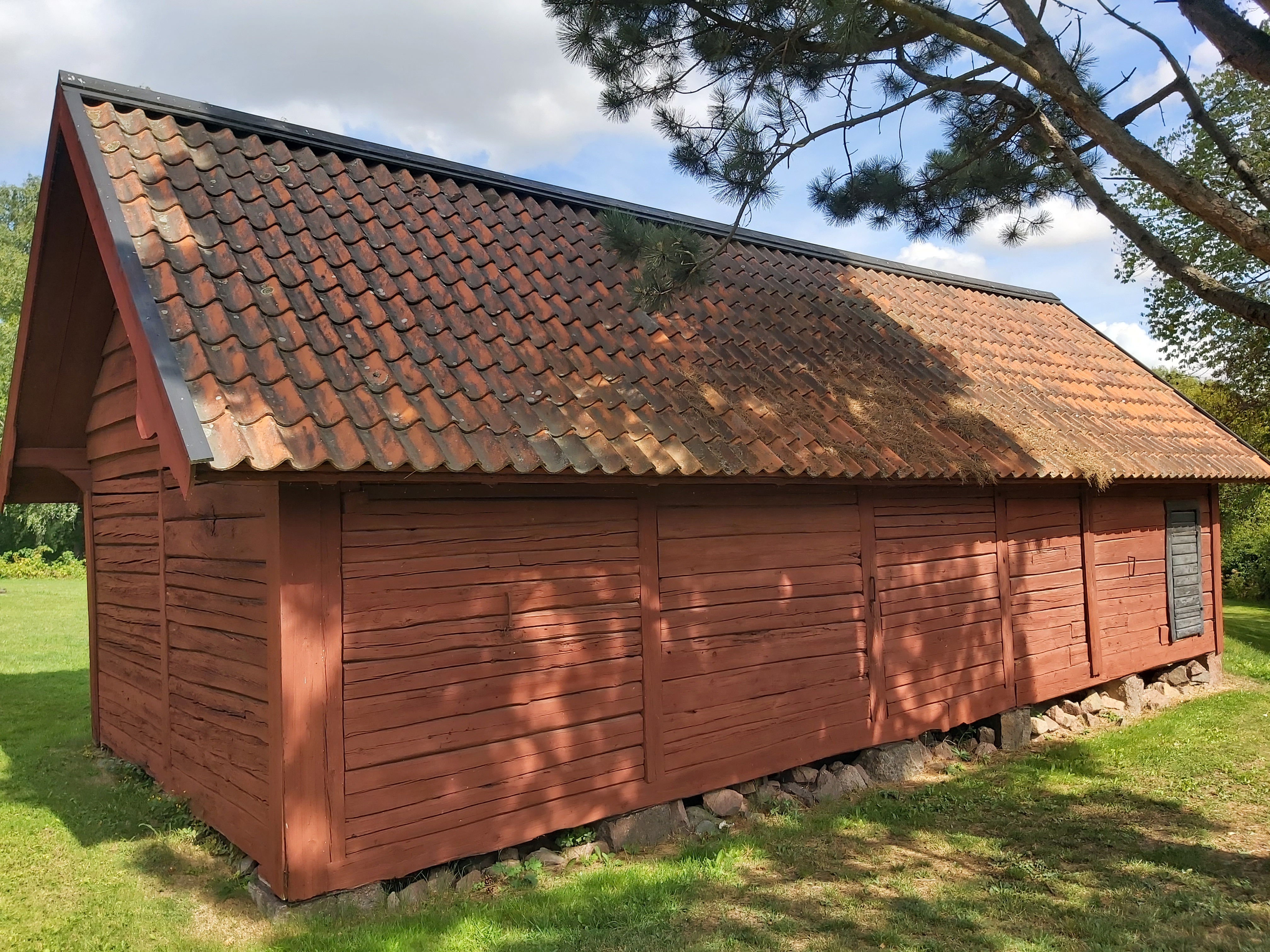
Spellinge ladugård
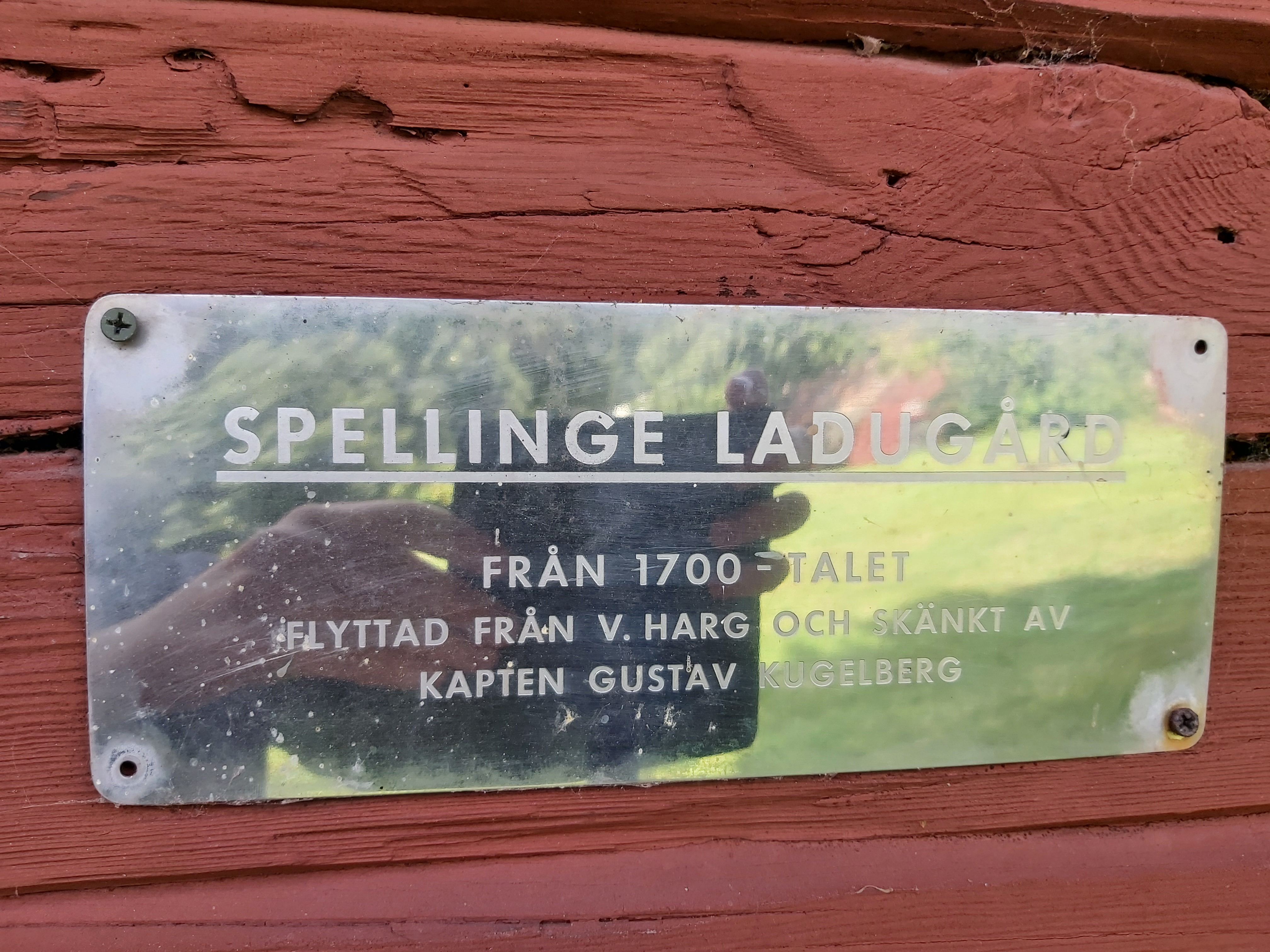
Spellinge ladugårds skylt

## Museum

### Vagnsmuseet
Vagnsmuseet östra del uppfördes på slutet av 1800-talet. 1926 tillbyggdes på västra delen en smedja..

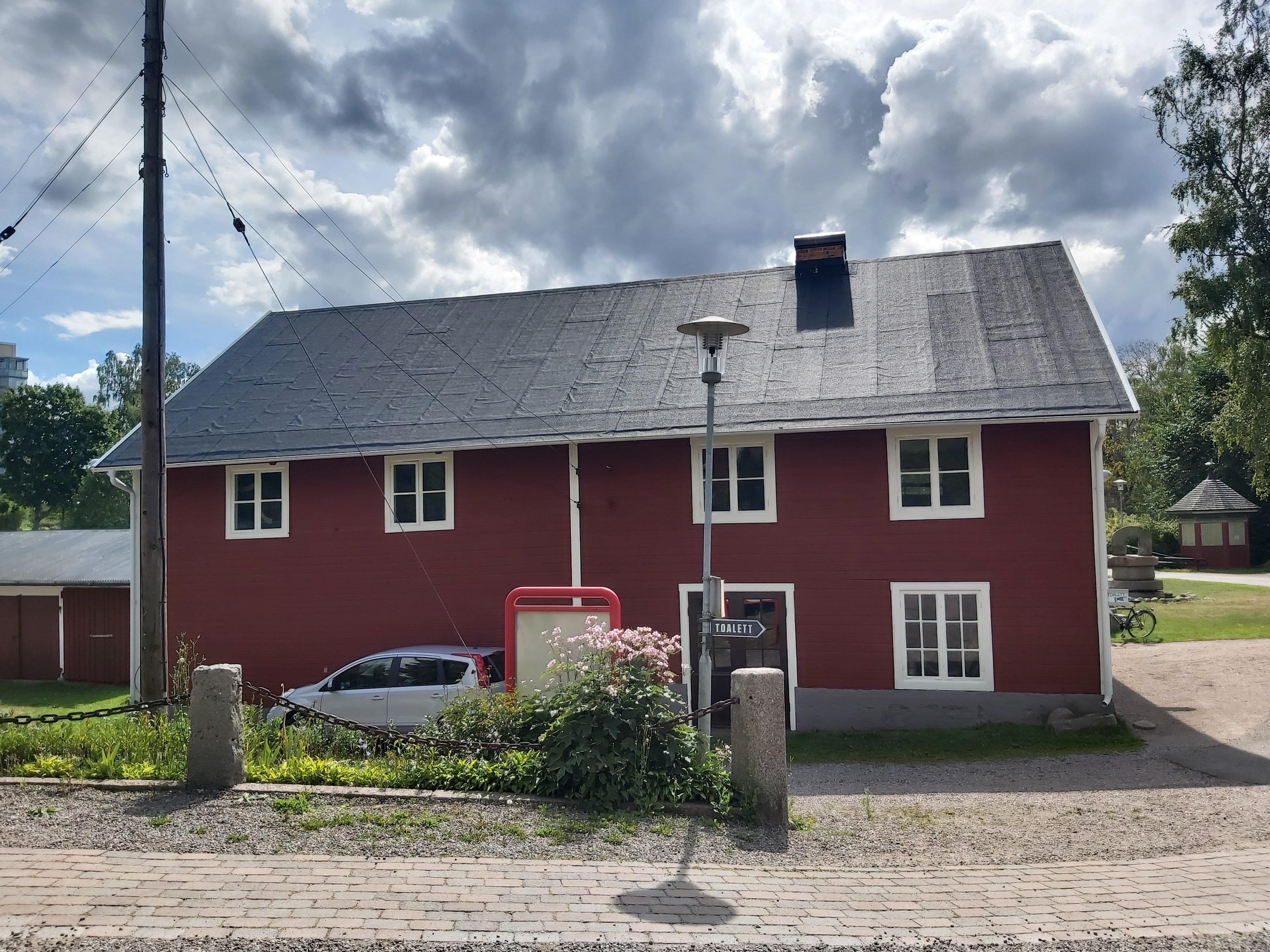
Vagnsmuseet
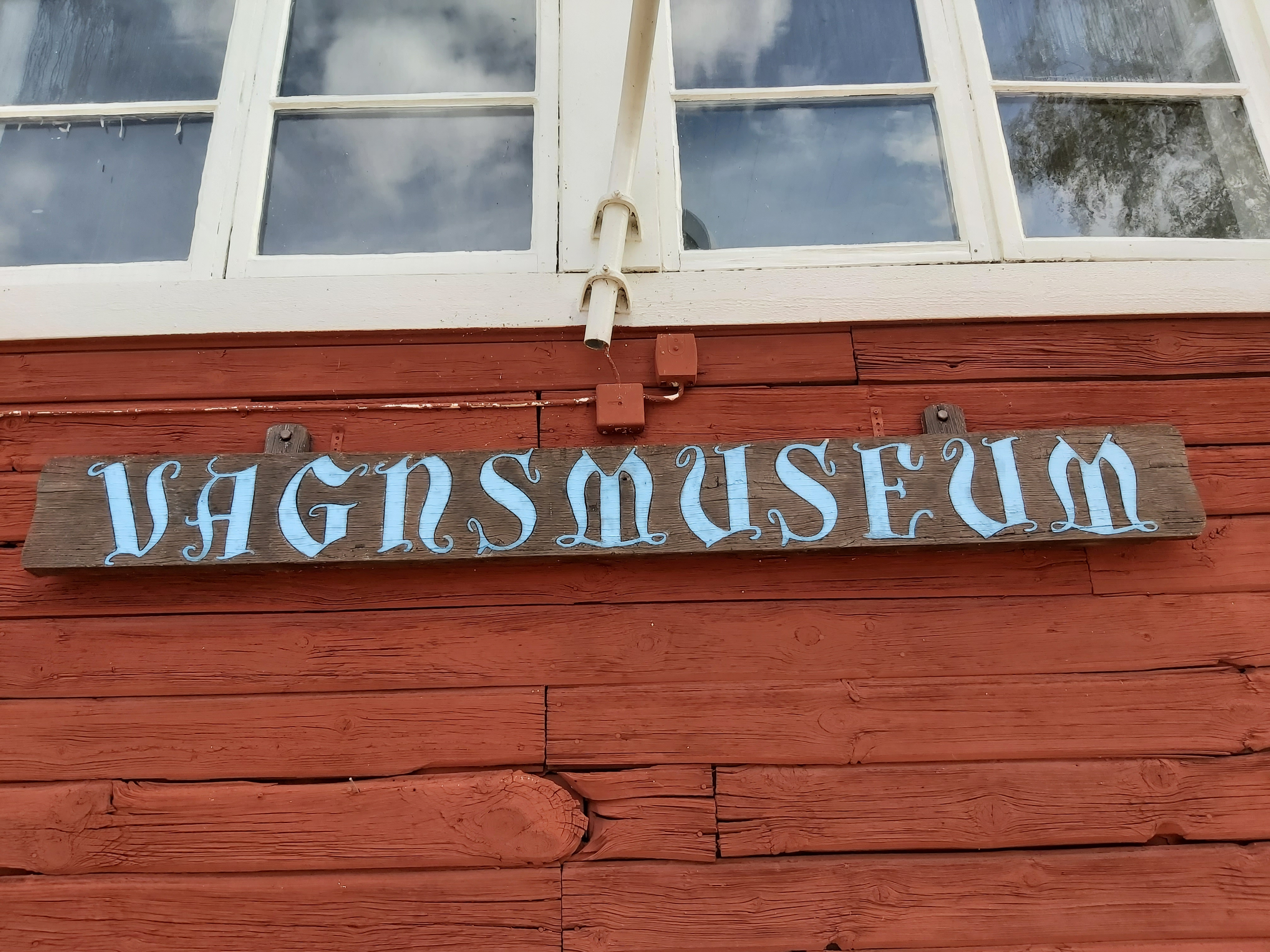
Vagnsmuseet
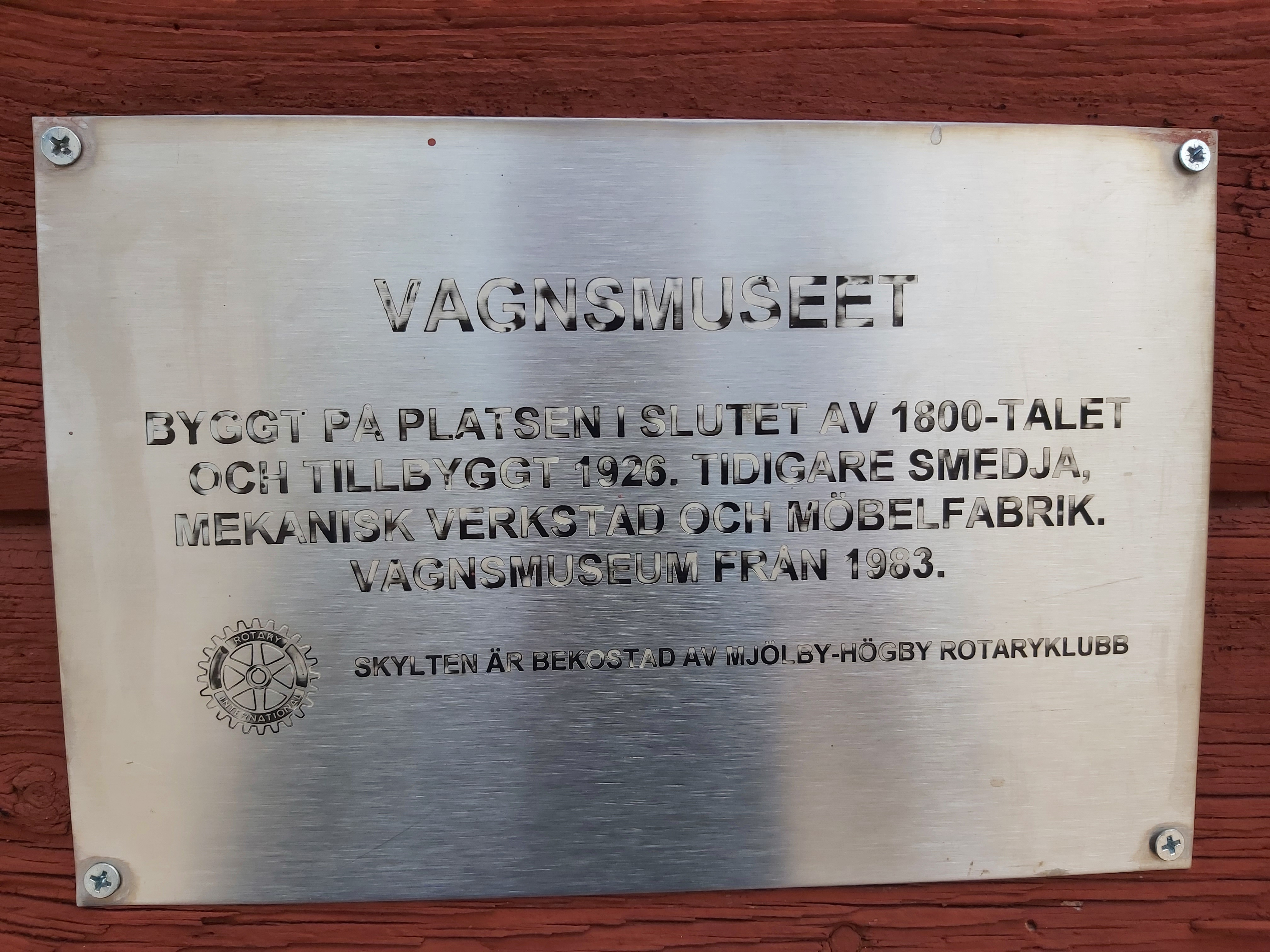
Vagnsmuseets skylt

## Monument

### Sköldska monumentet
Det Sköldska monumentet uppfördes vid Mjölby kraftstations ställverk av byggmästaren Herman Sköld.

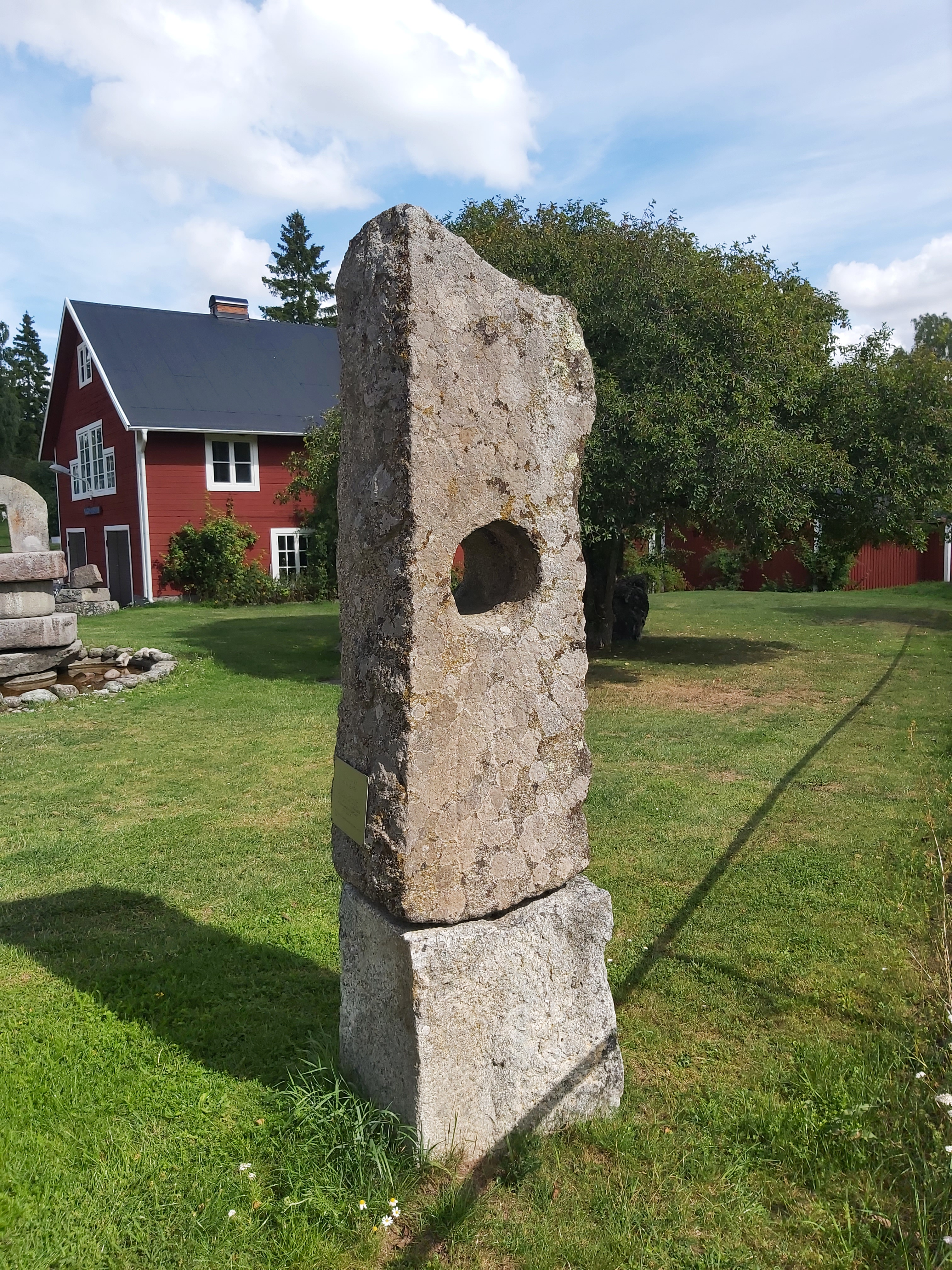
Sköldska monumentet
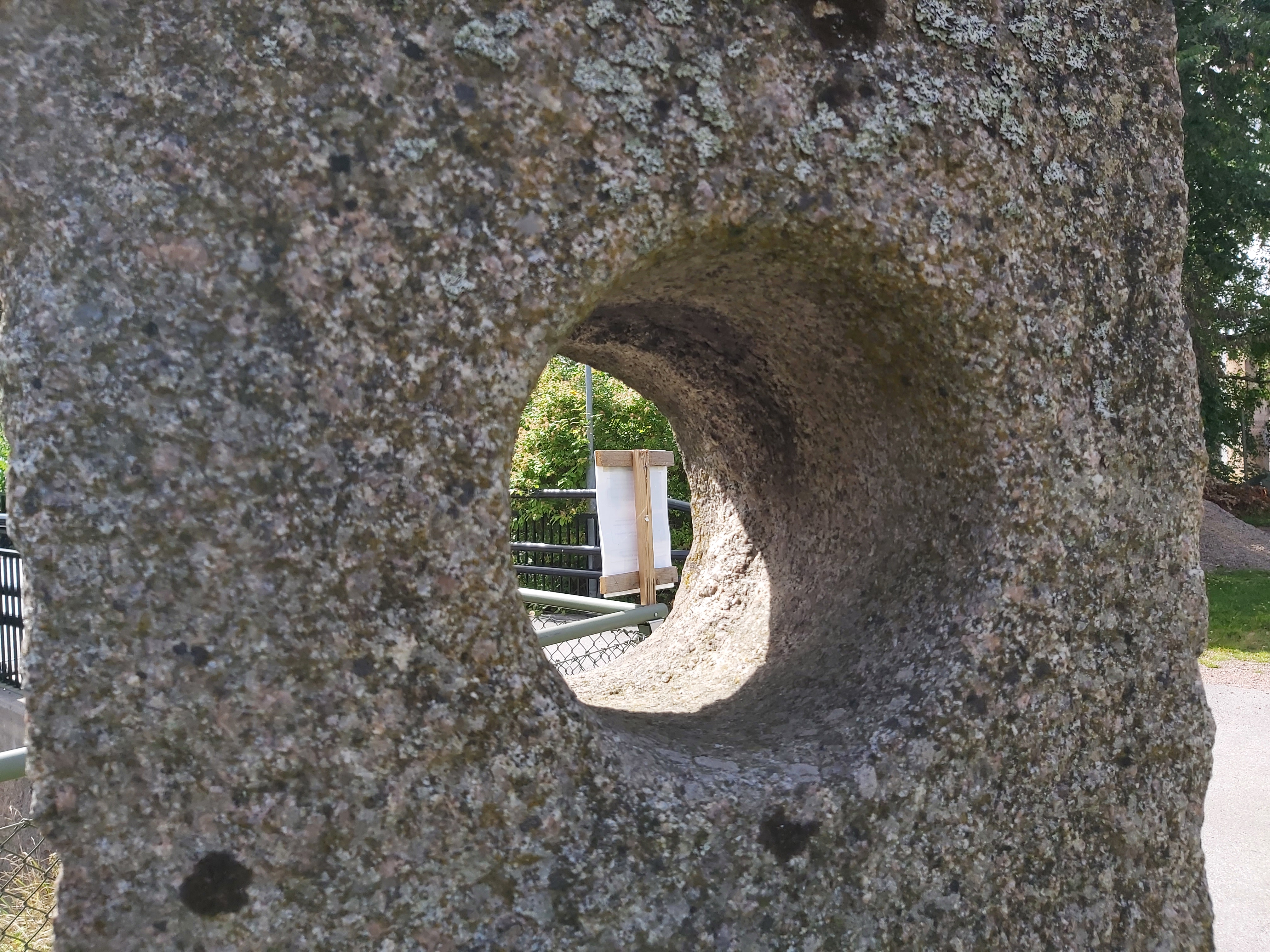
Sköldska monumentet
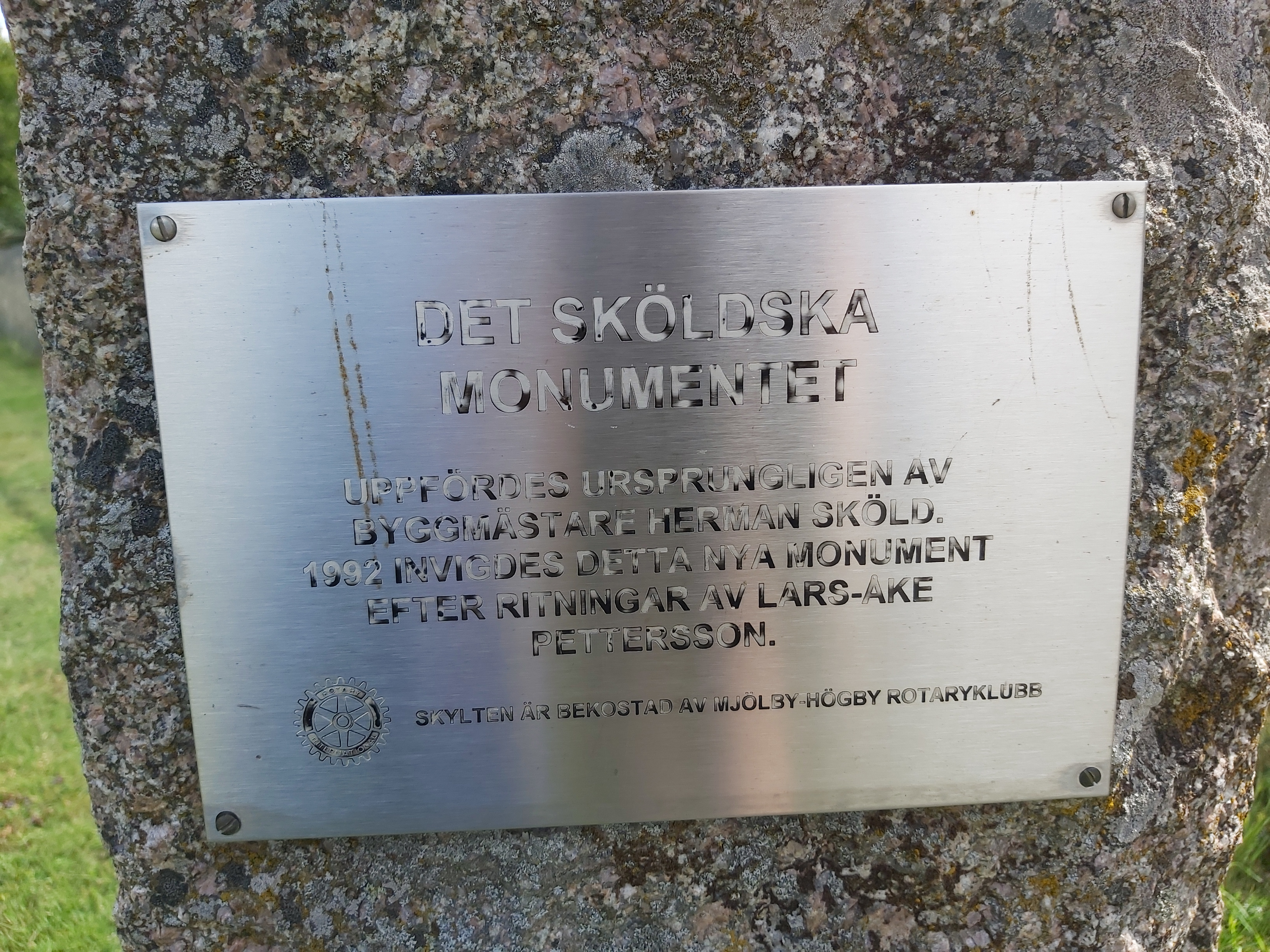
Sköldska monumentets skylt

### De resta stenarna
De resta stenarna låg tidigare i Linneberg, Högby socken. De flyttades 1992 till hembygdsgården.

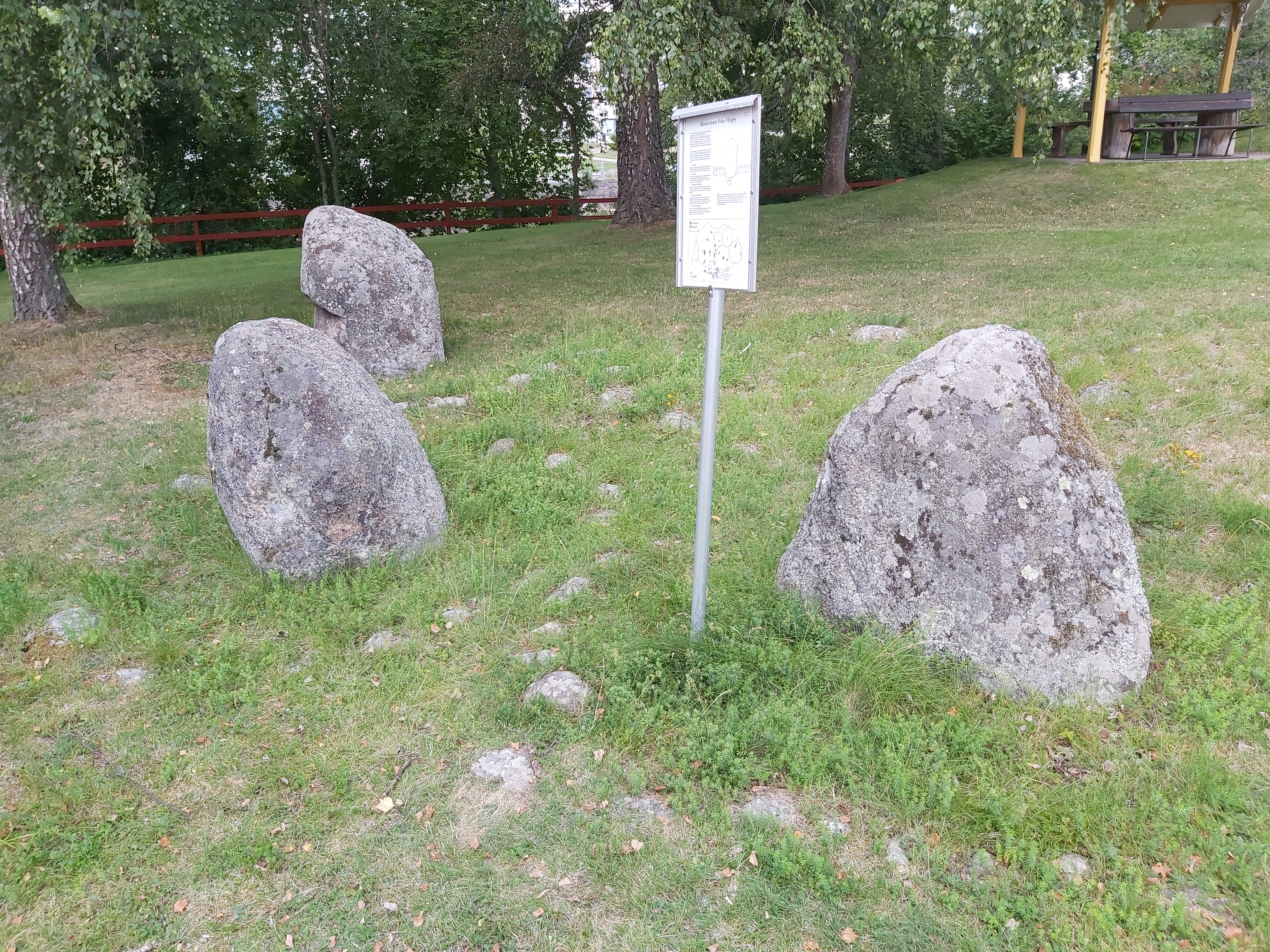
De resta stenarna
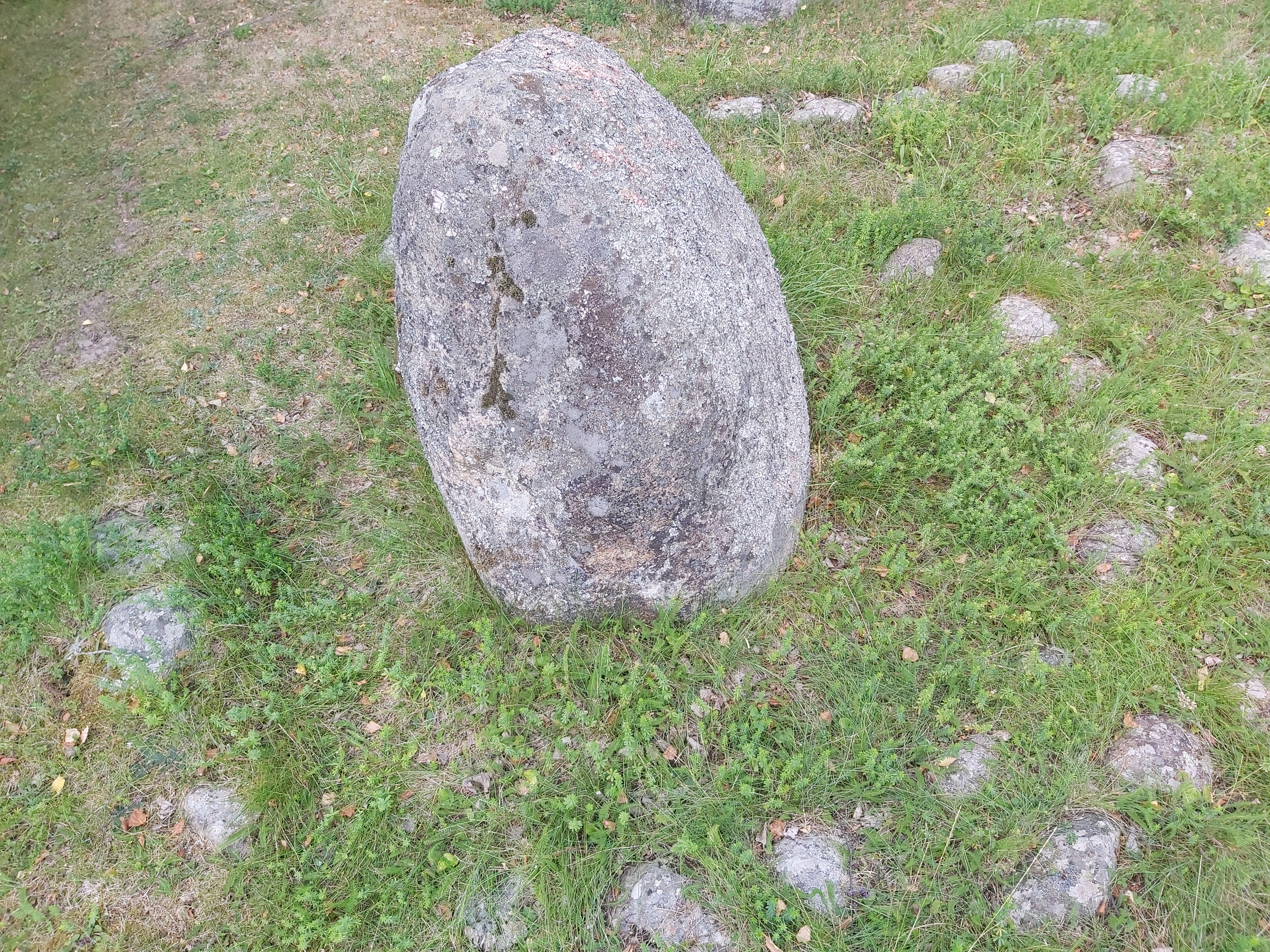
De resta stenarna
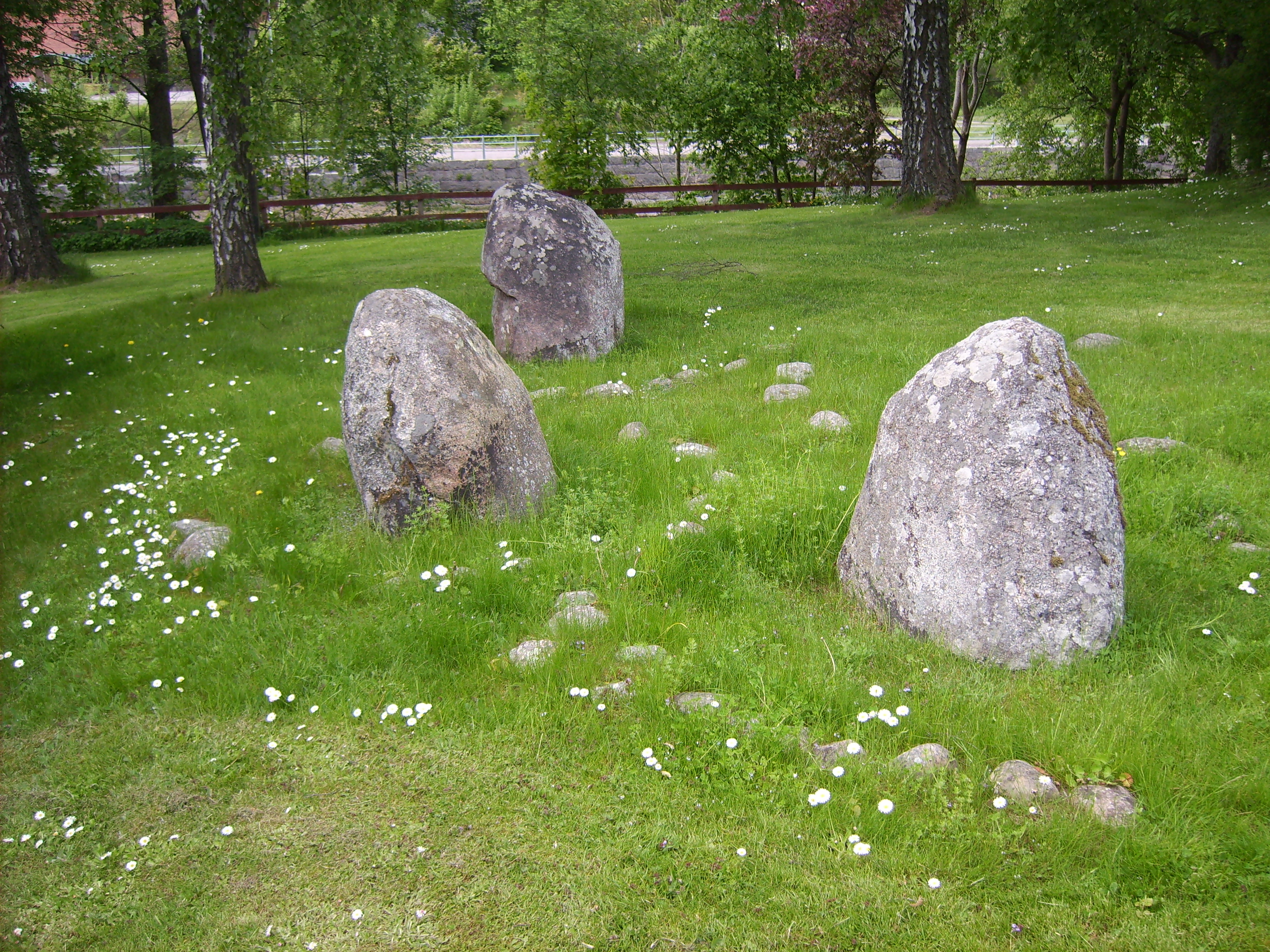
De resta stenarna